# Guerra fredda
La guerra fredda fu un periodo di tensione geopolitica tra gli Stati Uniti d'America e il blocco occidentale da una parte e l'Unione Sovietica e il cosiddetto blocco orientale dall'altra, iniziato con il peggioramento delle relazioni fra gli alleati occidentali e l'Unione Sovietica, avvenuto subito dopo la fine della seconda guerra mondiale, e terminato con la caduta del Muro di Berlino (1989) e con la conseguente dissoluzione dell'Unione Sovietica (1991).
Viene utilizzato l'aggettivo "fredda" poiché non vi furono combattimenti diretti su larga scala, sebbene si fossero verificati conflitti indiretti regionali, tuttavia il conflitto si basò soprattutto sulla lotta ideologica e geopolitica per l'influenza globale delle due superpotenze. A parte lo sviluppo di un arsenale nucleare e il dispiegamento militare convenzionale, la lotta per il dominio fu espressa attraverso mezzi indiretti, come la guerra psicologica, le campagne di propaganda, lo spionaggio, gli embarghi di vasta portata, la rivalità negli eventi sportivi e la competizione tecnologica come la corsa allo spazio. Il blocco occidentale era guidato dagli Stati Uniti e da altre nazioni del Primo Mondo generalmente democrazie liberali, ma anche legate a una rete di stati spesso autoritari del Terzo Mondo, la maggior parte dei quali erano ex colonie delle potenze europee. Il blocco orientale era guidato dall'Unione Sovietica e dal suo Partito Comunista, con forte influenza in tutto il Secondo Mondo. L'URSS seguiva l'ideologia marxista-leninista, adottava il socialismo reale, e aveva un'economia pianificata e un regime monopartitico autoritario.
La prima fase della guerra fredda iniziò poco dopo la fine della seconda guerra mondiale quando gli Stati Uniti e i loro alleati dell'Europa occidentale cercarono di rafforzare i legami reciproci e ricorsero alla politica di contenimento contro l'influenza sovietica. Ciò avvenne soprattutto attraverso la formazione nel 1949 della NATO, essenzialmente un accordo difensivo, a cui l'URSS replicò con il Patto di Varsavia nel 1955. Le principali crisi di questo primo ventennio comprendono il blocco di Berlino, la rivoluzione comunista cinese, la guerra di Corea, la rivoluzione ungherese del 1956, la crisi di Suez, la crisi di Berlino del 1961 e, soprattutto la crisi dei missili di Cuba in cui ci si trovò molto vicini al conflitto nucleare. Dopo la crisi cubana iniziò una nuova fase. Nel 1968 l'URSS invase la Cecoslovacchia per fermare la Primavera di Praga, mentre gli Stati Uniti dovettero far fronte a forti contestazioni interne per il loro coinvolgimento nella guerra del Vietnam. L'affermarsi di un movimento pacifista a livello globale e la paura di una guerra nucleare spinse, a partire dagli anni 1970, entrambe le parti a intraprendere un processo di "distensione". Un certo numero di governi marxisti-leninisti autoproclamati si formarono nella seconda metà degli anni 1970 nei paesi in via di sviluppo.
La distensione finì con l'invasione sovietica dell'Afghanistan del 1979. Gli anni successivi furono contraddistinti da un contesto di elevata tensione con gli Stati Uniti di Ronald Reagan che aumentarono le pressioni diplomatiche, militari ed economiche sull'Unione Sovietica, in un momento in cui essa soffriva di stagnazione economica. A partire dalla metà degli anni 1980, il nuovo leader sovietico Michail Gorbačëv introdusse le riforme liberali note come glasnost ("trasparenza") e perestrojka ("riorganizzazione"). Contestualmente, nei paesi satelliti dell'Europa orientale si fecero sempre più forti le istanze per affermare le loro sovranità nazionali e cambiamenti di regime in senso democratico, Gorbačëv scelse di smettere di sostenere militarmente i governi comunisti allineati. Nel 1989 la caduta della cortina di ferro successiva al picnic paneuropeo e un'ondata di rivoluzioni pacifiche (con l'eccezione della Romania) portò al rovesciamento di quasi tutti i regimi marxisti-leninisti del blocco orientale. Tutto ciò portò alla dissoluzione formale dell'Unione Sovietica nel dicembre 1991 e al crollo dei governi comunisti in gran parte dell'Africa e dell'Asia. La Federazione Russa divenne lo stato successore dell'Unione Sovietica, mentre tutte le altre repubbliche emersero come stati post-sovietici completamente indipendenti. Gli Stati Uniti rimasero l'unica superpotenza mondiale.
La guerra fredda e i suoi eventi hanno lasciato un'eredità significativa, venendo spesso citati nella cultura popolare, in particolare con temi di spionaggio e minaccia di guerra nucleare, mentre la storiografia si è ampiamente occupata di studiarne le cause, le responsabilità e le conseguenze. Secondo alcune interpretazioni storiografiche, anche i cosiddetti paesi non allineati, specie quelli a regime repubblicano-democratico e quelli socialisti-comunisti, risentirono, direttamente e indirettamente, della vicenda con strascichi geopolitici, tensioni commerciali, colpi di stato, golpi militari, guerre civili e guerre di rivendicazioni con nazioni confinanti in numerosi stati di Asia, Africa e Sudamerica.

## Origini del termine
Già alla fine della seconda guerra mondiale, lo scrittore inglese George Orwell usò il termine "guerra fredda" nel suo saggio You and the Atomic Bomb, pubblicato il 19 ottobre 1945 sul quotidiano britannico Tribune. Descrivendo un mondo che vive all'ombra della minaccia della guerra nucleare, Orwell, utilizzando le previsioni di James Burnham su un mondo polarizzato, scrisse:
Sul The Observer del 10 marzo 1946 sempre Orwell scrisse: «dopo la conferenza di Mosca dello scorso dicembre, la Russia iniziò una guerra fredda contro la Gran Bretagna e l'Impero britannico».
Il primo uso del termine per descrivere lo specifico scontro geopolitico del dopoguerra tra l'Unione Sovietica e gli Stati Uniti avvenne durante un discorso di Bernard Baruch, un influente consigliere dei presidenti democratici, tenutosi il 16 aprile 1947, in cui affermò: «Non lasciamoci ingannare: siamo oggi nel bel mezzo di una guerra fredda». Il giornalista e politologo Walter Lippmann diede al termine una portata più ampia nel suo libro The Cold War (guerra fredda in lingua inglese). Quando nel 1947 gli venne chiesta l'origine del termine, Lippmann la ricondusse a un termine francese risalente agli anni 1930, la guerre froide.

## Contesto storico

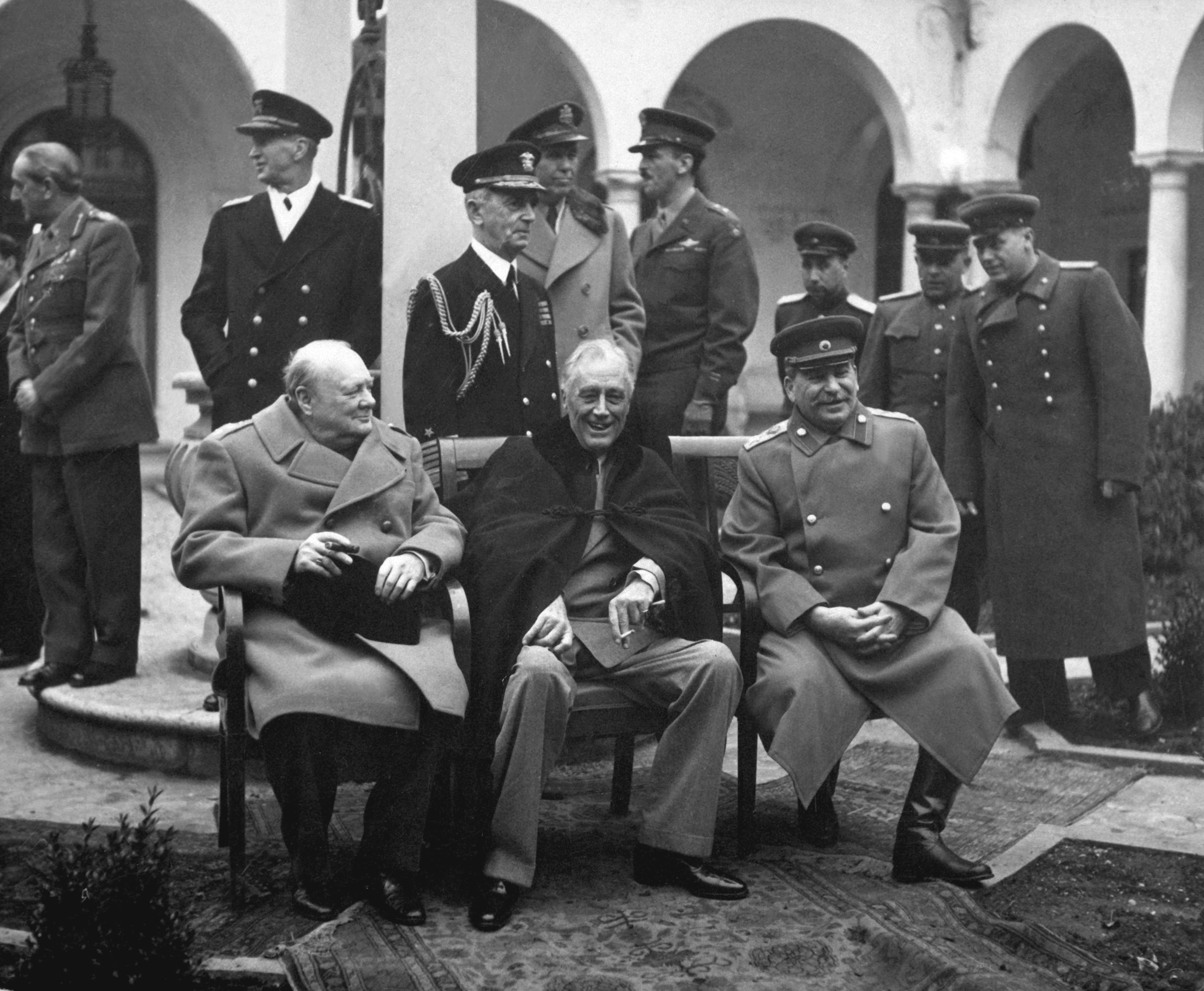
I "Tre Grandi" alla Conferenza di Jalta: Winston Churchill, Franklin Roosevelt e Iosif Stalin.

Gli esiti della seconda guerra mondiale avevano modificato gli equilibri di potere sullo scenario globale con il tramonto di Germania, Gran Bretagna e Francia dal ruolo di potenze venendo sostituite da Stati Uniti (USA) e Unione Sovietica (URSS) che fino ad allora avevano adottato una politica isolazionista. Sebbene entrambe si fossero trovate a combattere sullo stesso fronte contro la Germania nazista, notevoli differenze le dividevano. Se gli Stati Uniti erano caratterizzati da una dinamica economia di mercato e da un ordinamento democratico, l’Unione Sovietica, nata nel 1922 sulle ceneri dell’impero russo a seguito di una guerra civile, adottava l'ideologia comunista del marxismo-leninismo con una economia pianificata ed un ordinamento a partito unico.
Nonostante ciò durante le fasi finali del conflitto tali differenze non sembravano pregiudicare del tutto i rapporti tra di loro; il presidente statunitense Franklin Delano Roosevelt si era dimostrato alquanto disponibile ad accogliere gran parte delle richieste del suo omologo sovietico Iosif Stalin riconoscendo il grande sacrificio compiuto dal suo popolo nel combattere il terzo Reich. In particolare, Stalin pretendeva di mantenere il controllo dei paesi dell’Europa Orientale occupati dall'Armata Rossa nella sua marcia verso Berlino, una richiesta che poteva apparire legittima in quanto finalizzata a garantire una "zona cuscinetto" per scongiurare nuove invasioni. Sia Roosevelt che Stalin avevano più volte dichiarato di auspicare il mantenimento dei rapporti tra le potenze Alleate verso una reciproca collaborazione. Quando Stalin venne a conoscenza del progetto dei "quattro poliziotti" ideato da Roosevelt non poté che concordare. I rapporti discretamente buoni vennero confermati quando nel febbraio del 1945 i rappresentanti dei tre principali paesi Alleati si incontrarono a Jalta per prendere alcune decisioni fondamentali per il prosieguo del conflitto. In particolare venne deciso, come "prerequisito per la pace futura", lo smembramento provvisorio della Germania in zone di occupazione (ognuna gestita rispettivamente da USA, URSS e Regno Unito) e l’istituzione dell’Organizzazione delle Nazioni Unite. Tuttavia, qualche crepa iniziò ad apparire riguardo all'occupazione sovietica della Polonia e al futuro destino della Germania.

Zone di occupazione della Germania alla fine della seconda guerra mondiale

Fu con la definitiva sconfitta delle potenze dell'Asse e la morte di Roosevelt che i rapporti andarono a peggiorare. Forti divergenze tra gli Alleati iniziarono ad emergere alla conferenza di Potsdam iniziata nel luglio 1945 per affrontare il tema del futuro dell'oramai ex Terzo Reich. Come deciso a Yalta, la Germania si trovava militarmente occupata in tre settori: a est si trovavano i sovietici, a sud-ovest gli statunitensi e nella ricca zona industriale del nord-ovest (comprendente la regione della Ruhr) i britannici; successivamente parti britanniche e statunitensi vennero assegnate anche alla Francia. Similmente, anche Berlino si trovò divisa in quattro settori di occupazione. Sebbene tutti i vincitori concordassero con la demilitarizzazione della Germania per evitare che potesse tornare in futuro a rappresentare una minaccia, i sovietici pretendevano ampie riparazioni di guerra mentre gli Stati Uniti si erano dimostrati più cauti. Inoltre, il nuovo presidente americano, Harry Truman, aveva criticato apertamente l'Unione Sovietica per le annessioni nella propria sfera di influenza delle nazioni dell'Europa meridionale chiedendo che fossero indette elezioni democratiche. Il clima di sospetto che si venne a creare tra Truman e Stalin ebbe una forte accelerazione quando gli Stati Uniti utilizzarono per la prima volta l'arma nucleare contro il Giappone nell'agosto del 1945. Stalin rispose alle manifestazioni di forza americane stringendo ancora di più il controllo sui territori in quel momento occupati dal suo esercito, che divennero a tutti gli effetti stati satellite dell'URSS rifiutando qualsiasi ingerenza e possibilità di accettare governi non allineati. Il 5 marzo dell'anno seguente, l'ex primo ministro britannico Winston Churchill pronunciò un famoso discorso in cui accusava i sovietici di aver fatto calare una "cortina di ferro" «sul continente da Stettino sul Baltico a Trieste sull'Adriatico» invocando la necessità di un'alleanza anglo-americana contro di essi. Stalin accusò Churchill di essere un guerrafondaio e lo paragonò a Hitler.

## Gli inizi (1946-1948)

### Containmente dottrina Truman
Alla fine di febbraio 1946, un "lungo telegramma" inviato dal diplomatico George Frost Kennan a Washington contribuì ad articolare la linea sempre più dura del governo statunitense contro i sovietici infiammando un dibattito politico che plasmò la politica estera dell'amministrazione Truman. In seguito, in un saggio dello stesso Kennan, il nuovo indirizzo verrà definito come un "fermo contenimento" (containment) dell’Unione Sovietica.
In poco tempo questa nuova politica del contenimento venne messa alla prova. Quando scoppiò la crisi dell'Iran del 1946, gli Stati Uniti fecero forti pressioni affinché i sovietici ritirassero le proprie truppe dal nord del paese dove avevano instaurato il Governo Popolare dell'Azerbaigian che occupavano dell'invasione anglo-sovietica del 1941. Dopo un iniziale rifiuto, Mosca decise per un ritiro a seguito del raggiungimento di un accordo con il governo iraniano per lo sfruttamento delle risorse petrolifere. Similmente, gli Stati Uniti minacciarono l'uso della forza quando, il 7 agosto dello stesso anno, l'Unione Sovietica palesò rivendicazioni territoriali sulla Turchia chiedendo la revisione della Convenzione di Montreux. Anche in questo caso la crisi si risolse con un allentamento delle pressioni da parte dei sovietici.
Le esperienze vissute in Iran e in Turchia, il successivo rifiuto sovietico del Piano Baruch sulle armi nucleari e l’ammissione del governo britannico di non essere più in grado di finanziare il Regno di Grecia nella sua guerra civile contro gli insorti comunisti, spinse Truman a dichiarare ufficialmente la politica del contenimento. Il Presidente pronunciò un discorso in cui chiedeva l'assegnazione di 400 milioni di dollari per intervenire in Grecia svelando la "dottrina Truman" che inquadrava il conflitto come una contesa tra popoli liberi e regimi totalitari lasciando intendere, anche se non venne mai esplicitato, che l'obiettivo prioritario fosse quello di fermare la diffusione del comunismo nel mondo in ossequio alla teoria del domino.
L'enunciazione della dottrina Truman segnò negli Stati Uniti l'inizio di una intesa bipartisan tra repubblicani e democratici riguardo alla difesa nazionale e alla politica estera, intesa che andò a indebolirsi solamente durante e dopo la guerra del Vietnam ma che comunque persistette anche in seguito. I partiti moderati e conservatori europei, così come i socialdemocratici, fornirono un sostegno praticamente incondizionato all'alleanza occidentale, mentre i comunisti europei e americani aderirono alla linea di Mosca nonostante fosse apparso un dissenso dopo il 1956.

### Piano Marshall e colpo di Stato cecoslovacco

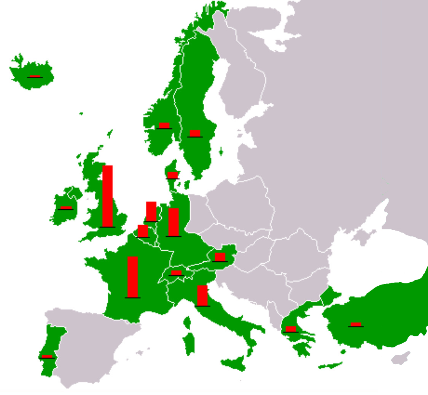
Mappa dell'Europa nell'epoca della guerra fredda in cui sono mostrate le nazioni che hanno ricevuto aiuti dal Piano Marshall. Le colonne rosse indicano il totale dei finanziamenti ricevuti per ciascuna nazione.

Nel giugno 1947, in accordo con la dottrina Truman, gli Stati Uniti promulgarono il Piano Marshall, un programma di assistenza economica per tutti i paesi europei disposti a aderire inclusa l'Unione Sovietica. Nell'ambito del piano, firmato dal presidente Harry Truman il 3 aprile 1948, il governo degli Stati Uniti donò circa 12,6 miliardi di dollari del tempo (equivalenti a 110 miliardi di dollari del 2010) principalmente in grano, cotone, beni strumentali per ricostruire le proprie economie distrutte dagli esiti del secondo conflitto mondiale.
L'obiettivo del programma fu quello di ricostruire i sistemi democratici ed economici dell'Europa e contrastare le possibili minacce agli equilibri di potere del vecchio continente. Nel piano era esplicitata anche la convinzione che la prosperità europea dipendeva dalla ripresa economica tedesca. Un mese dopo, Truman firmò il National Security Act del 1947 creando così il Dipartimento della difesa degli Stati Uniti d'America, la CIA e il National Security Council (NSC). Queste diventarono i principali enti con cui gli Stati Uniti affrontarono la guerra fredda.

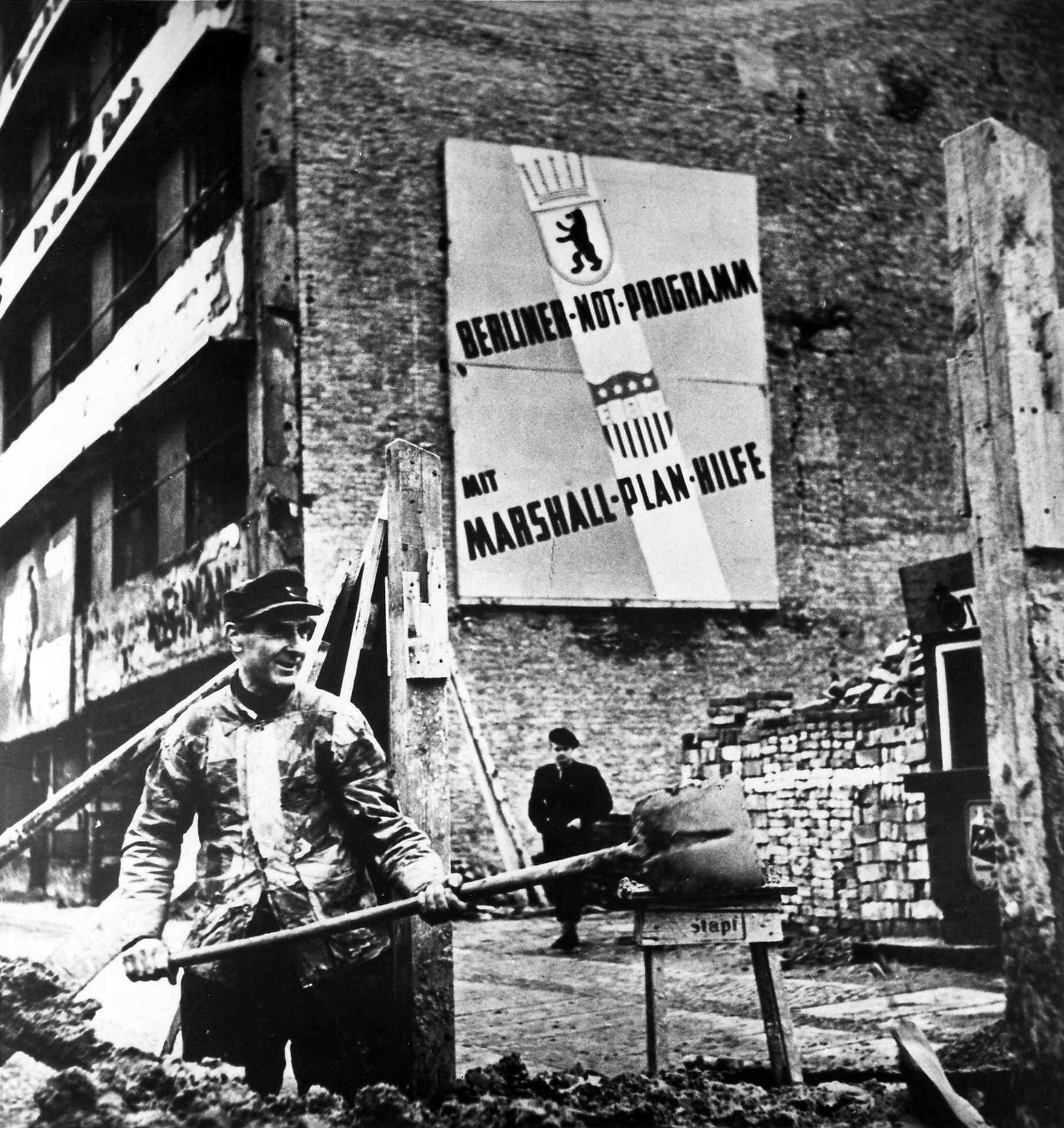
Ricostruzione di Berlino Ovest grazie agli aiuti portati dal Piano Marshall

Stalin, dal canto suo, riteneva che l'integrazione economica con l'Occidente avrebbe permesso ai paesi del blocco orientale di sfuggire al controllo sovietico e che gli Stati Uniti stavano cercando di conquistare un riallineamento europeo verso di loro. A fronte di ciò, egli impedì alle nazioni facenti parte del blocco orientale di ricevere aiuti dal piano Marshall proponendo come alternativa il "Piano Molotov" (successivamente istituzionalizzato nel gennaio 1949 come Consiglio di mutua assistenza economica). Stalin si dimostrò anche preoccupato a proposito di una Germania ricostituita, preferendo che non gli venisse data la possibilità di riarmarsi o di rappresentare alcun tipo di minaccia per l'Unione Sovietica.
Agli inizi del 1948, in seguito a rapporti che raccontavano di rafforzamenti di "elementi reazionari", gli agenti sovietici compirono un colpo di Stato in Cecoslovacchia, l'unico Stato del blocco orientale a cui i sovietici avevano permesso di mantenere un ordinamento democratico. La brutalità di tale intervento scioccò le potenze occidentali più di ogni altro evento accaduto fino a quel punto scatenando la diffusa paura dell'imminente scoppio di una guerra e questo spazzò via le ultime opposizioni al Piano Marshall da parte del Congresso degli Stati Uniti.
Immediatamente dopo la crisi, si tenne la Conferenza delle Sei Potenze di Londra, che portò al boicottaggio sovietico del Consiglio di controllo alleato sulla Germania e alla sua inabilitazione, un evento che segnò l'inizio della guerra fredda in piena regola e la fine del suo preludio.

### Cominforme la rottura Tito-Stalin
Nel settembre 1947, i sovietici crearono il Cominform il cui scopo era quello di imporre l'ortodossia all'interno del movimento comunista internazionale e rafforzare il controllo politico sui paesi satelliti sovietici attraverso il coordinamento dei partiti comunisti nel blocco orientale. Il Cominform dovette affrontare una battuta d'arresto imbarazzante nel giugno successivo quando la rottura tra Stalin e Tito obbligò l'espulsione della Jugoslavia la quale rimase comunque un paese a matrice comunista ma adottò una posizione non allineata iniziando allo stesso tempo ad accettare gli aiuti finanziari dagli Stati Uniti previsti dal piano Marshall.

### Blocco di Berlino e ponte aereo

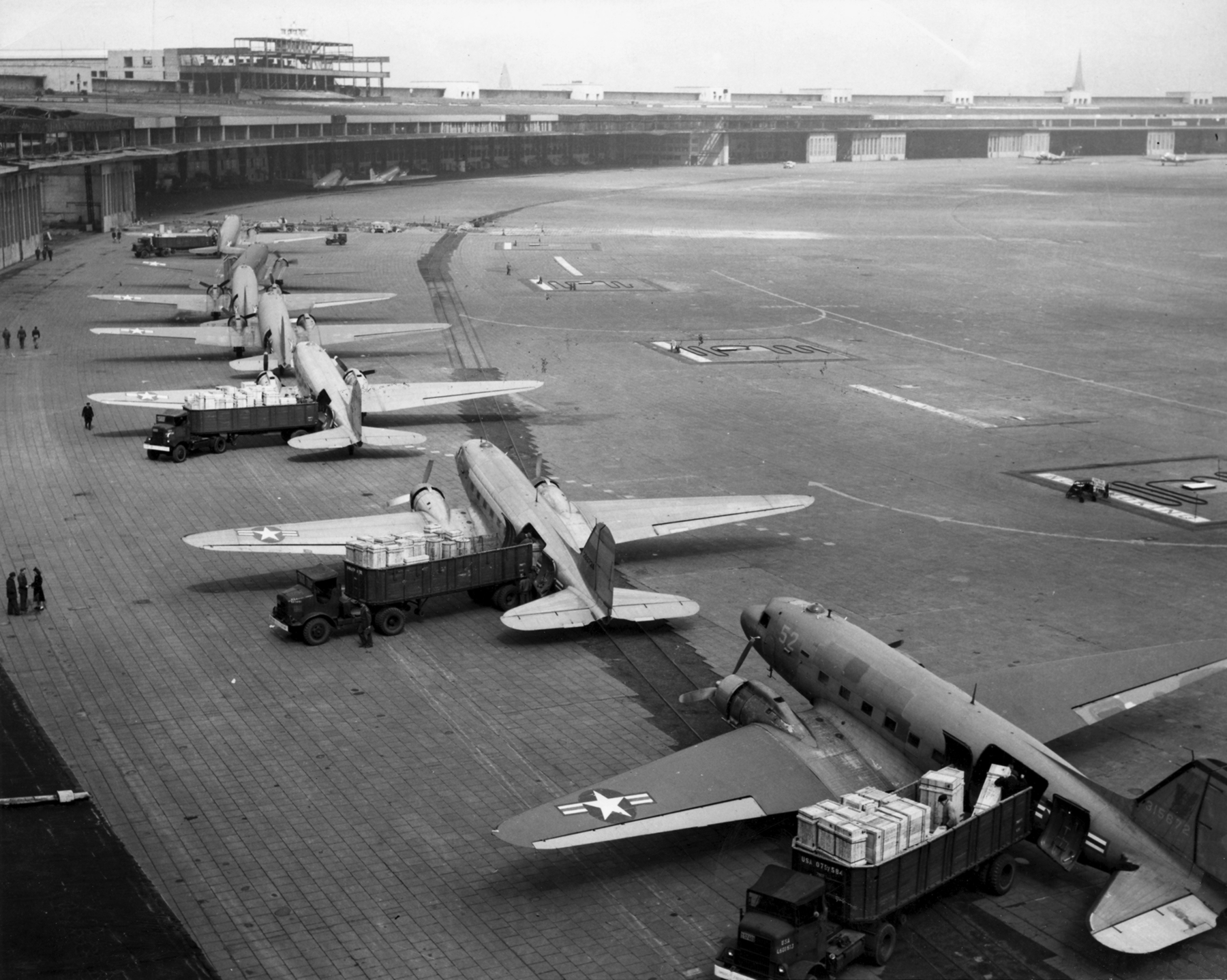
C-47 all'Aeroporto di Berlino-Tempelhof durante il blocco di Berlino

Al termine della seconda guerra mondiale la Germania era stata divisa in zone controllate dagli alleati: a ovest da Gran Bretagna e Stati Uniti e a est dall'Unione Sovietica. La capitale Berlino, posta a est, era frazionata al suo interno tra le tre potenze. Il 1º gennaio 1947 Gran Bretagna e Stati Uniti unirono le loro zone di occupazione della Germania occidentale in un'unica "Bizona" (in seguito "Trizona" con l'aggiunta dei francesi nell'aprile 1949). L'anno successivo venne annunciato dalle potenze occidentali un programma di ricostruzione dell'economia tedesca che prevedeva la progressiva fusione delle aree occidentali in un sistema governativo autonomo federale. Inoltre, fu previsto di fare rientrare le suddette regioni nel piano Marshall e venne introdotta una nuova moneta, il marco tedesco, in sostituzione della vecchia valuta del Reichsmark che i sovietici avevano svalutato.
Stalin, contrariato per non essere stato messo al corrente di questo piano, ordinò un blocco di Berlino, una delle prime grandi crisi che caratterizzarono la guerra fredda: dal 24 giugno 1948 i sovietici impedirono, bloccando le strade che accedevano a Berlino Ovest, che cibo, materiali e rifornimenti arrivassero nella città. Dopo aver escluso la resa e valutato come troppo rischioso il ricorso alla forza militare per rompere il blocco, Stati Uniti, Gran Bretagna, Francia, Canada, Australia, Nuova Zelanda e molti altri paesi risposero organizzando un imponente "ponte aereo per Berlino" grazie al quale poté essere garantita la continuità nella fornitura di beni essenziali ai cittadini dell'ovest. Inoltre, Truman, fece dislocare in Gran Bretagna alcuni bombardieri B-29 in grado di trasportare armi atomiche sulla lunga distanza come monito ai sovietici di non tentare di boicottare il ponte aereo. Dopo quasi un anno e oltre 270000 voli di trasporto, il 12 maggio 1949 Stalin si risolse nel togliere il blocco.
Nonostante si fosse giunti alla soluzione della crisi fu chiara l'impossibilità di giungere alla riunificazione della Germania anche per i continui rifiuti sovietici di partecipare a uno sforzo di ricostruzione del paese. Pertanto, Stati Uniti, Gran Bretagna e Francia unificarono le tre zone occidentali di occupazione, nel maggio 1949, creando lo Repubblica Federale Tedesca, comprendente Berlino ovest, e con capitale "provvisoria" posta a Bonn. A sua volta l'Unione Sovietica convertì la sua zona di occupazione in Germania nella Repubblica Democratica Tedesca, nell'ottobre dello stesso anno: si era quindi arrivati alla spaccatura ufficiale della Germania in due «paesi separati con sistemi politici opposti e militarmente allineati l'uno contro l'altro».

## Militarizzazione del conflitto (1949-1953)

### Nascita della NATO e dellaRadio Free Europe

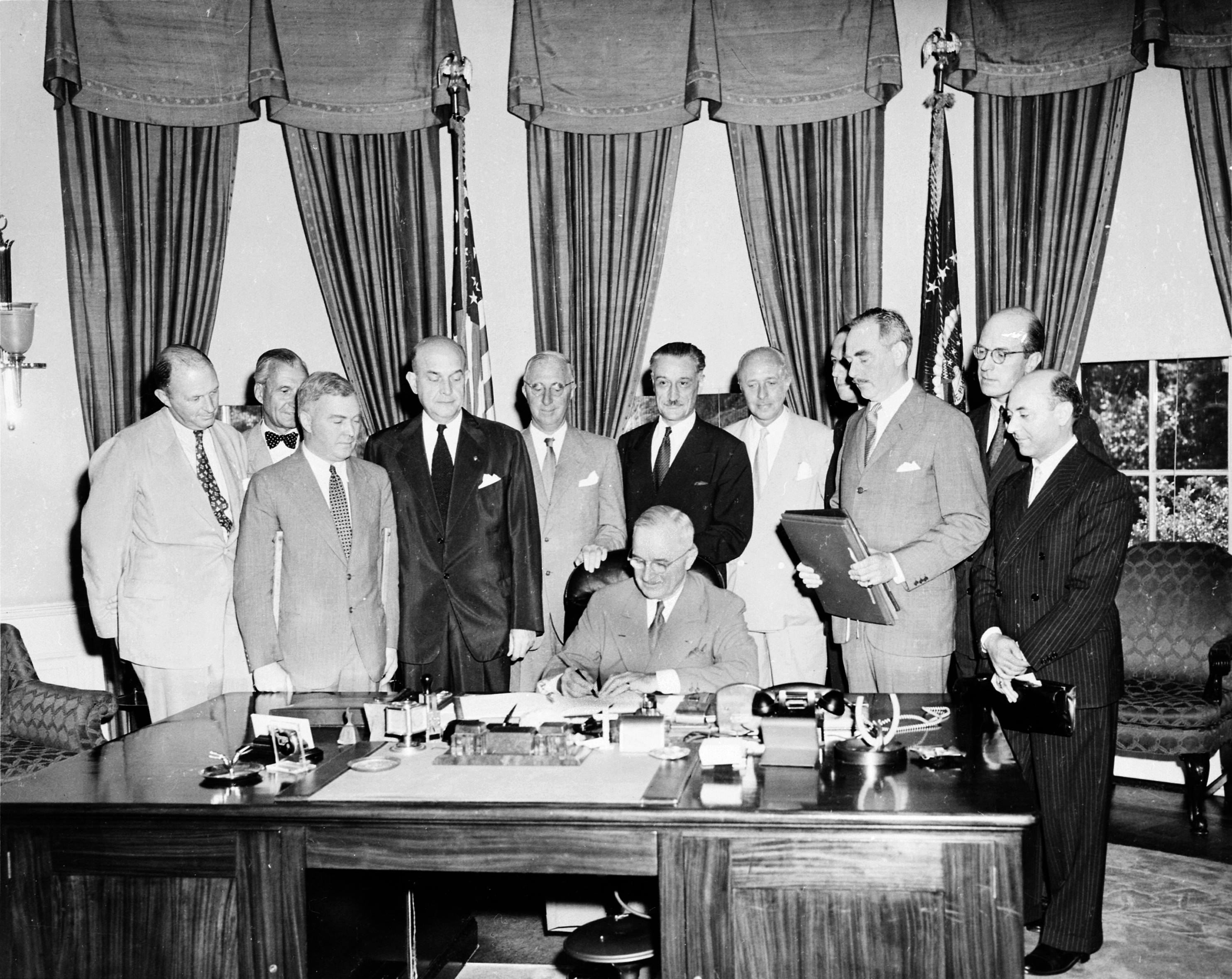
Il Presidente Truman firma il Trattato Nord Atlantico nello Studio Ovale

Il colpo di Stato in Cecoslovacchia e il blocco di Berlino avevano accresciuto le preoccupazioni circa una possibile aggressione dell'Unione Sovietica verso i paesi dell'Europa occidentale. Pertanto, già dal 1948, questi stipularono un trattato, conosciuto come trattato di Bruxelles, con il quale si prevedeva l'autodifesa collettiva in caso di guerra benché fosse chiaro agli stessi firmatari di non essere in grado di competere militarmente con i sovietici senza l'apporto della superiorità aerea e le armi nucleari statunitensi. Dal canto suo, l'amministrazione Truman si dimostrò inizialmente riluttante a impegnarsi formalmente in un patto di aiuto militare. Tuttavia l'approvazione nel giugno 1948 da parte del Senato degli Stati Uniti della Risoluzione Vandenberg dimostrò una volontà bipartisan delle forze politiche di impegnarsi per la difesa dell'Europa occidentale abbandonando quindi la tradizionale politica isolazionistica. In particolare, il segretario di Stato Dean Acheson mise in guardia il governo della necessità di fornire garanzie militari ai progressi del piano Marshall e di scongiurare la possibile avanzata sovietica in Europa.
Dal successivo dibattito su quale dovesse essere il futuro assetto dell'alleanza prevalse l'idea di un patto difensivo vincolante tra i partecipanti, poi riassunto in quello che sarà l'articolo 5 del trattato. Il Patto Atlantico venne così sottoscritto a Washington il 4 aprile 1949 dai rappresentanti di Stati Uniti, Regno Unito, Canada, Francia, Italia, Portogallo, Paesi Bassi, Belgio, Lussemburgo, Danimarca, Islanda, Norvegia. Da subito iniziò anche l'approntamento della struttura necessaria per dare concretezza al trattato e che prenderà il nome di Organizzazione del Trattato dell'Atlantico del Nord (o NATO).
Lo scontro tra i due blocchi comprese anche la propaganda. I mass media nel blocco orientale erano un organo dello Stato, completamente dipendente e asserviti al partito comunista. Le emittenti radiotelevisive erano di proprietà statale, mentre la stampa solitamente apparteneva a organizzazioni politiche, gran parte delle quali facevano capo alla sezione locale del partito. In occidente, oltre alle trasmissioni della British Broadcasting Corporation (BBC) e della Voice of America, un importante sforzo di propaganda fu iniziato nel 1949 con le trasmissioni della Radio Free Europe/Radio Liberty, nata con l'intenzione di provocare la pacifica scomparsa del sistema comunista nel blocco orientale. Si tentò di raggiungere questi obiettivi riuscendo a trasmettere il proprio segnale oltre alla cortina di ferro fino a raggiungere Mosca. Radio Free Europe fu un prodotto di alcuni dei più importanti strateghi statunitensi della guerra fredda, specialmente di coloro che ritenevano che tale conflitto si sarebbe dovuto combattere con mezzi politici piuttosto che militari, come ad esempio George Frost Kennan. I politici americani, tra cui lo stesso Kennan e John Foster Dulles, riconobbero che la guerra fredda era essenzialmente una guerra di idee e, agendo attraverso la CIA, finanziarono una lunga lista di progetti per contrastare l'attrattiva che rappresentava il comunismo tra gli intellettuali in Europa e nel mondo in via di sviluppo.

### Guerra civile cinese e rafforzamento militare statunitense

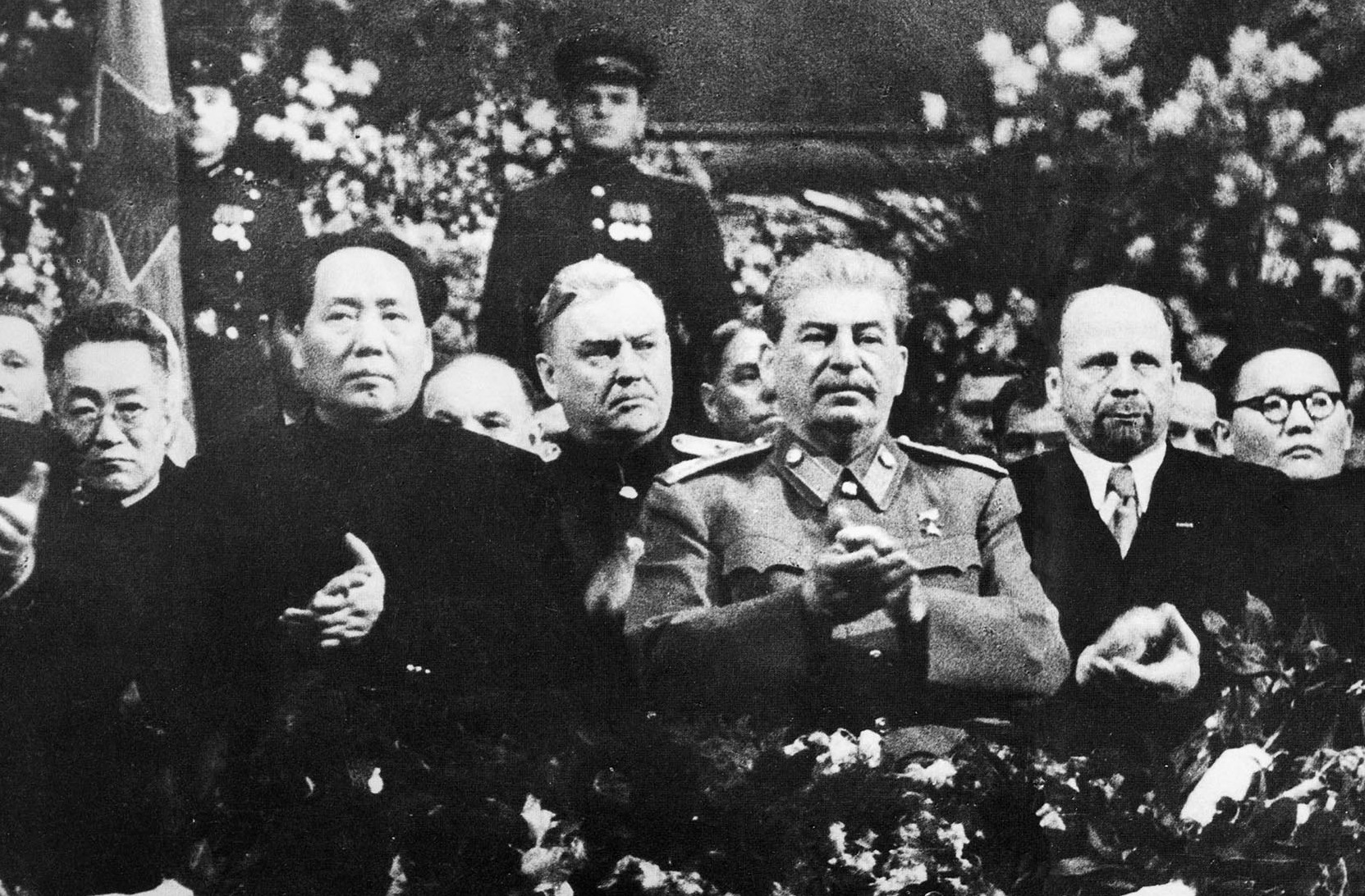
Mao Zedong e Iosif Stalin a Mosca nel dicembre 1949

Nel 1949 si consumarono gli ultimi atti della guerra civile cinese con l'Esercito Popolare di Liberazione di Mao Zedong che sconfisse il Partito Nazionalista Cinese di Chiang Kai-shek, quest'ultimo appoggiato dagli Stati Uniti, che dovette fuggire insieme al suo governo sull'isola di Taiwan. Durante il conflitto, l'Unione Sovietica aveva dato un appoggio limitato alle truppe di Mao in quanto preoccupata dell'ascesa di un possibile concorrente alla guida del movimento comunista mondiale ma nel 1950 Stalin si decise a stipulare un'alleanza con la neonata Repubblica Popolare Cinese. Una volta stabilitosi al potere, Mao mise in atto notevoli riforme in chiave comunista: le industrie, le banche e i commerci con l'estero vennero nazionalizzati mentre le terre distribuite ai contadini.
Fino alla fine degli anni 1950, gli Stati Uniti ritenevano di possedere una netta superiorità militare sui sovietici in grado di fare da deterrente contro possibili attacchi. Tuttavia nell'agosto del 1949, presso la località di Semipalatinsk, nella Repubblica Socialista Sovietica Kazaka, venne fatto detonare il primo ordigno nucleare sovietico. Di fronte alla rivoluzione comunista in Cina e alla fine del monopolio statunitense sulle armi atomiche, l'amministrazione Truman si trovò nelle condizioni di dover rafforzare la politica del contenimento. Così, nel 1950, venne emanato un documento segreto, noto come NSC-68, in cui il Consiglio di sicurezza nazionale propose di rafforzare i sistemi di alleanza filo-occidentali e quadruplicare la spesa nella difesa.

### Guerra di Corea e impegno nel sud-est asiatico

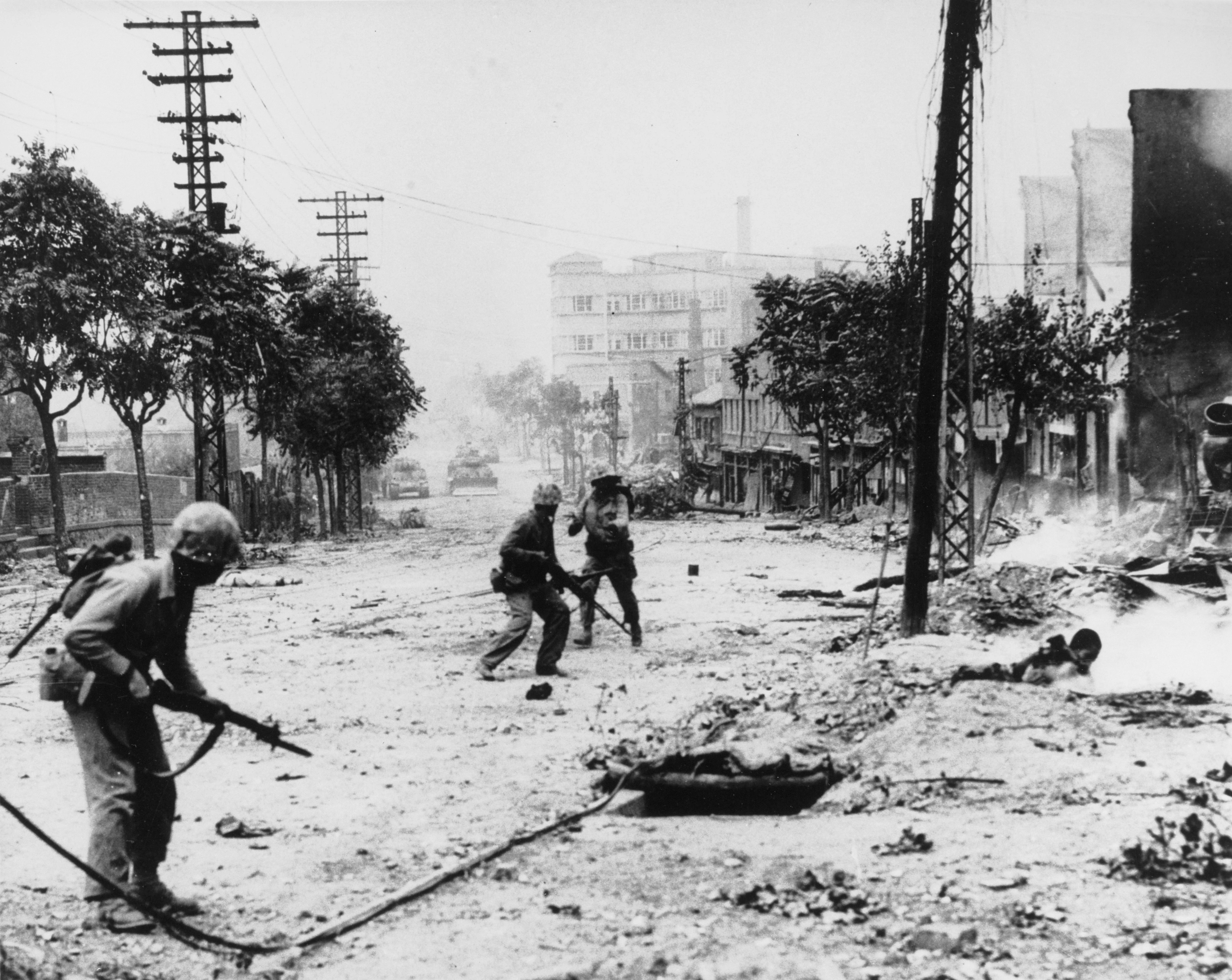
Marines statunitensi impegnati in combattimenti di strada durante la liberazione di Seul nel settembre 1950

Nel giugno 1950, dopo anni di reciproche ostilità, l'esercito popolare nordcoreano di Kim Il-sung invase la Corea del Sud guidata da Syngman Rhee e sostenuta dagli Stati Uniti. Inizialmente Stalin si dimostrò riluttante ad appoggiare le ambizioni di Il-sung ma già nel gennaio precedente aveva dato il suo assenso, contribuendo con forniture militari, convinto del fatto che gli statunitensi non sarebbero intervenuti. Saputo dell'appoggio da parte di Mosca anche Mao Zedong decise di fornire aiuti sebbene fosse già impegnato con i progetti di annessione di Tibet e Taiwan. Le previsioni dei due leader comunisti vennero disattese quando il Consiglio di sicurezza delle Nazioni Unite appoggiò la difesa della Corea del Sud nonostante il tentativo di boicottaggio da parte dei sovietici in protesta contro il fatto che Taiwan (Repubblica di Cina), e non la Repubblica popolare cinese, detenesse un seggio permanente. Così, su mandato delle Nazioni Unite, si formò una forza internazionale, guidata dagli Stati Uniti, per fermare l'invasione.

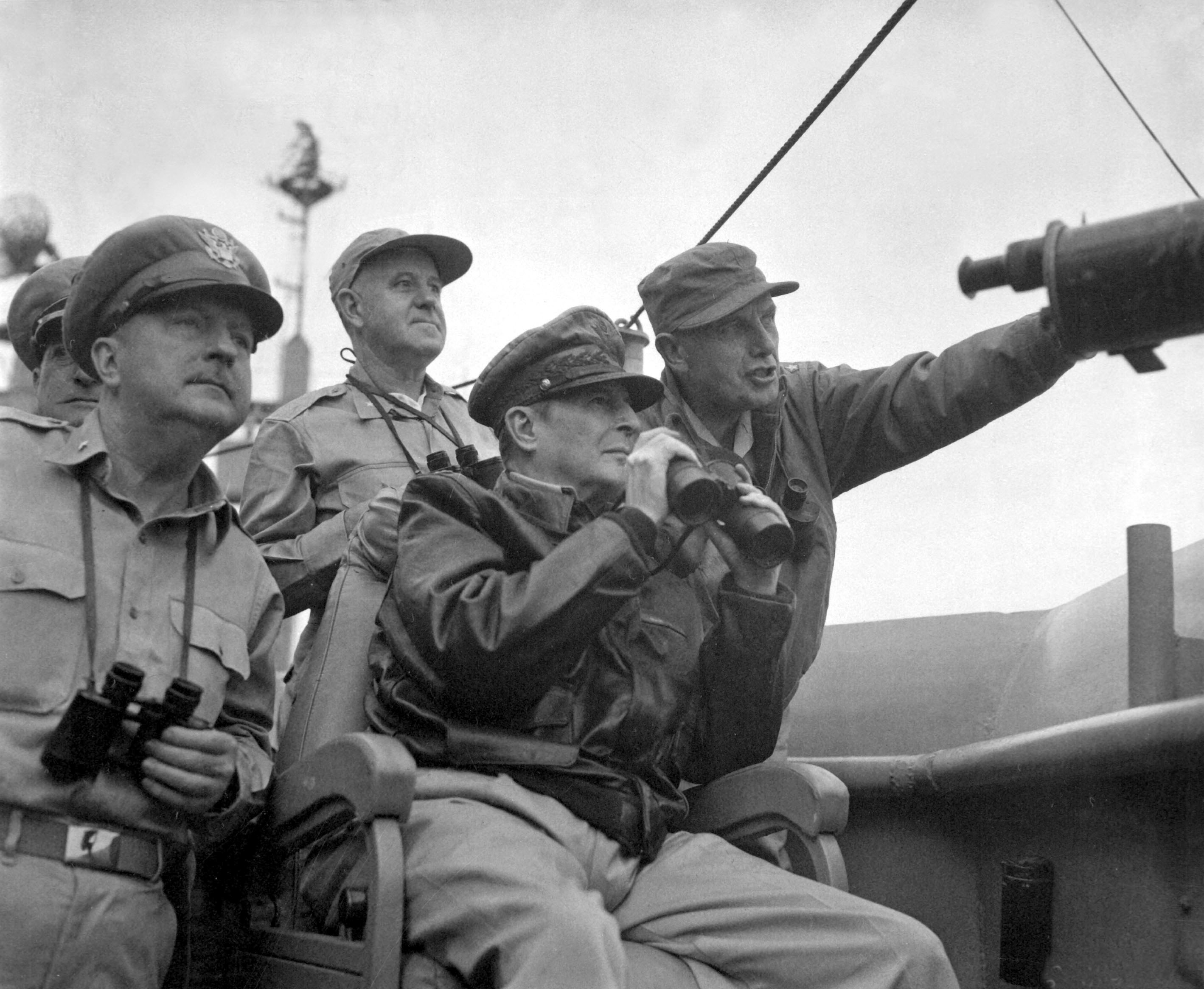
Il generale Douglas MacArthur, comandante della forza internazionale, osserva il bombardamento navale di Incheon dalla USS Mount McKinley, 15 settembre 1950

Nelle fasi iniziali del conflitto sembrò che gli Stati Uniti seguissero la loro politica di contenimento ponendosi come obiettivo quello di respingere la Corea del Nord oltre il 38º parallelo, il confine tra le due coree, e ripristinare la sovranità della Corea del Sud. Tuttavia, il successo dello sbarco di Inchon galvanizzò le forze USA/ONU tanto da ipotizzare una completa distruzione dell'invasore e di conquistare il nord comunista della penisola. Su questa linea, il generale Douglas MacArthur dette ordine di avanzare attraverso il 38º parallelo. I cinesi, timorosi di una possibile invasione statunitense, inviarono le loro forze militari che riuscirono a sconfiggere quelle della coalizione delle Nazioni Unite respingendole al di sotto del vecchio confine. Un successivo tentativo di sfondamento degli eserciti comunisti non riuscì nei suoi intenti e le posizioni si congelarono sul 38º parallelo. L'armistizio di Panmunjeom, che pose fine alle ostilità, venne concluso solamente nel luglio del 1953. La situazione tornò come all'inizio del conflitto, con il paese diviso in due da una zona demilitarizzata.
Gli eventi di Cina e Corea spinsero i funzionari degli Stati Uniti a considerare la dottrina del contenimento come un affare globale e non solamente europeo. Preoccupati di contrastare i movimenti nazionalisti rivoluzionari, spesso guidati da partiti comunisti finanziati dall'Unione Sovietica, che combattevano contro il ripristino degli imperi coloniali europei, agli inizi degli anni 1950 gli Stati Uniti formalizzarono una serie di alleanze con alcuni paesi del sud-est asiatico. Così, nel 1951 venne siglato il patto ANZUS con Australia e Nuova Zelanda e, tre anni più tardi il più ampio Southeast Asia Treaty Organization attraverso i quali gli statunitensi poterono garantirsi alcune basi militari nella regione. Cambiò anche l'approccio con Taiwan, a cui gli Stati Uniti garantirono l'appoggio.

## Crisi e escalation (1953-62)

### Chruščëv, Eisenhower e destalinizzazione

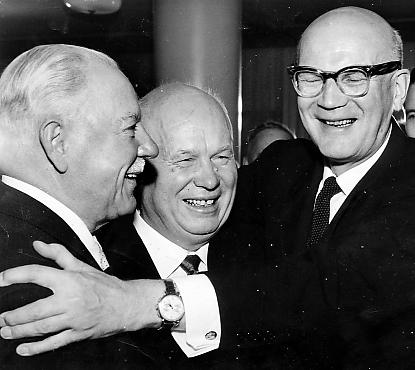
Da sinistra a destra: il capo di Stato sovietico Kliment Vorošilov, il segretario generale Nikita Chruščëv e il presidente finlandese Urho Kekkonen a Mosca nel 1960

Nel 1953 i mutamenti ai vertici politici di entrambe le parti portarono a sostanziali mutamenti nella dinamica della guerra fredda. In Unione Sovietica, dopo la morte di Iosif Stalin avvenuta a Mosca il 5 marzo, in mancanza di un successore condiviso da tutto il partito si assistette in Unione Sovietica ad una lotta per il potere. Alla fine prevalse Nikita Chruščëv grazie alla deposizione e l'esecuzione di Lavrentij Berija e l'allontanamento dei rivali Georgy Malenkov e Vjačeslav Molotov. Il 25 febbraio 1956, Chruščëv scioccò i delegati al XX Congresso del Partito Comunista dell'Unione Sovietica elencando e denunciando i crimini di Stalin e avviando una campagna di destalinizzazione che portò anche ad un allentamento del controllo del partito sulla società.
Il 18 novembre 1956, rivolgendosi agli ambasciatori occidentali durante un ricevimento all'ambasciata polacca a Mosca, Chruščëv pronunciò la celebre affermazione «che vi piaccia o meno, la storia è dalla nostra parte. Vi seppelliremo» impressionando i presenti. In seguito affermò di non essersi riferito ad una guerra nucleare, ma piuttosto alla vittoria, storicamente determinata, del comunismo sul capitalismo. Nel 1961 Chruščëv dichiarò che sebbene in quel momento l'Unione Sovietica fosse in ritardo rispetto all'Occidente, entro un decennio la carenza di alloggi sarebbe stata colmata, i beni di consumo divenuti abbondanti e nel giro di due decenni la «costruzione di una società comunista» sarebbe stata completata per la maggior parte.

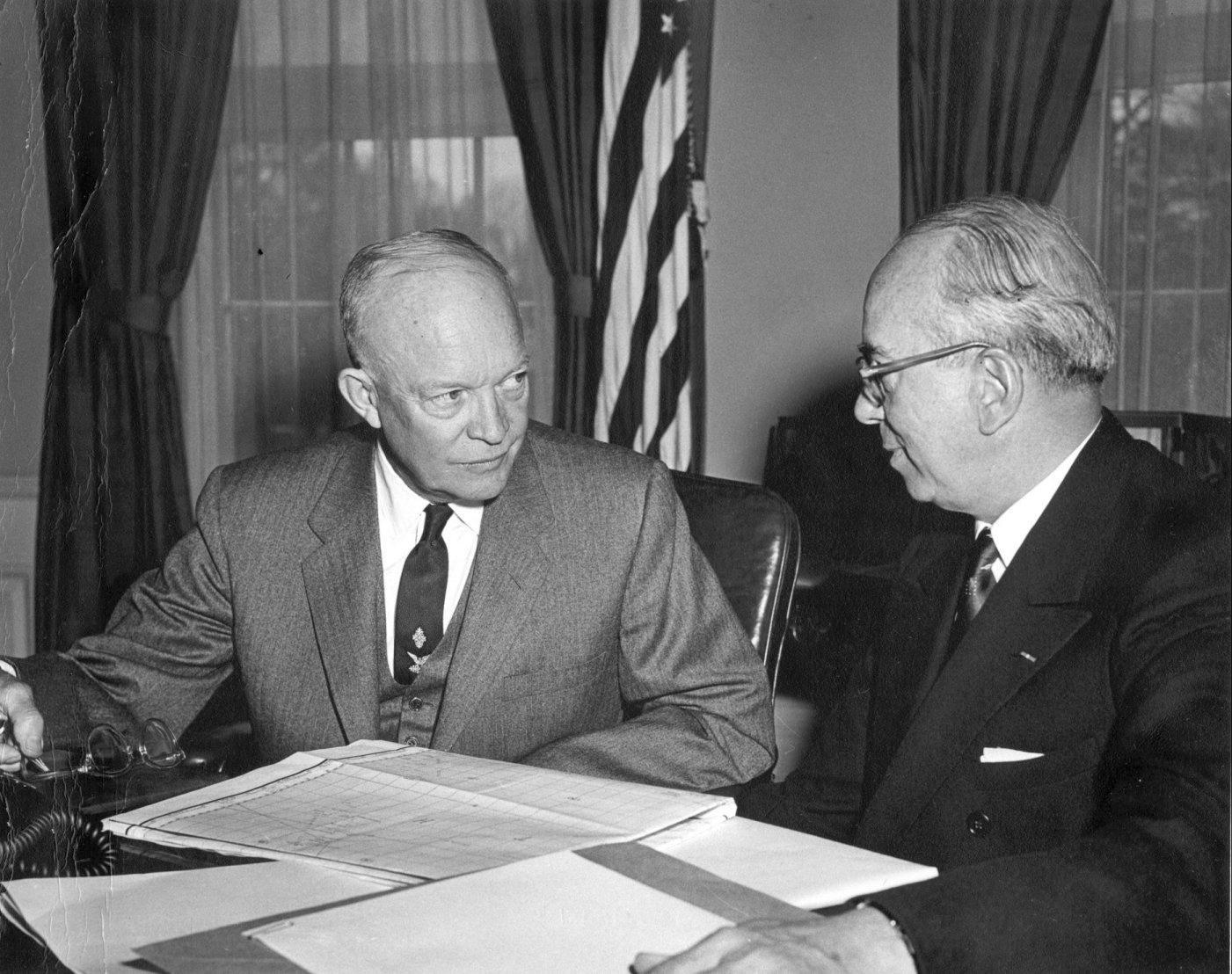
Eisenhower riceve notizie dal capo della Commissione per l'energia atomica degli Stati Uniti d'America Lewis Strauss riguardo ai test per la bomba a idrogeno (operazione Castle) nel 1954

Nel gennaio 1953 Dwight Eisenhower era divenuto presidente degli Stati Uniti. Uno dei suoi primi impegni fu quello di rivedere la strategia militare statunitense. Durante gli ultimi 18 mesi dell'amministrazione Truman, il budget messo a disposizione della difesa era quadruplicato e il nuovo presidente si impegnò affinché queste potessero essere ridotte di un terzo seppur continuando a combattere efficacemente la guerra fredda. Con la consapevolezza che tentare di colmare lo svantaggio verso i sovietici riguardo alle forze convenzionali sarebbe stato eccessivamente oneroso, il segretario di stato di Eisenhower, John Foster Dulles, presentò una nuova politica, denominata "New look", che superava la strategia di contenimento ponendo una maggiore fiducia nelle armi nucleari contro i nemici degli Stati Uniti. Venne così enunciata la dottrina della "rappresaglia massiccia" che prevedeva una severa risposta militare, anche mediante armi atomiche, da parte degli Stati Uniti a qualsiasi aggressione sovietica anche se di modesta entità. Il possedere una superiorità nucleare permise, ad esempio, a Eisenhower di neutralizzare un possibile intervento sovietico in Medio Oriente durante la crisi di Suez del 1956. I piani statunitensi della fine degli anni 1950 per una eventuale guerra nucleare prevedevano la "distruzione sistematica" dei 1200 maggiori centri urbani appartenenti al blocco orientale e alla Cina, tra cui Mosca, Berlino Est e Pechino, con le loro popolazioni civili annoverate tra gli obiettivi primari.

### Patto di Varsavia e rivoluzione ungherese

Forze militari NATO e del Patto di Varsavia in Europa nel 1959

Il 14 maggio 1955, in risposta all'entrata della Germania Ovest nella NATO avvenuta pochi giorni prima, l'Unione Sovietica, l'Albania, la Bulgaria, l'Ungheria, la Germania Est, la Polonia, la Romania e la Cecoslovacchia firmarono a Varsavia il "Trattato di amicizia, cooperazione e assistenza reciproca", noto in seguito come Patto di Varsavia che prevedeva (similmente al Patto Atlantico) la mutua difesa nel caso di un attacco contro uno Stato membro.
La destalinizzazione portò molti stati satellite dell'Unione Sovietica a ritenere un possibile alleggerimento del controllo da parte di Mosca. Così, in Polonia poté tornare al potere Władysław Gomułka che adottò un programma di riforme di "cauto liberalismo" senza però rompere con la leadership sovietica. Diversamente andarono le cose in Ungheria dove, incoraggiati dall'esperienza polacca, 15000 manifestanti, soprattutto operai, dettero vita nel 1956 ad una rivoluzione scontrandosi con l'Armata Rossa e le forze di sicurezza. Richiamato Imre Nagy a guidare il paese, egli si dichiarò favorevole all'introduzione di un sistema multipartitico, ritirò l'Ungheria dal Patto di Varsavia e chiese al mondo di intervenire in soccorso della loro neutralità. Chruščëv rispose inviando i carri armati e il 4 novembre Budapest venne riconquistata dall'Armata Rossa e stroncata la rivolta mentre Nagy venne giustiziato, insieme ad altri ribelli, in seguito a processi segreti.

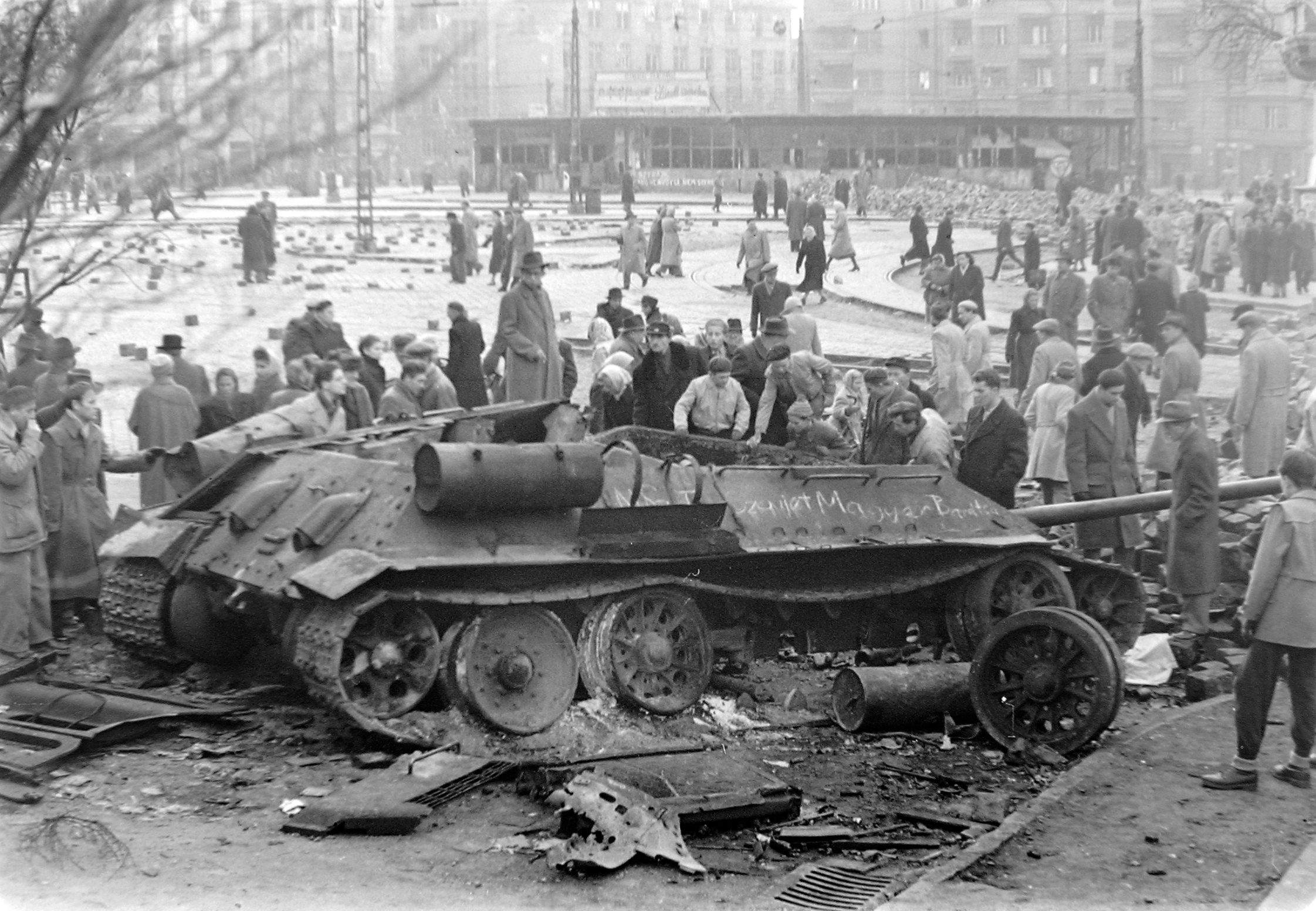
Un carro armato sovietico distrutto a Budapest durante la rivoluzione ungherese del 1956

Gli eventi accaduti in Ungheria portarono a una frattura ideologica all'interno dei partiti comunisti di tutto il mondo, in particolare nell'Europa occidentale, suscitando un forte calo dell'adesione, dato che molti paesi occidentali e comunisti si sentirono disillusi riguardo alla brutale risposta sovietica. I partiti comunisti in Occidente non si ripresero mai da ciò, alcuni di loro riconobbero subito questa spaccatura, come il politico jugoslavo Milovan Đilas che poco dopo lo schiacciamento della rivoluzione disse che «la ferita che la rivoluzione ungherese ha inflitto al comunismo non potrà mai essere completamente guarita».

### Competizione nel terzo mondo

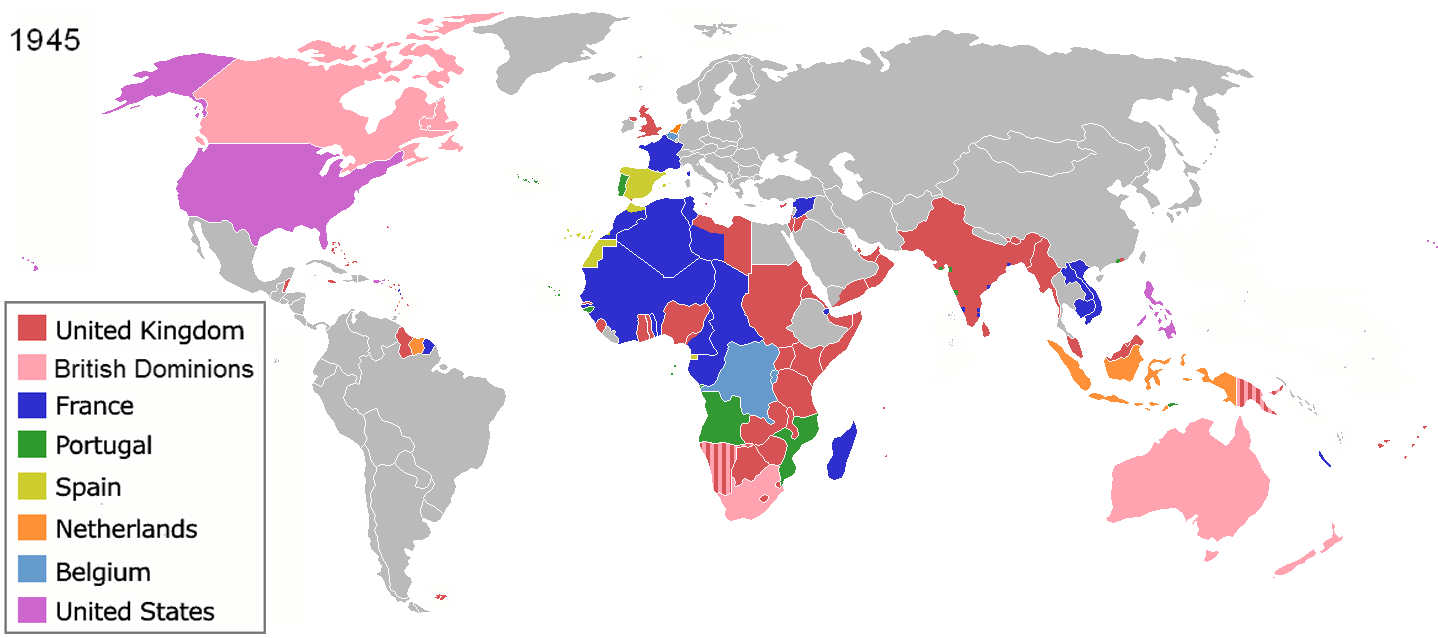
Imperi coloniali nel 1945

Le conseguenze della seconda guerra mondiale avviarono una nuova fase di decolonizzazione. In tale contesto Stati Uniti e Unione Sovietica cercarono di estendere la loro influenza nei territori coloniali ed ex coloniali del Terzo Mondo attraverso l'indebolimento di governi e movimenti avversi ed il sostegno a quelli a sé affini, situazione che causò guerre per procura che destabilizzarono i nuovi Stati indipendenti.
La decolonizzazione nel sud-est asiatico fu accompagnato da scontri tra fazioni nazionaliste filo-occidentali e movimenti comunisti. In Birmania e in Malaysia, indipendenti rispettivamente nel 1948 e nel 1957, prevalsero le forze nazionaliste, mentre in Thailandia e nelle Filippine mantennero posizioni moderate. Diversa fu la situazione dell'Indocina francese dove l'esercito coloniale si trovò a combattere una dura guerra contro la resistenza indipendentista Viet Minh di ispirazione comunista e guidata dal rivoluzionario Ho Chi Minh. A seguito della grave sconfitta subita nella battaglia di Dien Bien Phu i francesi dovettero ritirasi da tutta la penisola. Alla conferenza di Ginevra del 1954 Laos e Cambogia vennero riconosciuti come stati indipendenti ma posti nella sfera di influenza del blocco orientale mentre il Vietnam venne provvisoriamente diviso in un Vietnam del Nord comunista e in Vietnam del Sud filo occidentale.

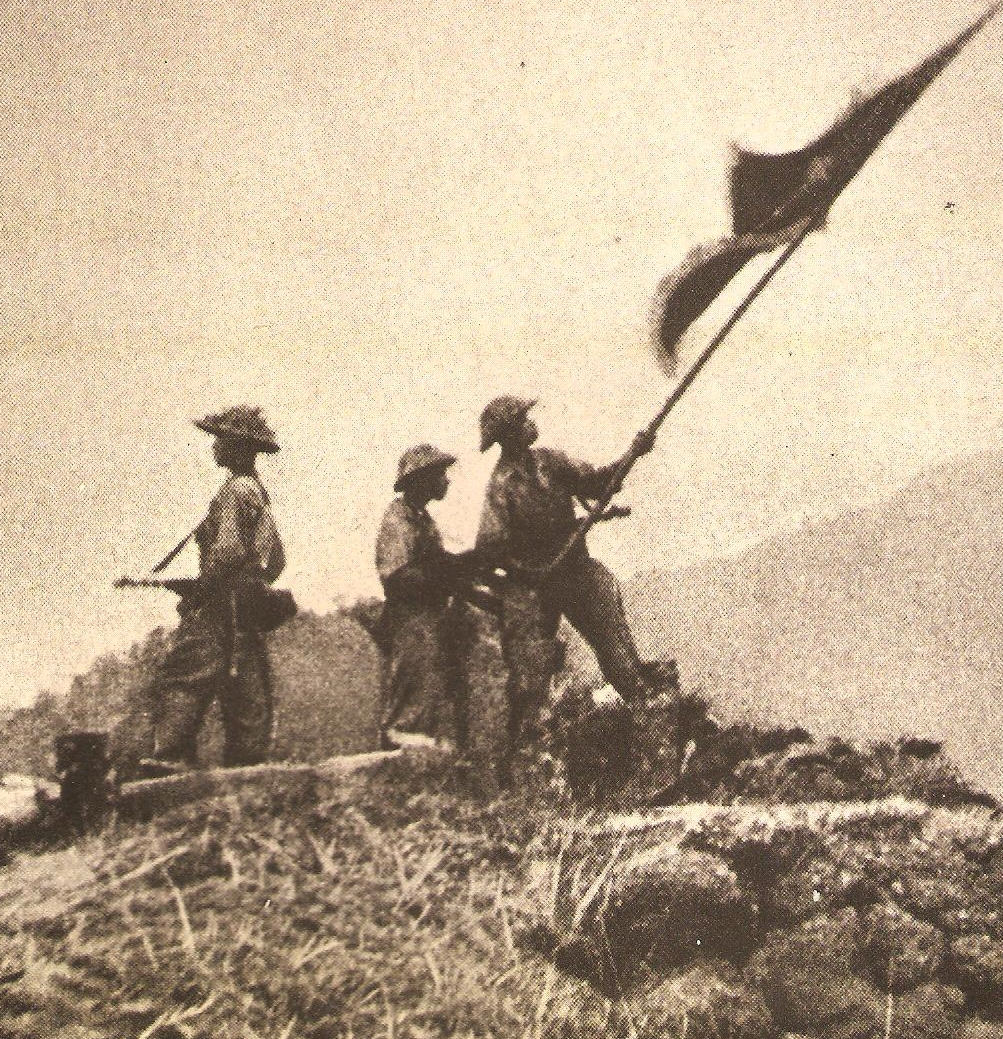
Viet Minh sventolano la bandiera dopo la vittoria a Dien Bien Phu

Nel 1956 il governo indonesiano non allineato di Sukarno, costretto a difendersi da forti minacce interne, iniziò una politica di avvicinamento alla Cina e al Partito Comunista Indonesiano. Per contrastare tale scelta la statunitense CIA dette vita ad un programma segreto di aiuti, anche militari, al movimento di opposizione. Quando un pilota statunitense impegnato nell'operazione venne abbattuto dalle forze governative nel 1958, la CIA interruppe il suo supporto e entro l'agosto del 1961 la guerriglia ribelle fu costretta ad arrendersi.
Con lo scioglimento dell'impero ottomano nel 1922 nei suoi oramai ex territori del Medioriente e del Nordafrica si erano affermati movimenti nazionalisti che dettero vita a stati indipendenti che presto si riunirono nella lega araba. Contestualmente la regione divenne sempre più strategica per le sue vastissime riserve petrolifere. La dichiarazione d'indipendenza israeliana del 14 maggio 1948 fu il casus belli di un conflitto tra il neonato stato e i paesi della lega araba. Nonostante le sue piccole dimensioni, Israele, dette prova di grande determinazione riuscendo a piegare i più numerosi ma più arretrati paesi mediorientali. Gli Stati Uniti offrirono il loro appoggio a Israele suscitando un «crescente risentimento del mondo arabo contro l'occidente e un radicalizzarsi delle correnti nazionalistiche». Durante la crisi di Suez del 1956 l'Unione Sovietica minacciò di scendere direttamente in campo costringendo, poiché prive anche del sostegno statunitense, Francia, Gran Bretagna e Israele a ritirarsi.
Nel 1953, il presidente Eisenhower avviò in Iran l'Operazione Ajax, un'operazione segreta per sovvertire il governo democraticamente eletto di Mohammad Mossadeq in quanto, nelle parole di Churchill, si stava «volgendo sempre più verso l'influenza comunista». Al suo posto venne instaurata una monarchia autocratico guidata dallo scià filo-occidentale Mohammad Reza Pahlavi che, appena giunto al potere, mise fuori legge il partito comunista iraniano e soppresse il dissenso politico per mezzo della SAVAK.

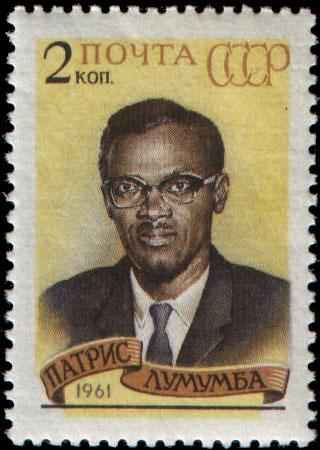
Francobollo sovietico che celebra Patrice Lumumba, presidente della Repubblica del Congo assassinato nel 1961

Nell'estate del 1960, durante la crisi del Congo, il presidente Joseph Kasa-Vubu, sostenuto dalla CIA, esautorò il primo ministro democraticamente eletto Patrice Lumumba poi messo a morte. Il potere venne preso dal colonnello Mobutu Sese Seko che dette vita ad un regime autoritario con un forte supporto statunitense per le sue posizioni anti-comuniste.
Nella Guyana britannica, il candidato di sinistra del Partito Progressista del Popolo (PPP) Cheddi Jagan vinse le elezioni del 1953, ma fu rapidamente destituito dal governo britannico perché ritenuto troppo filo-comunista. Imbarazzati dalla schiacciante vittoria elettorale del PPP di Jagan, gli inglesi imprigionarono la leadership del partito spingendo verso una divisione al suo interno. Nonostante ciò, Jagan vinse nuovamente le elezioni nel 1957 e nel 1961, e anche se i britannici riconsiderarono la sua vicinanza al marxismo sovietico, gli Stati Uniti fecero pressioni affinché fosse negata al paese l'indipendenza fino a quando non fosse stata portata al potere un'alternativa a Jagan.
In Guatemala, una "repubblica delle banane", un colpo di Stato avvenuto nel 1954, depose il presidente socialista Jacobo Árbenz grazie all'aiuto della CIA. Il nuovo governo, una giunta militare guidata da Carlos Castillo Armas, abrogò le precedenti riforme progressiste, restituì le proprietà nazionalizzate e mise fuori legge il comunismo su richiesta degli Stati Uniti.
Molte altre nazioni emergenti del Terzo Mondo preferirono non schierarsi nella competizione Est-Ovest. Nel 1955, alla Conferenza di Bandung in Indonesia, dozzine di governi di tutto il mondo decisero di restare fuori dalla guerra fredda facendo il primo passo verso la nascita del Movimento dei paesi non allineati, il cui primo vertice si tenne il 1º settembre 1961 a Belgrado. Membri principali del movimento furono Jugoslavia, India e Egitto.

### Crisi sino-sovietica
Unione sovietica e stati comunisti alleati
     Cina e paesi comunisti alleati
     Stati comunisti neutrali (Corea del Nord e Jugoslavia)
     Stati non comunisti

La mappa mostra le relazioni, nel 1980, tra gli stati comunisti dopo la crisi sino-sovietica:
Unione sovietica e stati comunisti alleati
Cina e paesi comunisti alleati
Stati comunisti neutrali (Corea del Nord e Jugoslavia)
Stati non comunisti

I rapporti tra Unione Sovietica e Cina non furono mai semplici, con la prima preoccupata di perdere il ruolo di guida del comunismo mondiale mentre la seconda guadagnava sempre più influenza sui paesi del sud est asiatico che si stavano un po' alla volta liberando dal colonialismo. Ma fu a partire dal 1956 che ebbe inizio una vera e propria crisi sino-sovietica. Il leader cinese Mao Zedong prese le difese di Stalin quando Chruščëv lo aveva attaccato dopo la sua morte e trattò il nuovo Primo Segretario del PCUS come un carrierista superficiale, accusandolo di aver perso il suo spirito rivoluzionario per le flebili aperture conseguenti alle destalinizzazioni. Da parte sua, Chruščëv, negò ai cinesi di condividere con loro le informazioni necessarie per dotarsi un arsenale atomico giudicandoli come degli «avventurieri».
L'apice della crisi giunse alla fine degli anni 1950 quando Mao mise in atto il cosiddetto "Grande balzo in avanti", un vasto piano economico e sociale con cui ambiva a modernizzare il paese nel settore agricolo e industriale. Chruščëv criticò molto tale iniziativa, giudicandola «non marxista» e troppo radicale. In effetti il piano nella pratica si rivelò disastroso portando la repubblica popolare cinese ad affrontare una grave carestia che, si stima, causò 30 milioni di morti. Chruščëv, comunque, compì diversi tentativi per ricostituire il rapporto con i cinesi, ma Mao non la considerò mai una priorità e di conseguenza negò ogni possibilità. I due stati comunisti arrivarono addirittura a brevi scontri armati per rivendicazioni sui propri confini.

### Ultimatum di Berlino
Paesi membri della NATO
     Altri paesi alleati degli USA
     Paesi colonizzati
     Paesi membri del Patto di Varsavia
     Altri paesi alleati dell'URSS
     Paesi neutrali

Geografia della guerra fredda nel 1959,
Paesi membri della NATO
Altri paesi alleati degli USA
Paesi colonizzati
Paesi membri del Patto di Varsavia
Altri paesi alleati dell'URSS
Paesi neutrali

Alla fine degli anni 1950 ritornò di primo piano anche la questione di Berlino, il cui status ancora non era stato ben definito. Da tempo l'Unione Sovietica chiedeva per la Germania la fine dell'occupazione e la creazione di un paese unito e neutrale similmente a quanto era stato fatto con l'Austria nel 1955. I sovietici erano in particolare preoccupati dalla fuga degli abitanti della Germania est, quasi due milioni tra il 1949 e il 1959, verso Berlino ovest e da qui verso l'occidente attratti dalle migliori condizioni di vita offerte dai paesi non comunisti.
Nel novembre del 1958, Chruščëv lanciò agli Stati Uniti, alla Gran Bretagna e alla Francia un ultimatum di sei mesi affinché ritirassero le loro truppe dai settori che occupavano ancora a Berlino Ovest, o avrebbe trasferito il controllo dei diritti di accesso occidentali alle autorità della Germania dell'est, autorità che le potenze occidentali non riconoscevano. Chruščëv giustificò tale iniziativa asserendo che Berlino fosse "un trampolino di lancio per intensive azioni di spionaggio, sabotaggio e altre attività sovversive. Eisenhower fu risoluto nel non cedere poiché riteneva "un obbligo solenne difendere i cittadini di Berlino Ovest" ma non era nemmeno sua intenzione scatenare una guerra dai probabili esiti catastrofici, così non lo erano i sovietici che proposero il ritiro dell'ultimatum in cambio di un vertice tra le potenze sulla questione tedesca.
I primi colloqui tra i ministeri degli esteri si tennero a Ginevra, seguiti da una visita di quasi due settimane di Chruščëv negli Stati Uniti. Infine, venne organizzato per il maggio 1960 il richiesto vertice a Parigi. Tuttavia, il summitt si rivelò fallimentare a causa della crisi degli U-2 durante la quale venne dimostrato che Eisenhower avesse mentito circa l'intrusione di aerei spia statunitensi nel territorio sovietico. Chruščëv abbandonò i negoziati e la questione di Berlino rimase in sospeso.

### Gap missilistico e corsa allo spazio

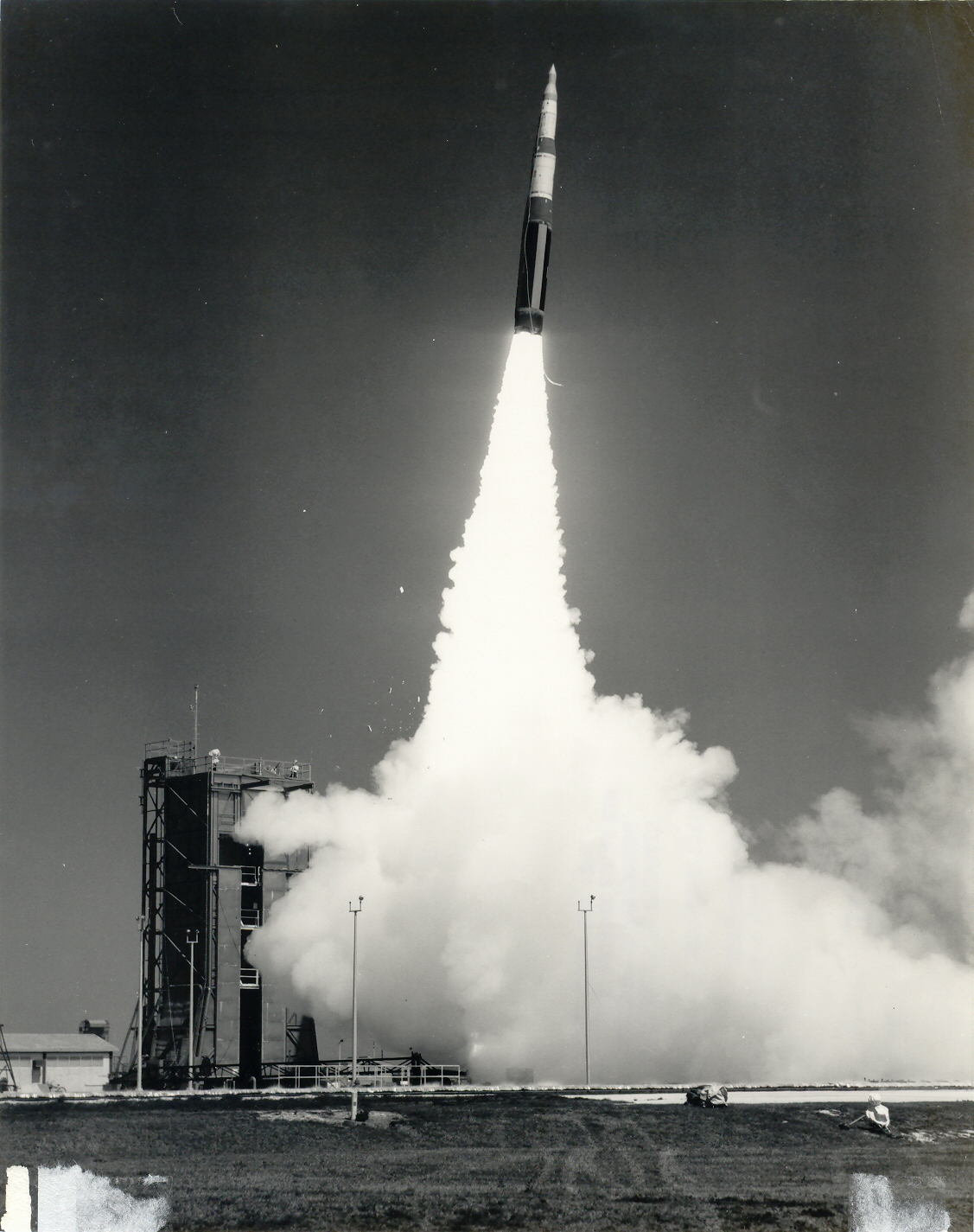
Lancio di un missile Minuteman II

Dal 1957 al 1961, Chruščëv, apertamente e ripetutamente, minacciò l'Occidente con l'annientamento nucleare. Egli, infatti, sosteneva che le capacità missilistiche sovietiche fossero di gran lunga superiori a quelle statunitensi e in grado di spazzare via qualsiasi città americana o europea. Tuttavia, Chruščëv respinse la convinzione di Stalin riguardo all'inevitabilità della guerra e dichiarò che il suo nuovo obiettivo fosse quello di stabilire una «pacifica convivenza».
Gli Stati Uniti ebbero conferma del loro ritardo nelle armi a lungo raggio quando nell'agosto nel 1957 i sovietici testarono con successo il primo missile balistico intercontinentale (ICBM) al mondo e in ottobre lanciarono il primo satellite artificiale, lo Sputnik 1. Strategicamente ciò ebbe un significato molto importante per la capacità degli ICBM di trasportare testate con ordigni nucleari su grandi distanze, in breve tempo e senza le vulnerabilità dei tradizionali bombardieri. Sebbene Chruščëv avesse vantato la disponibilità nei suoi arsenali di ben 250 missili armati con armi termonucleari, in realtà successivamente venne appurato che poteva contare alla fine degli anni 1950 di sole 4 testate trasportabili su inefficienti missili R-7. Tuttavia, non conoscendo le reali potenzialità dei sovietici, gli Stati Uniti dettero avvio ad un sostanzioso programma per recuperare il "gap missilistico". In pochi anni gli statunitensi misero in campo un dispiegamento di armi nucleari basata su missili SM-65 Atlas e PGM-19 Jupiter, affiancati dai più moderni LGM-30 Minuteman, dagli UGM-27 Polaris lanciabili dai sottomarini nucleari e dagli ordigni trasportati dai bombardieri B-52 in forza allo Strategic Air Command. Il gap con l'unione sovietica fu così colmato anche se fu chiaro a tutti in contendenti che l'utilizzo in un conflitto di armi atomiche avrebbe molto probabilmente comportato la fine della civiltà umana. Per allontanare il più possibile tale eventualità, l'amministrazione del neoeletto presidente John Fitzgerald Kennedy, che aveva fatto del gap missilistico uno dei principali temi di scontro nella campagna elettorale contro Eisenowher, elaborò la strategia della "risposta flessibile".

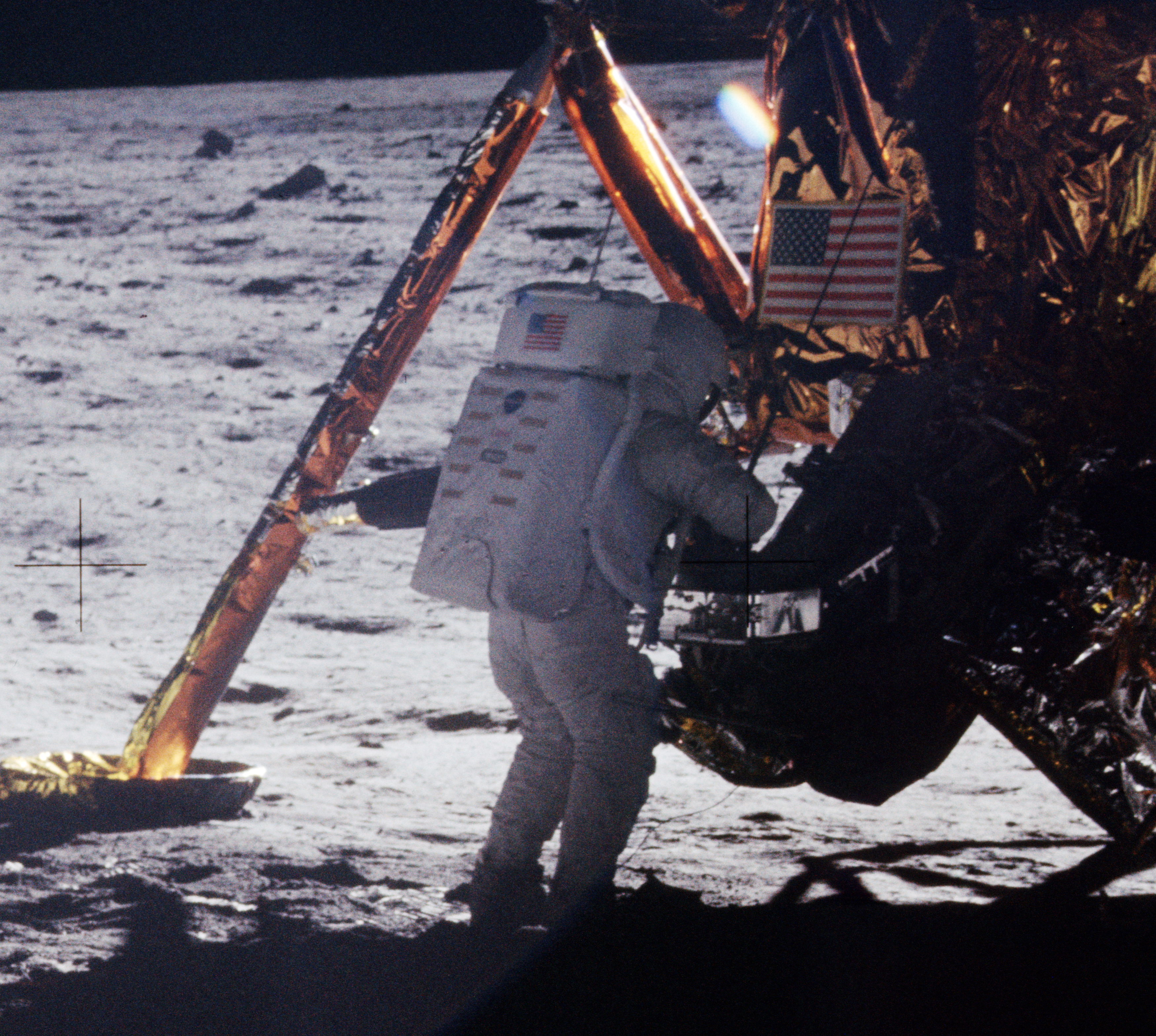
Il comandante dell'Apollo 11 Neil Armstrong sulla superficie lunare il 21 luglio 1969

Il lancio dello Sputnik ebbe anche come effetto l'inizio della corsa allo spazio in cui le due superpotenze si sfidarono nella rincorsa a sempre maggiori successi spaziali nel lancio di missili, satelliti, nella conquista della Luna e di pianeti del sistema solare. Dopo gli iniziali successi sovietici, furono loro a mandare il primo uomo nello spazio nel 1961, la prima donna (1963) e ad effettuare la prima passeggiata spaziale (1965), gli statunitensi riuscirono a colmare il distacco grazie al programma Gemini e Apollo, cogliendo il loro maggior successo il 21 luglio 1969 quando la missione Apollo 11 portò il primo uomo a camminare sulla Luna.

### Rivoluzione cubana e l'invasione della Baia dei Porci

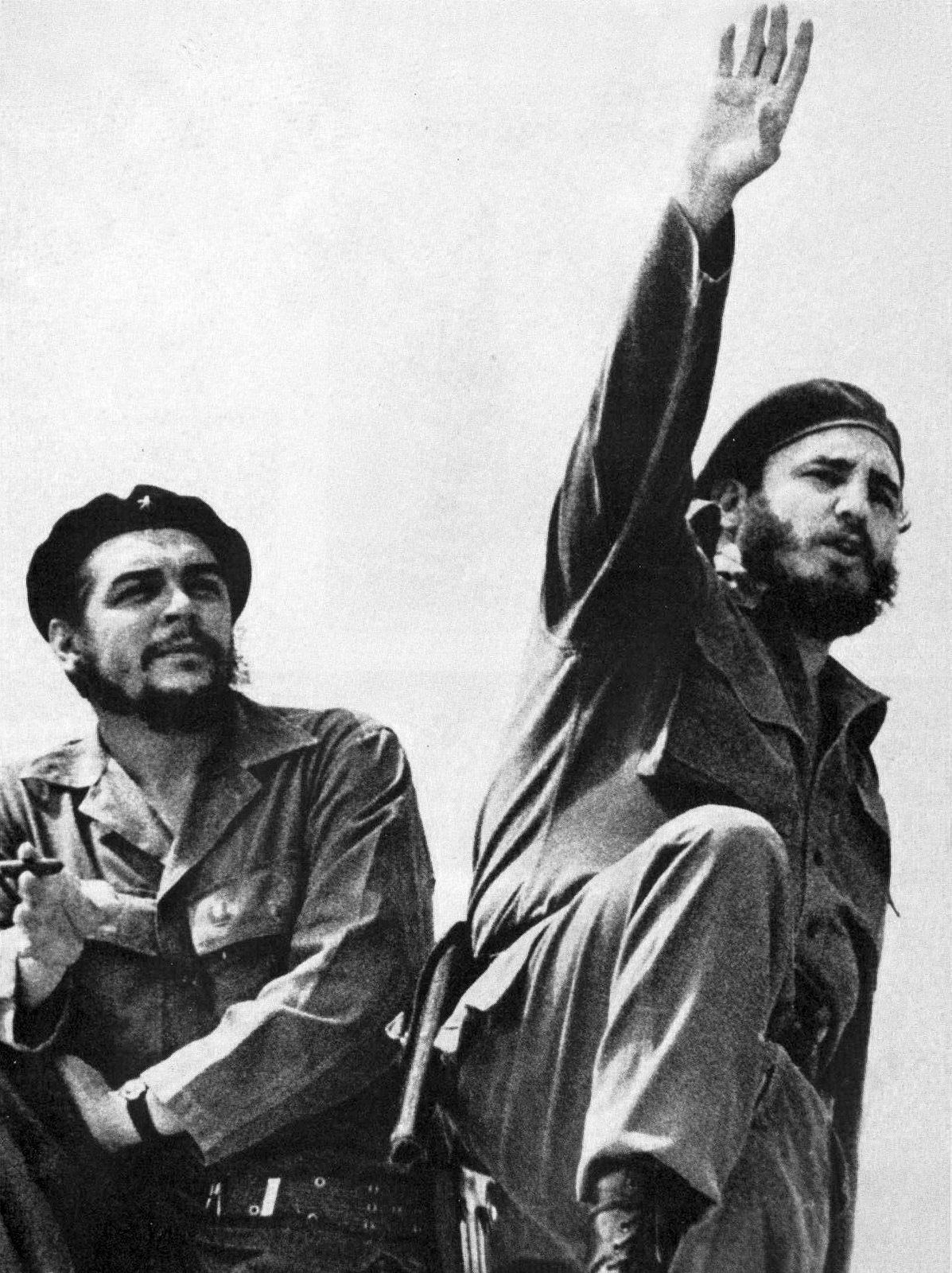
Che Guevara (a sinistra) e Fidel Castro (a destra) nel 1961

Sull'isola di Cuba, il "Movimento del 26 luglio" conquistò il potere nel gennaio 1959, facendo cadere il presidente Fulgencio Batista, il cui impopolare regime non aveva ricevuto aiuti dall'amministrazione Eisenhower. Dopo l'esautorazione di Batista le relazioni diplomatiche tra Cuba e gli Stati Uniti continuarono per qualche tempo ma poi si ruppero definitivamente quando il giovane leader rivoluzionario cubano Fidel Castro decise di avvicinarsi al comunismo nazionalizzando le banche e stringendo accordi commerciali con l'Unione Sovietica comprendenti anche forniture militari.
Nell'aprile del 1961, l'amministrazione del neoeletto presidente statunitense John Kennedy organizzò per mezzo della CIA un tentativo di invasione dell'isola cubana nella Baia dei Porci da parte di esuli anticastristi. L'iniziativa fu un fallimento che umiliò pubblicamente gli Stati Uniti e spinse Castro ad abbracciare pubblicamente il marxismo-leninismo e l'Unione Sovietica si impegnò a fornire un ulteriore sostegno al regime.

### Crisi di Berlino del 1961 e innalzamento del muro

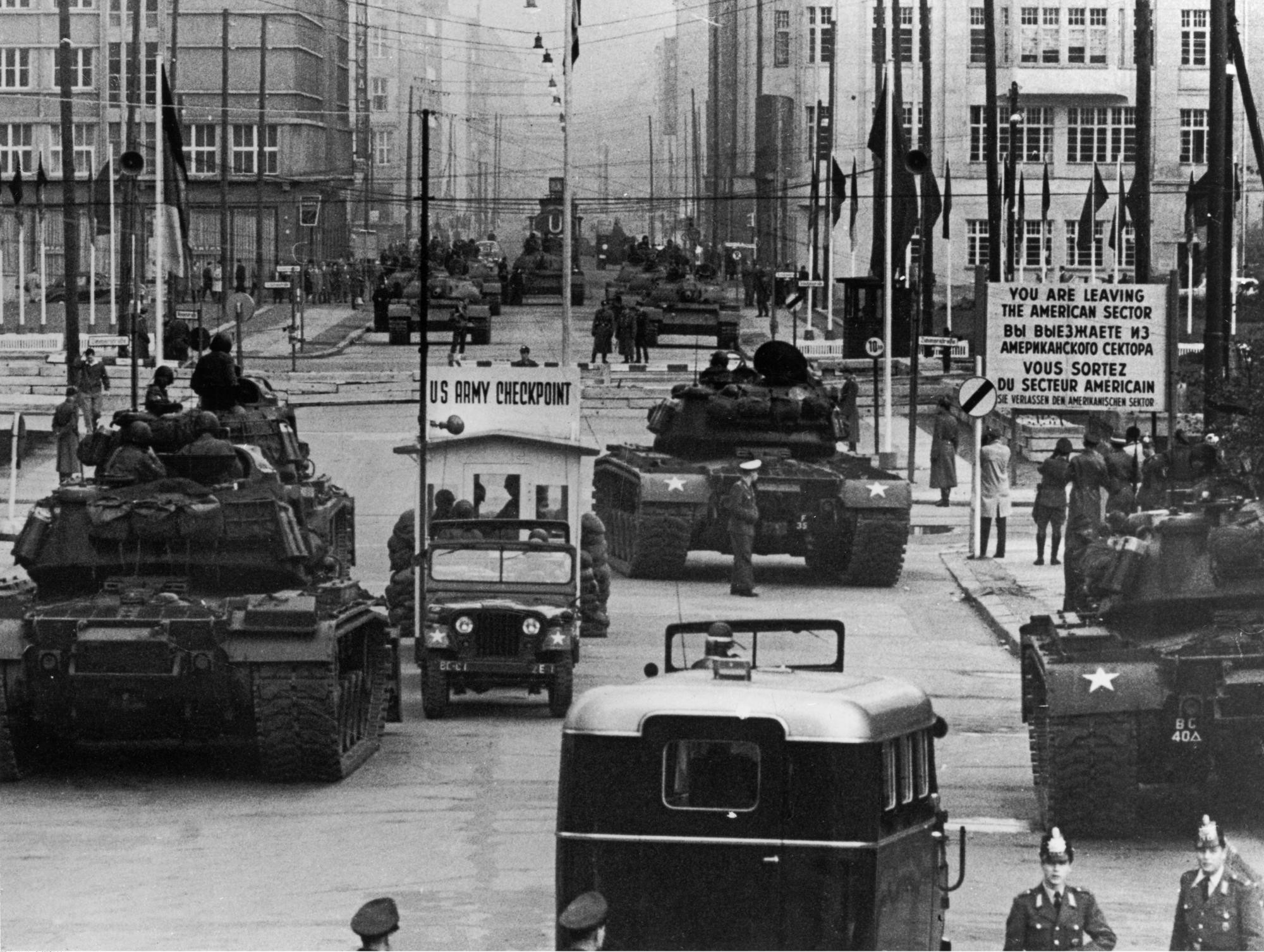
Carri armati sovietici e statunitensi si fronteggiano al Checkpoint Charlie, durante la crisi di Berlino del 1961

Agli inizi del 1961 la situazione nella DDR era diventata sempre più precaria: il principale dirigente tedesco orientale Walter Ulbricht richiedeva con urgenza misure decisive per consolidarla e fermare la continua fuga di cittadini che abbandonavano il paese soprattutto rifugiandosi a Berlino Ovest; nei primi sei mesi del 1961 oltre 100000 tedeschi orientali fuggirono in occidente. Nel giugno dello stesso anno, l'Unione Sovietica emise un nuovo ultimatum che chiedeva il ritiro delle forze alleate da Berlino Ovest. Il 3 e 4 giugno Kennedy e Chruščёv tennero a Vienna un drammatico e burrascoso incontro al termine del quale il presidente statunitense affermò che non avrebbe mai permesso che gli occidentali fossero estromessi dal settore che occupavano.
In risposta, durante la notte del 13 agosto la Germania dell'Est fece erigere una barriera di filo spinato, presidiata da militari e guardie lungo tutto il confine con Berlino Ovest, che successivamente venne estesa con la realizzazione del Muro di Berlino, chiudendo efficacemente la via di fuga. Verso la fine di ottobre il confronto assunse toni ancora più drammatici quando carri armati sovietici e statunitensi si trovarono a fronteggiarsi a poche decine di metri di distanza presso il Checkpoint Charlie dopo alcuni screzi riguardanti il diniego del passaggio di funzionari occidentali nel settore orientale. Dopo alcuni giorni di altissima tensione i carri si ritirarono simultaneamente in quanto nessuno dei massimi dirigenti delle due parti, né il presidente Kennedy, né il segretario generale sovietico né i capi britannici, erano disposti a rischiare una guerra generale per salvaguardare le formalità burocratiche sull'accesso nelle zone di Berlino. La crisi di Berlino del 1961 innescata dalla costruzione del Muro si risolse così, sancendo in pratica il riconoscimento reciproco della situazione di fatto, con la divisione della città in due blocchi separati dal muro, che diventerà il simbolo più noto della guerra fredda.

### La crisi dei missili cubani e la cacciata di Chruščëv

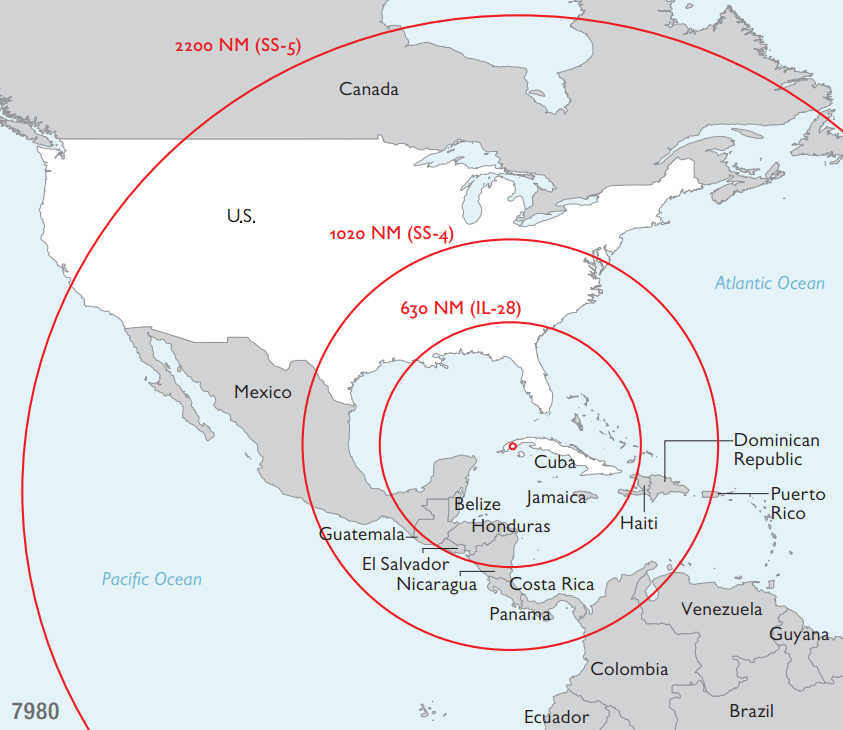
Raggio (in MN) degli aerei Ilyushin Il-28 e dei missili sovietici SS-4 ed SS-5 installati a Cuba

Kennedy e la sua amministrazione continuarono a cercare modi per rovesciare il governo cubano ed estromettere Castro attraverso un programma segreto chiamato Operazione Mongoose. Chruščëv, venuto a conoscenza nel 1962 dei piani statunitensi relativi a Cuba prese la decisione di installare dei missili nucleari sovietici nell'isola. Quando un volo spia statunitense scoprì le installazioni missilistiche a Kennedy vennero proposte diverse possibilità per far fronte alla crisi considerata la più grave di tutta la guerra fredda. Dopo aver vagliato un possibile attacco preventivo contro le basi missilistiche e un'invasione di Cuba, Kennedy scelse di ordinare un blocco navale nei riguardi dell'isola. Dopo alcuni giorni in cui il mondo fu vicino alla guerra nucleare che mai, Chruščëv decise di evitare la possibilità di uno scontro e di rimuovere i missili dispiegati, in cambio dell'impegno statunitense a non invadere l'isola caraibica e del ritiro dei propri missili Jupiter collocati in Turchia e Italia.
Le conseguenze della crisi rallentarono la corsa agli armamenti nucleari favorendo, all'opposto, un disarmo nucleare e il miglioramento delle relazioni tra le due superpotenze. Una "linea rossa" di telescriventi venne approntata per tenere contatti immediati e sicuri tra Washington e Mosca al fine di scongiurare incomprensioni tra le due superpotenze. Gli eventi avevano dimostrato di quanto il contesto che il mondo viveva fosse pericoloso e pertanto iniziò a delinearsi l'idea di una possibile «coesistenza pacifica» tra le due superpotenze che «cercarono di trovare delle regole di collaborazione reciproca e di stabilizzazione nell'arena internazionale».
Nel 1964 Chruščëv venne destituito dalla sua carica. Accusato di sgarbatezza e incompetenza; fu anche ritenuto responsabile di aver rovinato l'agricoltura sovietica e di aver portato il mondo sull'orlo della guerra nucleare. Chruščëv era diventato un imbarazzo internazionale quando autorizzò la costruzione del Muro di Berlino, un'umiliazione pubblica per il marxismo-leninismo.

## Dal confronto alla distensione (1962-1979)

Consistenza delle truppe NATO e del Patto di Varsavia in Europa nel 1973

Nel corso degli anni 1960 e 1970, i partecipanti alla guerra fredda dovettero faticare per adattarsi a un nuovo e più complicato modello di relazioni internazionali in cui il mondo non era più diviso in due blocchi chiaramente opposti. Infatti, l'Europa occidentale e il Giappone si ripresero rapidamente dalle distruzioni della seconda guerra mondiale arrivando a una crescita economica caratterizzata da un PIL pro capite che si avvicinava a quello degli Stati Uniti, mentre le economie del blocco orientale ristagnavano. Questi furono anche gli anni che segnarono la nuova politica della "distensione" tra i due blocchi. Un tale approccio era già stato ritenuto possibile da Chruščëv quando alla fine degli anni 1950 aveva parlato di «coesistenza pacifica» tra le due potenze per poi iniziare ad essere applicato all'indomani della crisi dei missili di Cuba quando venne raggiunto un accordo per la messa al bando degli esperimenti nucleari nell'atmosfera. Ulteriori passi avanti vennero intrapresi grazie all'incontro nel 1967 tra il successore di Kennedy, Lyndon B. Johnson, e il premier dell'Unione Sovietica Aleksej Nikolaevič Kosygin. Tuttavia diversi furono gli ostacoli che si frapposero al processo di distensione, primi fra tutti la campagna militare statunitense nel Vietnam e l'intervento sovietico in Cecoslovacchia.

### Guerra del Vietnam

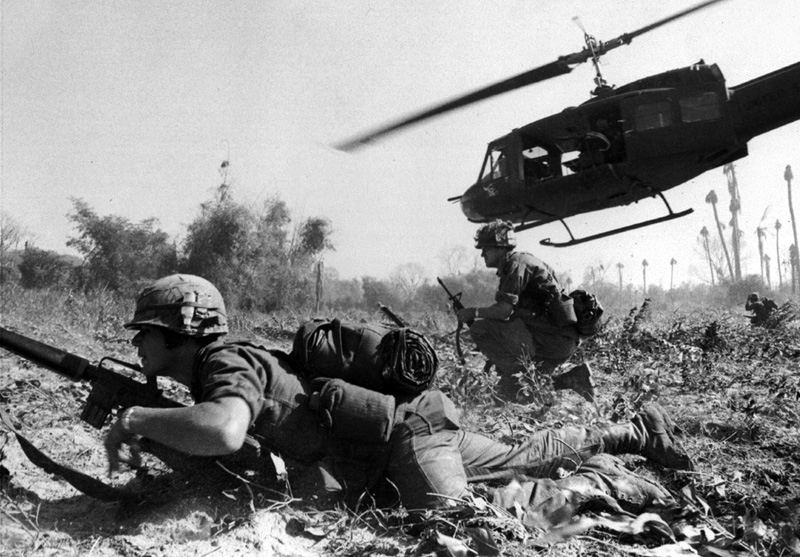
Soldati statunitensi in combattimento nel Vietnam

A seguito della sconfitta nella guerra d'Indocina, nel 1954 la Francia fu costretta ad abbandonare il Vietnam e il paese venne diviso in due: il Vietnam del Nord comunista e il Vietnam del Sud alleato degli Stati Uniti. Contestualmente entrò in attività il Fronte di Liberazione Nazionale (conosciuto in occidente come Viet Cong), un gruppo armato di resistenza contro il regime filo-statunitense Sud. Preoccupato del possibile dilagare del comunismo in tutta la penisola già dal 1962 il presidente Kennedy mandò alcuni consiglieri militari sul posto. Ma fu sotto la presidenza Johnson, e in seguito all'incidente del golfo del Tonchino, che si ebbe una tale escalation da portare ad una guerra aperta con il diretto impegno di truppe statunitensi che arrivarono a contare fino a circa mezzo milione di uomini dispiegati.
Nonostante le ingenti forze dispiegate da statunitensi e esercito del Sud, agli intensi bombardamenti e alle gravi perdite subite, la resistenza vietnamita non venne mai piegata. Diversi furono i fattori che contribuirono all'insuccesso americano: certamente gli aiuti da parte di Cina e Unione Sovietica furono determinanti per l'esercito del Nord, ma anche il sostegno da parte della massa di contadini, il sentimento nazionalisti e l'incapacità statunitense di stabilire una chiara strategia e di fronteggiare la guerriglia giocarono un ruolo fondamentale.

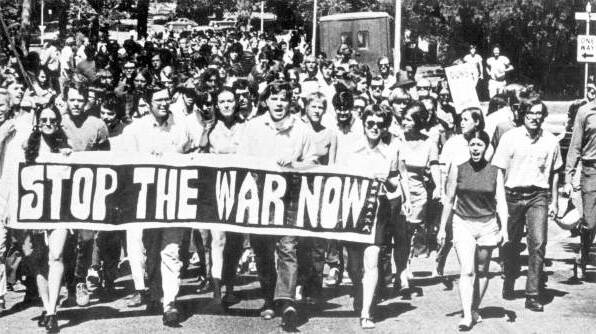
Protesta di studenti americani contro la guerra

Gli insuccessi sul campo, le gravi perdite tra le proprie file e i massacri di cui l'esercito statunitense si macchiò scatenarono in patria, dove giungevano in televisione le immagini della tragedia, fortissime critiche verso l'intervento militare. Un vasto movimento pacifista si mobilitò contro la "sporca" guerra con grandi manifestazioni L'Offensiva del Têt del 1968 compiuta dai nord-vietnamiti smentì le previsioni dei vertici militari statunitensi circa la possibilità di un'imminente vittoria nel conflitto. Gli eventi costrinsero il presidente Johnson ad interrompere i bombardamenti e a dichiarare che non si sarebbe più ricandidato alla presidenza. Il suo successore, Richard Nixon, iniziò una "vietnamizzazione" del conflitto con un progressivo disimpegno statunitense.
Nel 1973 si raggiunsero degli accordi di pace a Parigi ma il conflitto proseguì per altri due anni quando Saigon cadde costringendo gli statunitensi ad una ingloriosa fuga dalla loro ambasciata. Negli stessi giorni, in Cambogia i Khmer rossi avevano scalzato il governo filo-occidentale e anche il Laos era caduto. Tutta l'Indocina era divenuta comunista. Gli oltre dieci anni di guerra costarono agli Stati Uniti oltre 50000 morti e un vero e proprio shock. La sua economia, la struttura militare e la sua immagine di potenza democratica ne uscirono profondamente compromesse.

### Invasione della Cecoslovacchia

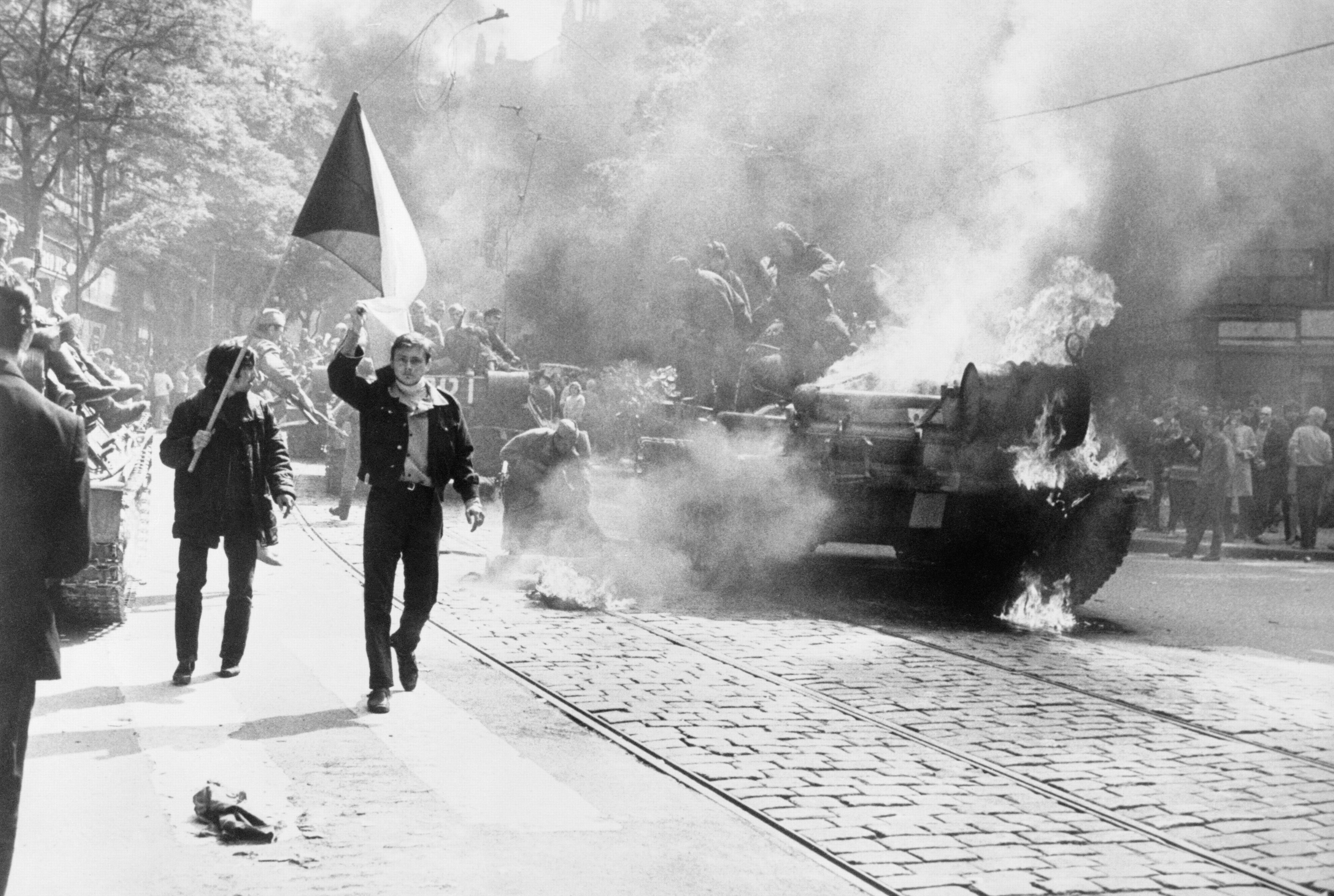
L'invasione della Cecoslovacchia del 1968 fu una delle più grandi operazioni militari avvenute sul suolo europeo dalla seconda guerra mondiale

Nel 1968 il segretario del partito comunista della Cecoslovacchia, Alexander Dubček, inaugurò un periodo, noto come Primavera di Praga, di liberalizzazioni che comprendeva un aumento delle libertà personali, l'adozione di un sistema multipartitico, la limitazione al potere della polizia segreta e un'economia basata anche sui beni di consumo. In proposito si parlò di "socialismo dal volto umano".
In risposta, il 20 agosto 1968, l'esercito sovietico, insieme alla maggior parte dei loro alleati del Patto di Varsavia, invase la Cecoslovacchia. Inizialmente la reazione dei cecoslovacchi fu efficace, grazie a scioperi e resistenza passiva, ma successivamente i sovietici riuscirono a emarginare i dissidenti e a sostituire la dirigenza locale con una maggiormente affine a Mosca: Dubček fu sostituito con Gustáv Husák che iniziò un periodo di "normalizzazione che «tolse ogni residuo di libertà». tale evento seguì un'ondata di emigrazione che coinvolse alla fine circa 300 000 cechi e slovacchi che dovettero abbandonare il paese. L'invasione scatenò intense proteste da parte della Jugoslavia, della Romania, della Cina e dei partiti comunisti dell'Europa occidentale.

### Dottrina Brežnev

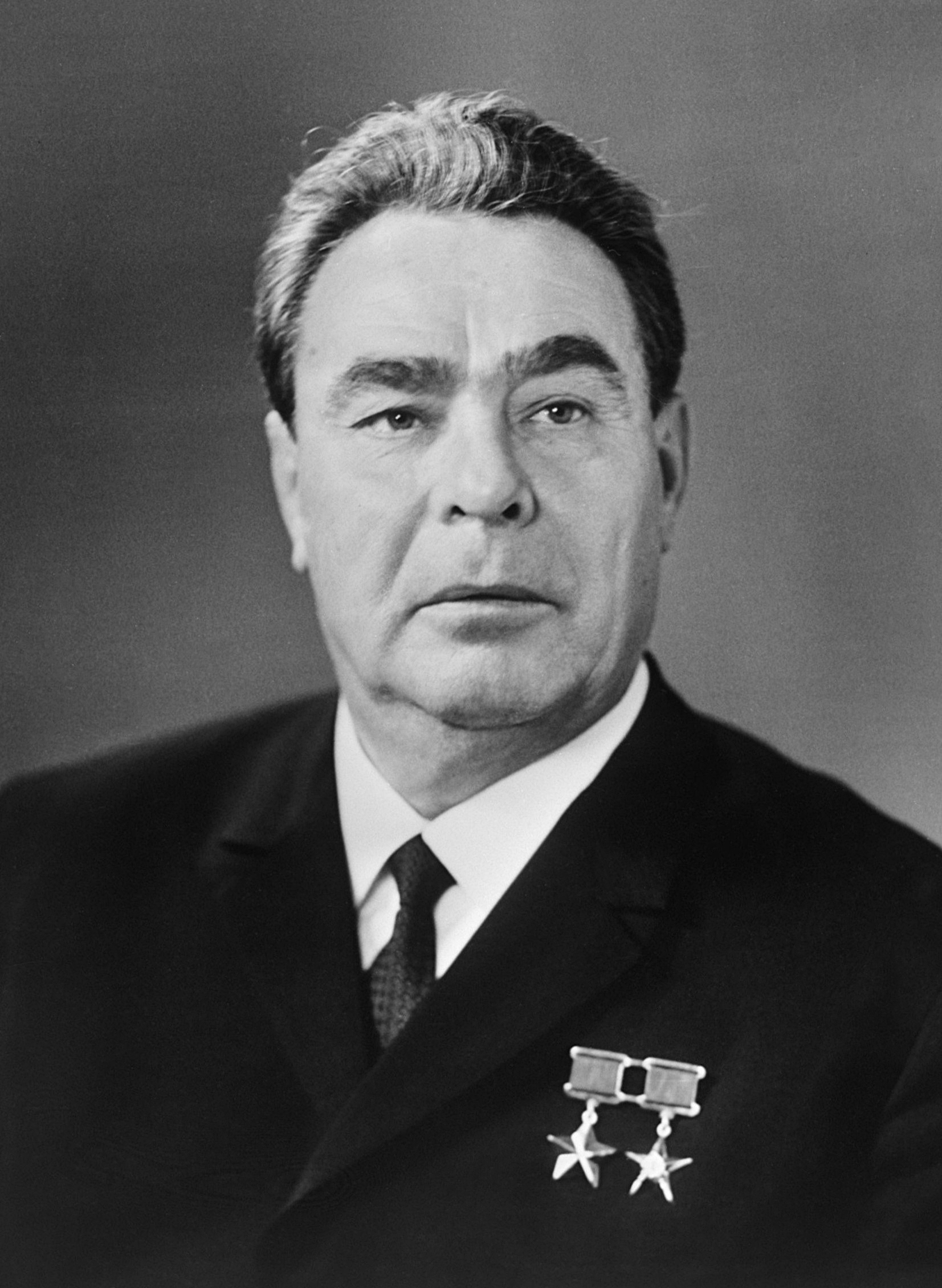
Leonid Il'ič Brežnev

Nel settembre 1968, durante un discorso al quinto congresso del Partito Operaio Unificato Polacco, un mese dopo l'invasione della Cecoslovacchia, il segretario generale del PCUS Leonid Il'ič Brežnev (succeduto a Chruščëv nel 1964) anticipò la cosiddetta dottrina Brežnev, nella quale rivendicava il diritto di violare la sovranità di qualsiasi paese che tentasse di sostituire il marxismo-leninismo con il capitalismo. Durante il discorso, Brežnev dichiarò:
La dottrina trovò le sue origini nei fallimenti del marxismo-leninismo in stati come la Polonia, l'Ungheria e la Germania dell'Est, che stavano affrontando un declino del tenore di vita in contrasto con la prosperità della Germania occidentale e del resto dell'Europa occidentale.

### Escalation nel terzo mondo
Durante l'amministrazione di Lyndon Johnson, divenuto presidente dopo l'assassinio di John F. Kennedy, gli Stati Uniti assunsero una posizione più dura nei confronti dell'America Latina secondo la cosiddetta "dottrina Johnson". Nel 1964 l'esercito brasiliano rovesciò il governo del presidente João Goulart con il sostegno statunitense. L'anno successivo gli USA diedero avvio all'Operazione Power Pack inviando circa 22000 soldati nella Repubblica Dominicana dove era scoppiata una guerra civile preoccupati della minaccia di una rivoluzione in stile cubano in America Latina. All'operazione prese parte anche la Forza di pace interamericana per mandato della Organizzazione degli Stati Americani. Gli eventi si conclusero con la vittoria nel 1966 alle elezioni del filostatunitense Joaquín Balaguer.

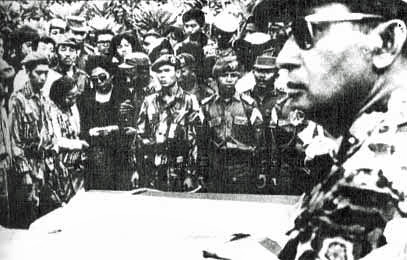
Suharto di Indonesia partecipa ai funerali di cinque suoi generali il 2 ottobre 1965

Nel 1965, in Indonesia, l'intransigente generale anticomunista Suharto strappò il controllo dello stato al suo predecessore Sukarno. L'anno successivo, con l'aiuto degli USA e di altri governi occidentali, i militari guidarono l'uccisione di circa 500000 membri e simpatizzanti del Partito Comunista Indonesiano e di altre organizzazioni di sinistra.
Il Medio Oriente fu un teatro di forti contese. L'Egitto venne sostenuto militarmente e economicamente dall'Unione Sovietica durante la guerra dei sei giorni e la guerra d'attrito contro il filo-occidentale Israele. Nonostante un avvicinamento egiziano all'occidente nel 1972 sotto il nuovo presidente Anwar al-Sadat, i sovietici continuarono a sostenere il paese, insieme alla Siria, durante la guerra dello Yom Kippur dell'anno successivo. Nella regione, l'URSS aveva stabilito anche strette relazioni con lo Yemen del Sud comunista, nonché con i governi nazionalisti di Algeria e Iraq. In risposta, gli USA finanziarono segretamente i ribelli curdi guidati da Mustafa Barzani durante la seconda guerra iracheno-curda; i curdi furono sconfitti nel 1975. L'assistenza sovietica indiretta alla parte palestinese nel conflitto israelo-palestinese comprese il sostegno all'Organizzazione per la liberazione della Palestina (OLP) di Yasser Arafat.
In Africa orientale, una disputa territoriale tra Somalia ed Etiopia condusse alla guerra dell'Ogaden. Intorno al giugno 1977, le truppe somale occuparono la regione avanzando poi verso le posizioni etiopi sui monti Ahmar. Entrambi i paesi erano vicini all'URSS; la Somalia era guidata dal militare marxista Siad Barre mentre l'Etiopia era controllata dal Derg, una giunta militare fedele al filo-sovietico Mengistu Haile Mariam. Inizialmente i sovietici tentarono una moderazione su entrambi, ma nel novembre 1977 Barre interruppe i rapporti con Mosca ed espulse i suoi consiglieri militari sovietici per poi rivolgersi al Safari Club, una cooperazione di agenzie di intelligence filostatunitensi, per supporto e armi. Pur rifiutando di prendere parte direttamente alle ostilità, l'Unione Sovietica contribuì alla riuscita di una controffensiva etiope per espellere la Somalia dall'Ogaden.

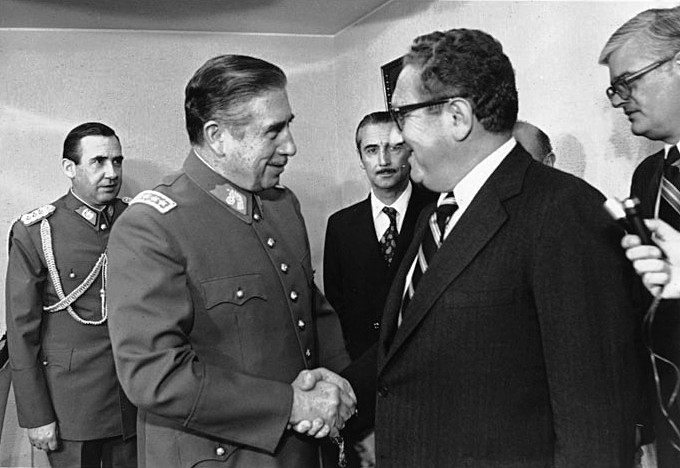
Augusto Pinochet con Henry Kissinger

In Cile, il socialista Salvador Allende divenne nel 1970 il primo marxista eletto democraticamente presidente di un paese delle Americhe. La CIA si adoperò per la sua rimozione minando il suo sostegno a livello nazionale contribuendo a disordini che sfociarono l'11 settembre 1973 in un colpo di Stato che portò al potere il generale Augusto Pinochet. Pinochet operò come dittatore militare, ritirò le riforme economiche di Allende mentre gli oppositori di sinistra furono uccisi o imprigionati sotto la Dirección de inteligencia nacional. Il regime cileno fu uno dei principali partecipanti all'operazione Condor, una campagna internazionale di assassinio politico e terrorismo di stato organizzata da dittature militari di destra nel Cono Sud segretamente sostenuta dal governo degli Stati Uniti.

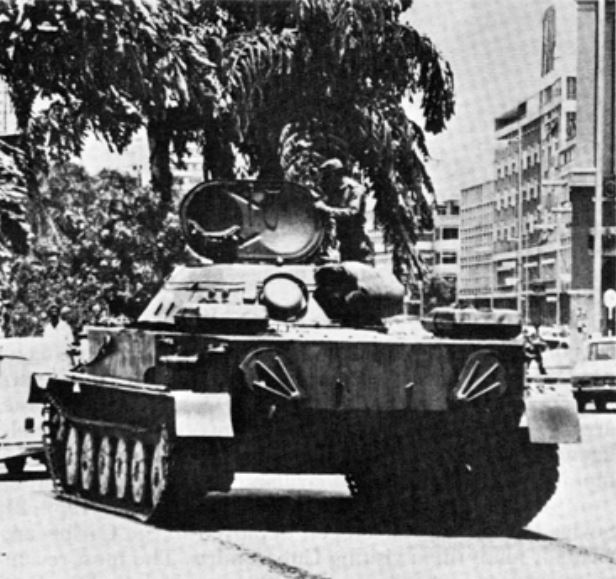
Carro armato PT-76 cubano per le strade di Luanda in Angola

Il 24 aprile 1974, la rivoluzione dei garofani estromise Marcello Caetano e il suo governo di destra dal Portogallo accelerando la fine dell'Impero portoghese. L'indipendenza fu frettolosamente concessa ad alcune colonie, tra cui l'Angola dove scoppiò una violenta guerra civile tra tre fazioni socialiste di cui una sola, il Movimento Popolare di Liberazione dell'Angola (MPLA), vantava stretti legami con l'Unione Sovietica che fornì armi e assistenza mentre da Cuba arrivarono soldati. CIA e Cina, invece, offrirono sostanziali aiuti segreti alle altre due fazioni contendenti. Tuttavia, l'invio di truppe cubane e armi sovietiche permise all'MPLA di assicurarsi la vittoria.
Durante la guerra del Vietnam, il Vietnam del Nord utilizzò aree di confine con la Cambogia grazie all'assenso del capo di Stato cambogiano Norodom Sihanouk. Nel marzo 1970 Sihanouk venne spodestato dal generale filoamericano Lon Nol che ordinò ai nordvietnamiti di lasciare il paese. Di conseguenza il Vietnam del Nord tentò di invadere la Cambogia lottando insieme ai comunisti locali (soprannominati i Khmer Rossi) per rovesciare il governo. Sihanouk fu costretto a fuggire a Pechino dove dette vita al Governo reale d'unità nazionale di Kampuchea. Le forze statunitensi e sud vietnamite risposero con una campagna di bombardamenti e una breve incursione di terra contribuendo allo scoppio di una violenta guerra civile. I bombardamenti a tappeto statunitensi durarono fino al 1973 impedendo ai Khmer rossi di impadronirsi della capitale ma, nel contempo, hanno anche accelerato il collasso della società rurale, aumentato la polarizzazione sociale e ucciso decine di migliaia di civili. Dopo aver preso il potere e aver preso le distanze dai vietnamiti, il leader filo-cinese dei Khmer rossi Pol Pot uccise da 1,5 a 2 milioni di cambogiani nei campi di sterminio. Nel dicembre del 1978 il Vietnam invase la Cambogia riuscendo a deporre Pol Pot e dando vita alla Repubblica Popolare di Kampuchea guidata da un governo fantoccio presieduto Heng Samrin e sostenuto dall'Unione Sovietica.

### Il riavvicinamento sino-americano

Mao Zedong e Richard Nixon durante la visita di quest'ultimo in Cina

All'inizio degli anni 1970, complice anche la crisi sino-sovietica, si assistette ad un avvicinamento tra Stati Uniti e Cina. Da una parte il presidente statunitense Richard Nixon voleva sfruttare il contesto per spostare gli equilibri di potere verso l'Occidente, dall'altra i cinesi cercavano di migliorare i rapporti con gli americani al fine di ottenere vantaggi anche sui sovietici e di aprire i commerci con l'Occidente e con il Giappone. Grande sorpresa destò la decisione cinese di invitare pubblicamente la squadra statunitense di tennistavolo di visitare il paese nel 1971 inaugurando la "diplomazia del ping pong".
Successivamente il segretario di Stato Henry Kissinger visitò segretamente la Cina per preparare il riavvicinamento delle due potenze perseguendo la sua idea di "diplomazia triangolare". Nel febbraio del 1972, Nixon annunciò una storica visita in Cina nella quale, a Pechino, incontrò Mao Zedong e Zhou Enlai. Il presidente statunitense definì i sette giorni che passò nel paese asiatico come «la settimana che cambiò il mondo».

### Nixon, Brežnev e distensione

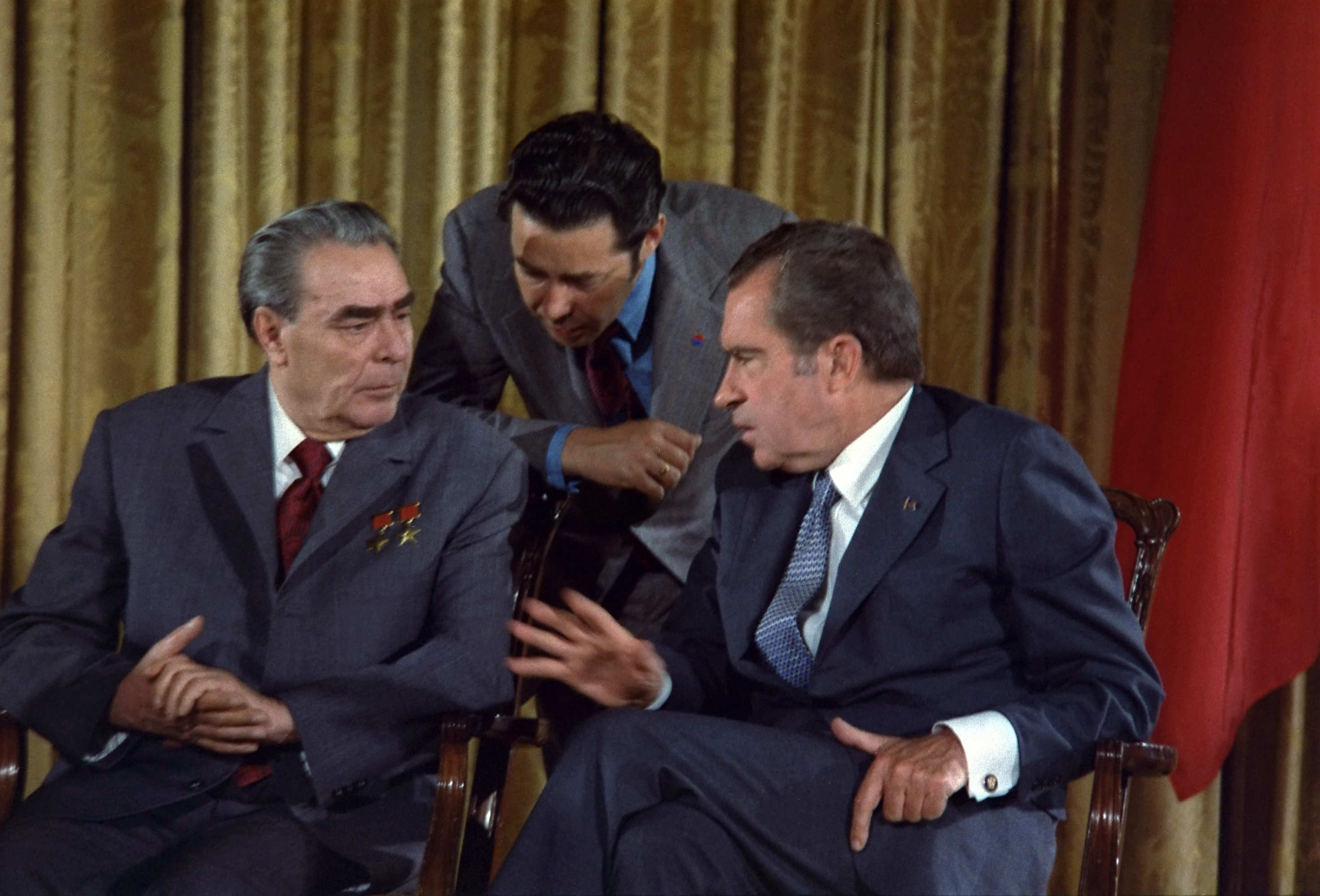
Leonid Il'ič Brežnev e Richard Nixon a Washington nel 1973; l'incontro fu un evento di spicco nella distensione tra Unione Sovietica e Stati Uniti

Dopo la sua visita in Cina, Nixon incontrò i leader sovietici, tra cui Brežnev a Mosca nel 1972. Questi colloqui portarono a due importanti trattati sul controllo degli armamenti: SALT I, il primo patto di limitazione globale firmato dalle due superpotenze, e il Trattato anti missili balistici che vietava lo sviluppo di sistemi progettati per intercettare i missili in arrivo. Nixon e Brežnev proclamarono una nuova era di "coesistenza pacifica" e stabilirono la nuova e rivoluzionaria politica di distensione (o cooperazione) tra le due superpotenze. Nel frattempo, Brežnev tentò di migliorare l'economia sovietica, che si trovava in una situazione di declino, in parte a causa delle pesanti spese militari. Tra il 1972 e il 1974, le due parti concordarono anche di rafforzare i loro legami economici. Come risultato dei loro incontri, la distensione avrebbe sostituito l'ostilità della guerra fredda e i due paesi avrebbero vissuto reciprocamente in pace.
Contestualmente si cercò di estendere i risultati della distensione anche nello scenario europeo. In tal senso, importanti sviluppi coincisero sviluppi coincisero con l'"Ostpolitik" del cancelliere della Germania dell'Ovest Willy Brandt che mirava alla normalizzazione dei rapporti con i paesi del blocco orientale. Una serie di colloqui tenutisi a Vienna tra il 1973 e il 1975 e noti come "Mutual and Balanced Force Reductions" tentarono senza particolare successo di trovare un accordo tra NATO e Patto di Varsavia per la riduzione delle forze militari convenzionali di stanza in Europa. Altri accordi vennero conclusi per stabilizzare la situazione, culminando negli accordi di Helsinki firmati alla Organizzazione per la sicurezza e la cooperazione in Europa del 1975 con cui si riconosceva, tra l'altro, la situazione di fatto dei confini e l'esclusione della loro modifica mediante l'uso della forza, riducendo così di molto le tensioni.

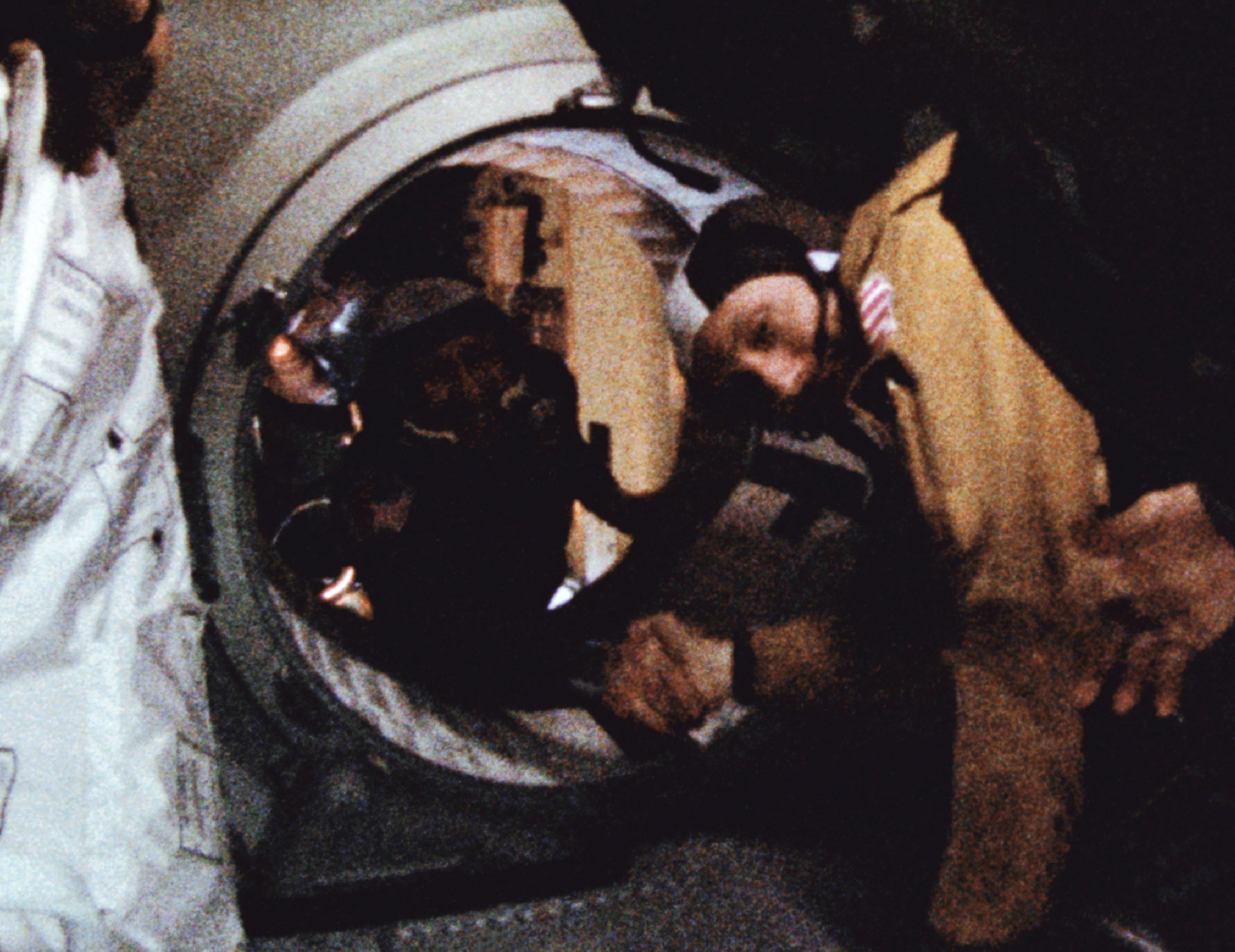
L'astronauta statunitense Thomas Stafford stringe la mano al cosmonauta sovietico Aleksei Leonov durante la missione congiunta Apollo-Sojuz

Un altro segno della distensione venne dallo spazio, dove da anni le due potenze facevano a gara per prevalere: il 17 luglio 1975 una navicella spaziale statunitense e una sovietica si agganciarono nell'orbita intorno alla Terra consentendo ai due equipaggi di potersi trasferire da una navicella spaziale verso l'altra.
Nonostante il successo della politica di distensione, le rivalità ideologiche tra le due potenze continuarono a persistere con Brežnev che non perdeva occasione per dichiarare l'irreversibilità della vittoria del comunismo e con il continuo sospetto da parte statunitense. Anche gli accordi SALT-1 non misero fine allo sviluppo di nuovi armamenti soprattutto sul piano qualitativo, poiché la crescita quantitativa era preclusa. In particolare vennero sviluppati i sistemi MIRV in grado di permettere ad un solo missile balistico di trasportare più testate nucleari al fine di colpire molteplici bersagli simultaneamente. Sebbene gli accordi SALT I prevedessero un maggior numero di missili in capo agli arsenali sovietici, gli Stati Uniti apparivano strategicamente più avvantaggiati grazie ad una tecnologia migliore e ad una maggior forza di proiezione.
Trattative per un nuovo accordo sulla limitazioni alle armi nucleari venne congelata dallo scandalo Watergate che costò la presidenza a Nixon. I colloqui, tuttavia, proseguirono con il successore Gerald Ford che continuò ad avvalersi dell'attività diplomatica di Kissinger. La bozza del nuovo trattato venne fortemente criticata negli Stati Uniti in quanto avrebbe posto in una posizione privilegiata le forze sovietica che disponevano di razzi in grado di trasportare fino a 10 testate indipendenti contro le 3 della controparte; il dibattito che ne seguì spinse lo stesso Ford ad aspettare le imminenti elezioni presidenziali del 1976 per sottoporre il trattato alla ratifica.

### Euromissili e deterioramento delle relazioni alla fine degli anni settanta

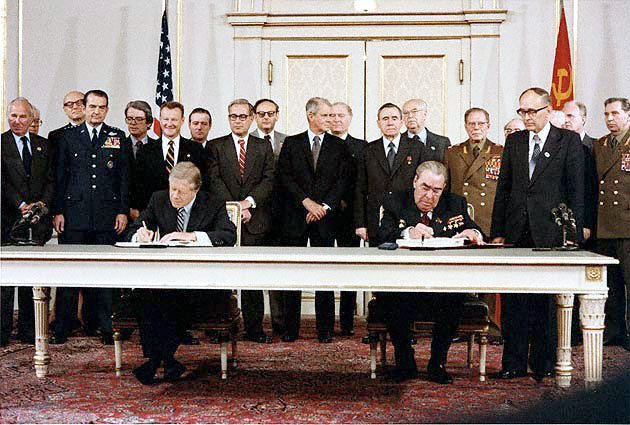
Leonid Il'ič Brežnev e Jimmy Carter firmano il trattato SALT II

Le trattative per un nuovo accordo sulle armi nucleari vennero riprese dal nuovo presidente statunitense Jimmy Carter. Tuttavia, volendo distaccarsi dalla bozza di Ford che aveva pesantemente criticato in campagna elettorale, Carter suscitò la disapprovazione dei sovietici rallentando l'iter diplomatico. Carter inoltre accusò i sovietici di non rispettare i diritti umani richiamandoli ad ottemperare agili accordi di Helsinki; Mosca rispose diffidando il governo statunitense nell'intromettersi nella loro politica interna.
Nel 1977 i servizi segreti occidentali scoprirono che l'URSS aveva messo a punto una nuova categoria di sistema missilistico RSD-10 (che al tempo divenne noto come SS-20) e ne aveva in corso il suo dispiegamento, questo sistema alterava fortemente l'equilibrio di forze fra NATO e Patto di Varsavia, ponendo quest'ultimo in decisa posizione di vantaggio, avendo una gittata in grado di coprire tutta l'Europa occidentale, con maggior precisione sull'obiettivo rispetto ai precedenti missili sovietici, trasportando inoltre multiple testate atomiche indipendenti; inoltre la sua elevata mobilità lo rendeva meno vulnerabile in caso di conflitto. I piani sovietici prevedevano il dispiegamento di 300 lanciatori SS-20 in 18 basi, di queste 12 risultavano già operative. Inoltre era in corso il dispiegamento di un nuovo modello del bombardiere Tupolev Tu-22M, in grado di volare ad alta velocità, ma a bassa quota sfuggendo ai radar. Questo salto qualitativo degli armamenti da teatro trovava la NATO completamente impreparata e priva di armamenti in grado di controbilanciare lo squilibrio e di fornire, in caso di attacco una risposta simile, per cui l'unica reazione in caso d'attacco avrebbe dovuto manifestarsi tramite il lancio di missili intercontinentali.
La situazione divenne sempre più difficile anche per le tensioni dovute alla Rivoluzione sandinista in Nicaragua e alla vittoria dei rivoluzionari in Iran che avevano messo fine alla dinastia Pahlavi filo-statunitense. Nonostante, l'accordo SALT II venne firmato nel giugno del 1979 a Vienna.

## Ripresa della guerra fredda (1979-85)

### Guerra sovietica in Afghanistan e dottrina Carter

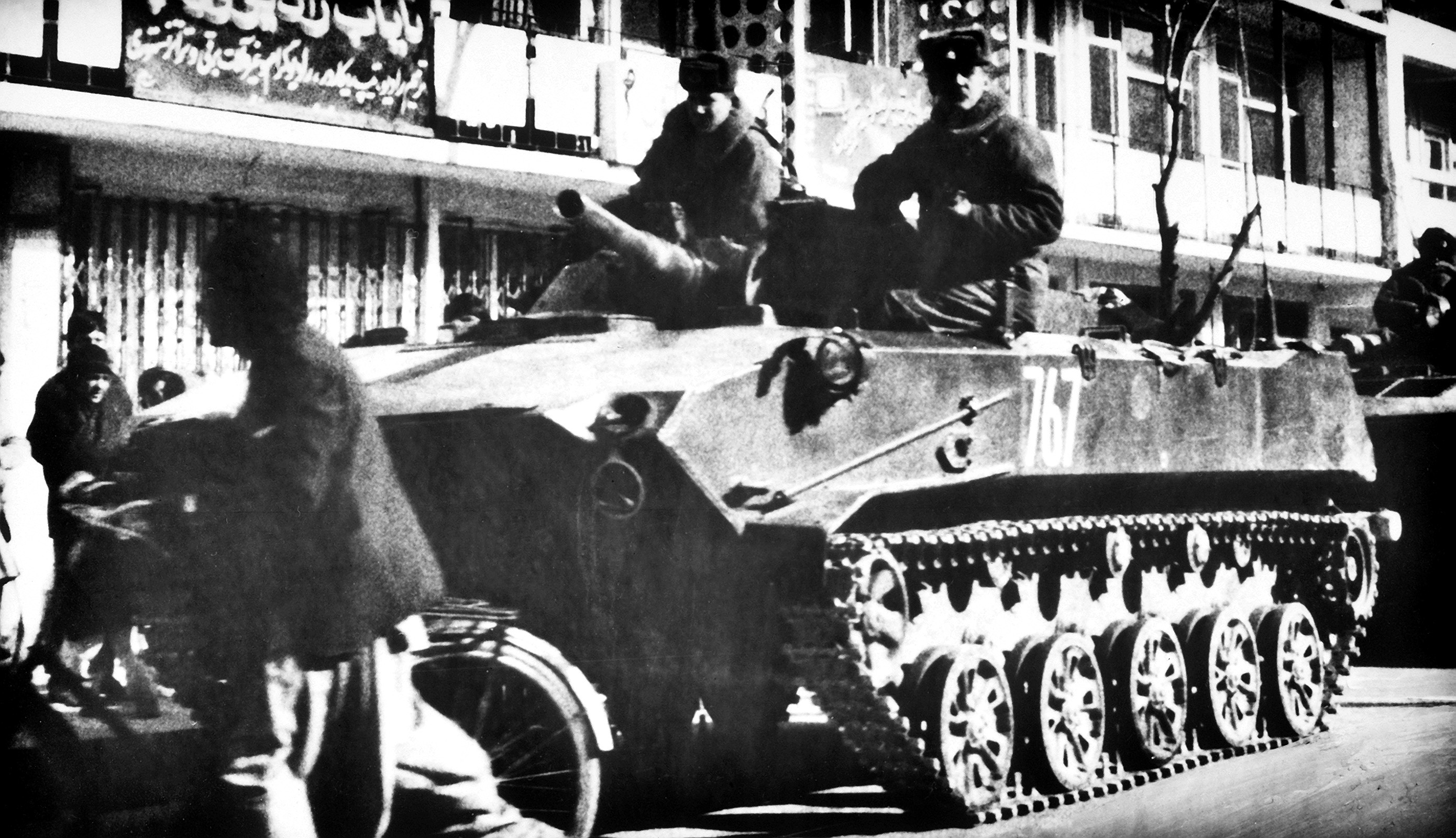
Un veicolo da combattimento della fanteria sovietico all'inizio della guerra in Afghanistan

L'oramai precario processo di distensione precipitò quando nel dicembre 1979 l'Unione Sovietica decise di intervenire in Afghanistan. Nell'aprile 1978, il Partito Democratico Popolare dell'Afghanistan (PDPA) prese il potere in Afghanistan durante la Rivoluzione di Saur. In pochi mesi, gli oppositori del governo comunista lanciarono una rivolta nell'Afghanistan orientale che si espanse rapidamente in una guerra civile condotta dai guerriglieri mujaheddin contro le forze governative su scala nazionale. Gli insorti avevano ricevuto l'addestramento militare e armi nel vicino Pakistan ed in Cina, mentre l'Unione Sovietica inviò migliaia di consiglieri militari per sostenere il governo PDPA. Verso la metà del 1979, gli Stati Uniti avviarono un programma segreto per assistere i mujaheddin.
Nel settembre 1979, il presidente Nur Mohammad Taraki venne assassinato in un colpo di Stato avvenuto all'interno del PDPA e orchestrato da Hafizullah Amin, che assunse così la presidenza. Diffidato da Mosca, Amin fu assassinato dalle forze speciali sovietiche nel dicembre 1979. Un governo organizzato dai sovietici, guidato da Babrak Karmal, riempì il vuoto di potere. Truppe sovietiche furono schierate per stabilizzare il paese in quantità sempre più consistenti, di conseguenza i sovietici furono ora direttamente coinvolti nelle operazioni militari.
Carter rispose all'intervento sovietico ritirando il trattato SALT II dal Senato, imponendo embarghi sulle spedizioni di grano e sulla tecnologia verso l'Unione Sovietica e chiedendo un aumento significativo delle spese militari. Inoltre, annunciò che gli Stati Uniti avrebbero boicottato le Olimpiadi estive del 1980 a Mosca. Egli descrisse l'incursione dei sovietici come «la più grave minaccia alla pace dalla seconda guerra mondiale». Contestualmente Carter proclamò una linea politica, nota come "Dottrina Carter", secondo la quale gli Stati Uniti avrebbero utilizzato la propria forza militare se necessario per difendere gli interessi nazionali nel golfo Persico.

### Presidenza Reagan
Membri Nato
     Altri alleati degli USA e della Nato
     Membri del Patto di Varsavia
     Stati comunisti alleati del Patto di Varsavia
     Altri alleati dell'URSS
     Cina e Albania
     Nazioni non allineate

La mappa mondiale delle alleanze militari nel 1980
Membri Nato
Altri alleati degli USA e della Nato
Membri del Patto di Varsavia
Stati comunisti alleati del Patto di Varsavia
Altri alleati dell'URSS
Cina e Albania
Nazioni non allineate

Nel 1980 Ronald Reagan sconfisse Jimmy Carter nelle elezioni presidenziali del 1980, promettendo di aumentare le spese militari e di affrontare i sovietici ovunque. In particolare, Reagan rifiutava il processo di distensione e riteneva che gli Stati Uniti dovessero trattare con i sovietici in una posizione di superiorità. Sia Reagan, sia il nuovo primo ministro britannico Margaret Thatcher accusarono l'Unione Sovietica e la sua ideologia; il 3 marzo 1983 in una celebre dichiarazione il presidente statunitense etichettò l'URSS come un "impero del male" e predisse che il comunismo sarebbe finito nel «mucchio di cenere della storia».
La tensione venne ulteriormente esacerbata l'8 settembre 1983 con l'abbattimento da parte della difesa russa del Volo Korean Air Lines 007, che aveva per errore sorvolato la penisola di Kamčatka, provocando la morte di 269 persone, tra passeggeri e equipaggio, di cui 62 statunitensi.

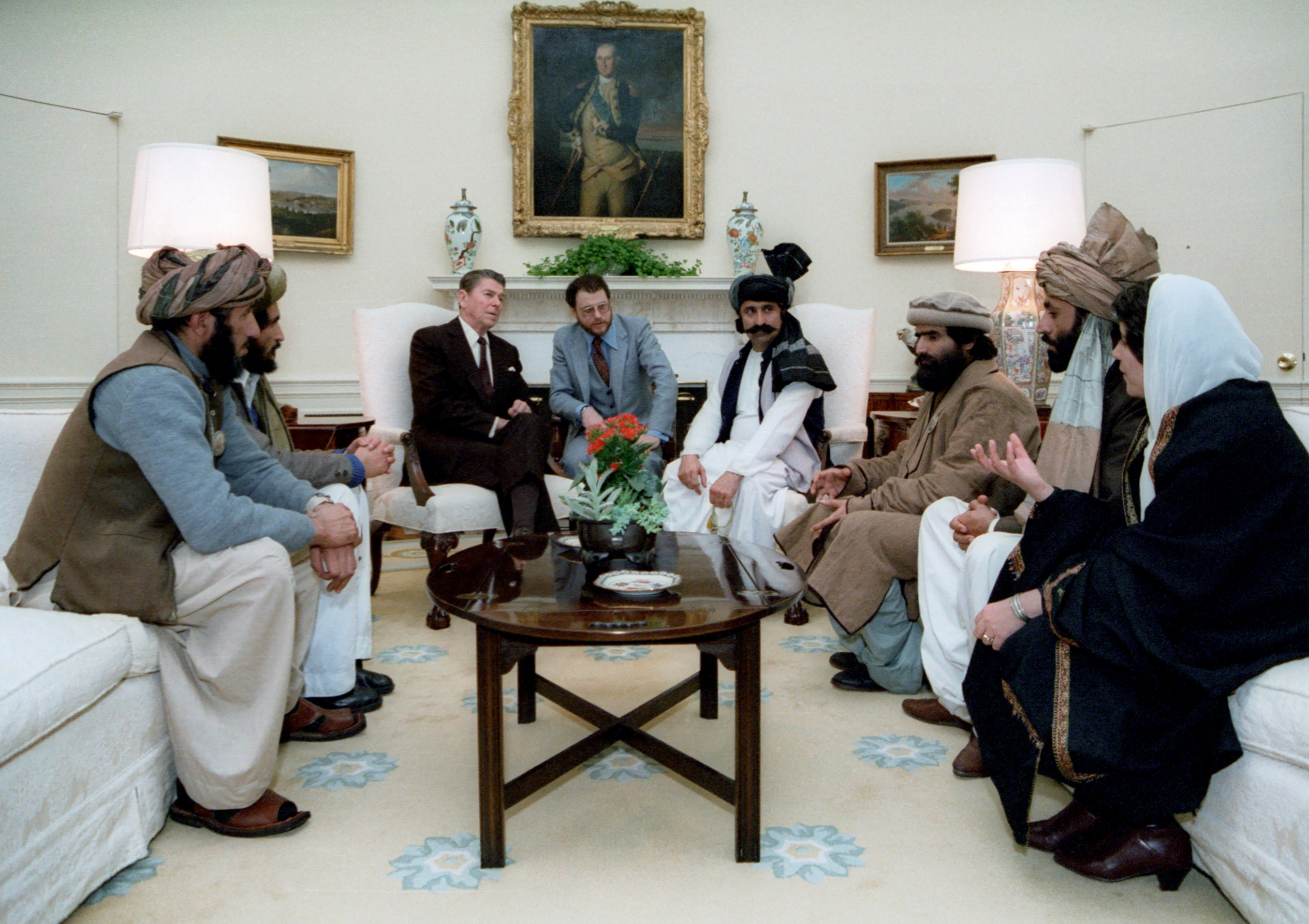
Il presidente Reagan rende pubblico il suo sostegno incontrando i leader dei mujaheddin afgani alla Casa Bianca nel 1983

All'inizio del 1985, la posizione anticomunista di Reagan si era sviluppata in una posizione nota come la nuova dottrina Reagan, che, oltre al containment, prevedeva un diritto aggiuntivo di sovvertire i governi comunisti esistenti. Oltre a continuare la politica di Carter a sostegno degli oppositori islamici dell'Unione Sovietica, la CIA cercò anche di indebolire l'URSS stessa promuovendo l'islamismo nei paesi a maggioranza islamica dell'Asia centrale. Inoltre, la CIA incoraggiò l'ISI pakistana anti-comunista ad addestrare i musulmani di tutto il mondo a partecipare allo jihād contro l'Unione Sovietica. Reagan manifestò apertamente l'intenzione di prendere le parti dei mujaheddin che in Afghanistan si scontravano contro l'esercito sovietico autorizzando la fornitura di materiale bellico attraverso la frontiera con il Pakistan e grazie ad un'operazione segreta della CIA. Interventi analoghi, sebbene di misura minore, vennero intrapresi in Angola, Etiopia e Cambogia. Tuttavia rifiutò sempre di mandare truppe statunitensi sul campo per non rischiare un altro Vietnam ad eccezione di quando ordinò nel 1983 l'invasione di Grenada.

### Movimento polacco di solidarietà e legge marziale

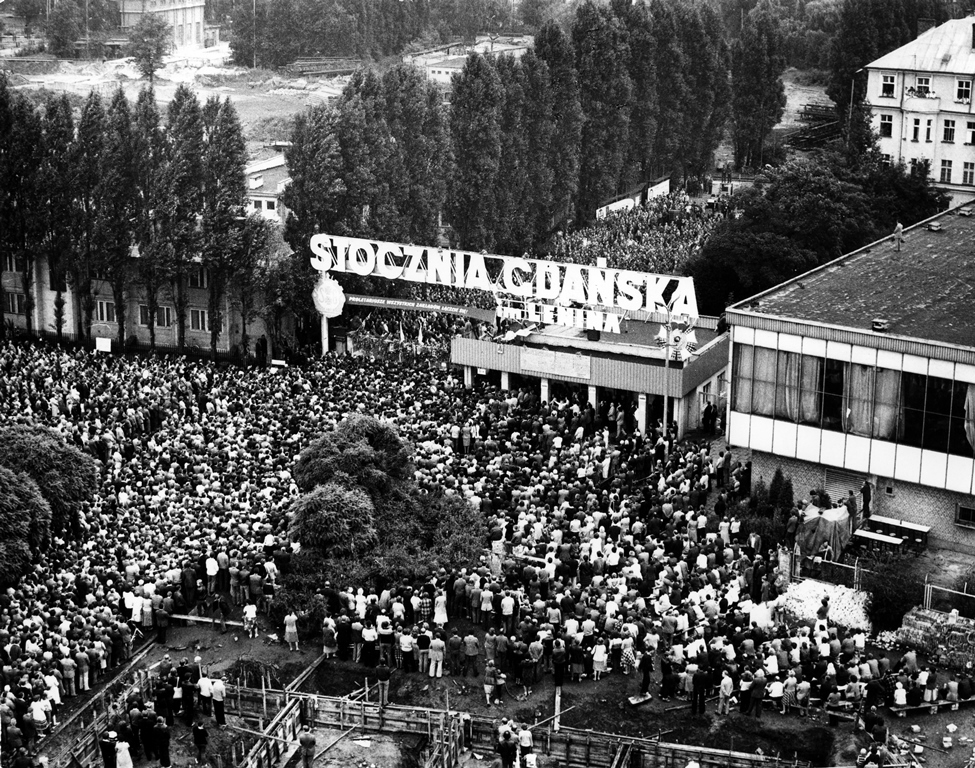
Sciopero in Polonia nel 1980

Alcuni scioperi avvenuti presso il cantiere navale di Danzica e le industrie aeronautiche di Lublino portarono alla fondazione, nel settembre 1980, di un sindacato comunista autorizzato dal governo chiamato Solidarność e guidato da Lech Wałęsa. In breve, il sindacato si trasformò in un movimento che chiedeva la democrazia in Polonia. Papa Giovanni Paolo II prese le parti del movimento in un'ottica anticomunista benedicendo Wałęsa e recandosi più volte nella sua nativa Polonia stimolando una risurrezione religiosa e nazionalista.
I leader sovietici di Mosca iniziarono a muoversi per ottenere lo scioglimento di Solidarność seppur escludendo l'opzione militare se non prima di aver vagliato ogni altra possibilità. Si arrivò così all'imposizione della legge marziale che portò all'arresto di oltre 6000 attivisti del sindacato che venne alla fine sciolto.

### Riarmamento, economie e nuove tensioni

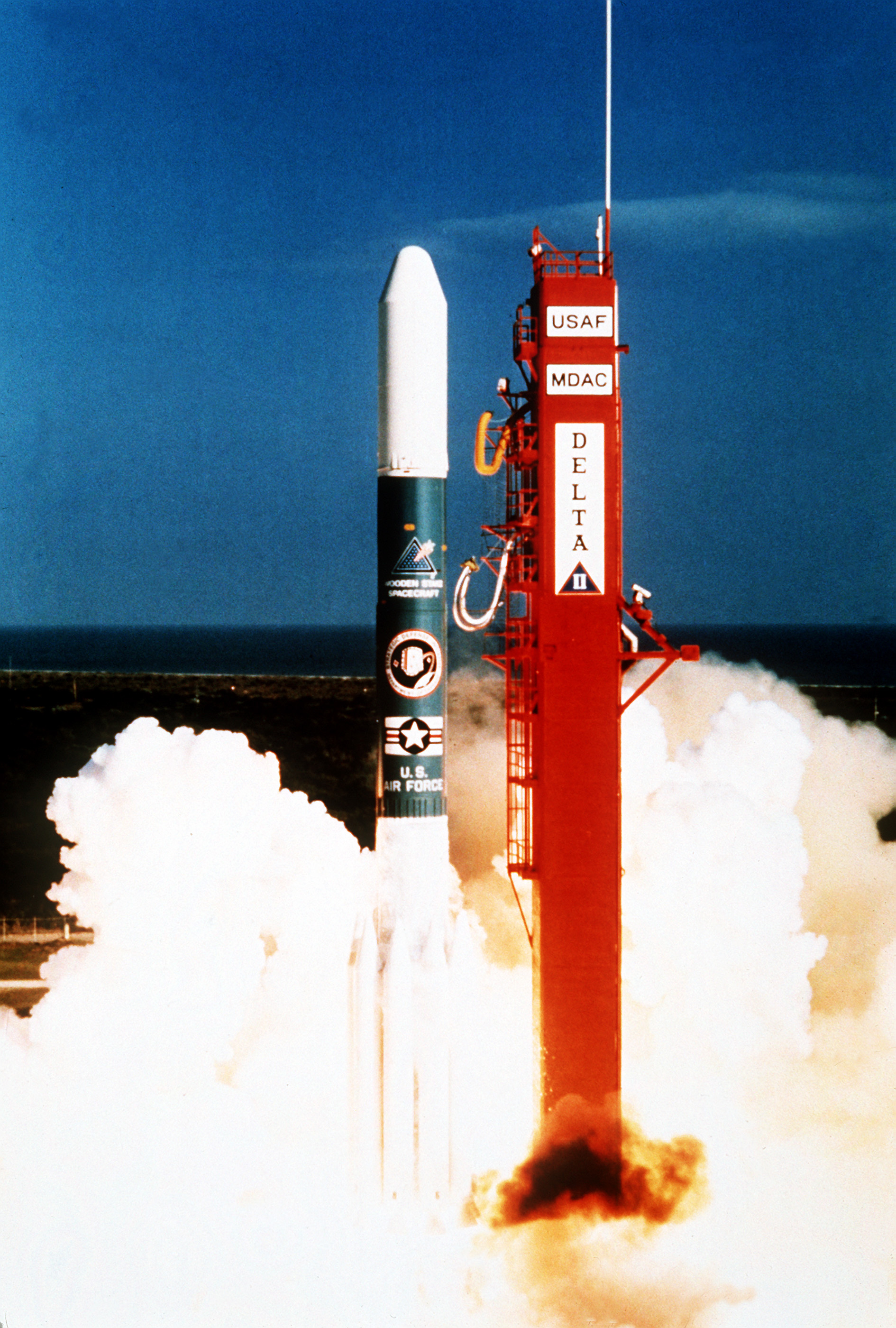
Il veicolo di lancio Delta 183 decolla trasportando il sensore sperimentale dello Strategic Defense Initiative

Per far fronte alla promessa di negoziare con l'Unione Sovietica in una posizione di superiorità, Reagan dette inizio ad un programma di riarmamento aumentando le spese per il settore militare del 43% tra il 1981 e 1984, tuttavia l'esborso in termini di percentuale di prodotto interno lordo rimase ben inferiore a quello degli anni 1950. Fu ripreso il programma del bombardiere B-1 Lancer precedentemente cancellato dall'amministrazione Carter, messo in produzione il missile ICBM LGM-118 Peacekeeper, installati missili da crociera statunitensi in Europa e sviluppato il sistema d'arma SLBM UGM-133A Trident II. Particolare enfasi venne dato all'annuncio riguardo alla sperimentazione del sistema, poi mai realizzato del tutto, denominato Strategic Defense Initiative (noto anche come "scudo spaziale") finalizzato a proteggere gli Stati Uniti da attacchi di missili balistici grazie ad armi poste in basi terrestri e nello spazio.

Arsenale nucleare statunitense e sovietico (russo dal 1991) tra il 1945-2006

La nuova corsa agli armamenti statunitense mise in difficoltà l'Unione Sovietica. Questa aveva messo in piedi un esercito che richiedeva fino al 25% del prodotto nazionale lordo a scapito dei beni di consumo e degli investimenti nei settori civili. La spesa sovietica per la corsa agli armamenti e per altri impegni relativi alla guerra fredda causò e aggravò molti problemi strutturali profondi nella società comportando almeno un decennio di stagnazione economica durante gli ultimi anni di Brežnev. Le forze armate sovietiche divennero le più grandi al mondo in termini di numero e tipi di armi che possedevano, per il numero di truppe nelle loro file e per le dimensioni della loro base militare-industriale. Tuttavia, i vantaggi quantitativi detenuti dall'esercito sovietico nascondevano spesso aree in cui il blocco orientale era drammaticamente in ritardo rispetto all'Occidente. Inoltre, le esose spese del fallimentare impegno in Afghanistan contribuirono non poco ad aumentare il dissesto finanziario e militare.
Parallelamente all'escalation negli armamenti si verificarono alcuni eventi che fecero salire la tensione tra le due superpotenze. Il 1º settembre 1983, l'Unione Sovietica abbatté il volo Korean Air Lines 007, un volo civile operato con un Boeing 747 con 269 persone a bordo, Questo avvenne quando il velivolo violò lo spazio aereo sovietico, appena oltre la costa occidentale dell'isola di Sachalin vicino all'Isola di Moneron. L'esercitazione Able Archer 83, condotta nel novembre 1983, una simulazione realistica, coordinata dalla NATO, che prevedeva l'ipotesi di una escalation globale che avrebbe portato alla guerra atomica, fu forse il momento più pericoloso della guerra fredda dai tempi della crisi missilistica cubana, poiché alcuni membri del Politburo temevano che fosse una cortina fumogena che mascherava la preparazione per un autentico primo colpo nucleare.

## Ultimi anni (1985-91)

### Le riforme di Gorbačëv

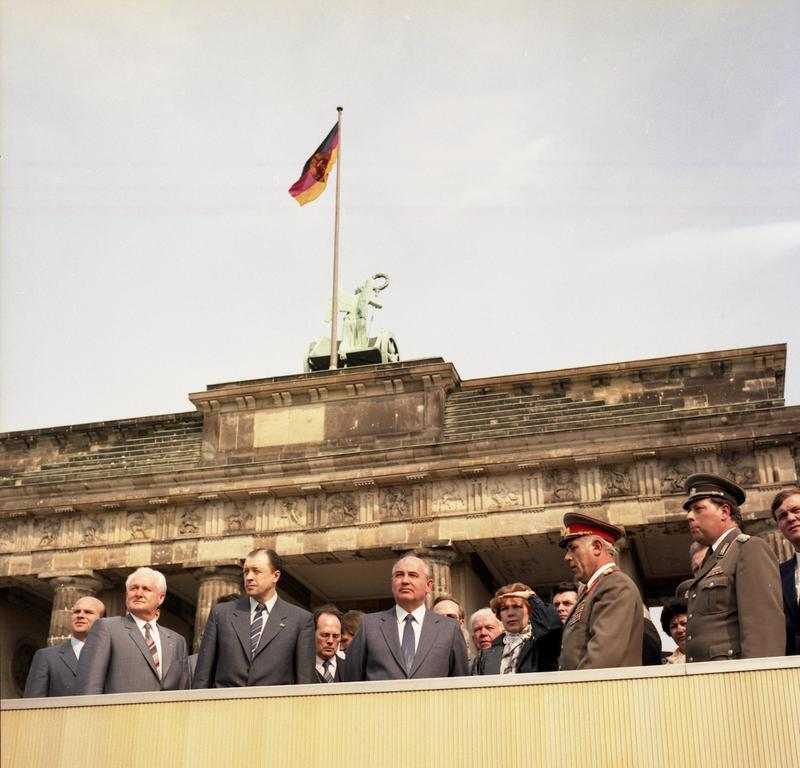
Michail Gorbačëv davanti alla Porta di Brandeburgo nel 1986

Quando, nel 1985, Michail Gorbačëv divenne Segretario Generale del PCUS, l'economia dell'Unione Sovietica si trovava in una fase stagnante complice anche il forte calo di introiti in valuta estera dovuto al vistoso calo dei prezzi del petrolio che si era avuto negli ultimi anni. Questi problemi spinsero Gorbačëv a studiare misure adeguate per rivitalizzare la sua nazione. Gorbačëv faceva parte di un nuova classe dirigente all'interno del PCUS e la sua ascesa coincise con uno svecchiamento di tutte le più alte dirigenze del partito; ad esempio Eduard Shevardnadze sostituì Andrej Andreevič Gromyko alla carica di ministero degli esteri che aveva ricoperto fin dal 1957.
Complice un inizio inefficace, il Segretario arrivò alla conclusione che fossero necessari cambiamenti strutturali profondi e, dunque, nel giugno 1987, annunciò un'agenda di riforme economiche che prese il nome di perestrojka, o ristrutturazione. La perestrojka attuò il rallentamento del sistema delle quote di produzione, permise la proprietà privata alle imprese e spianò la strada agli investimenti stranieri. Queste misure ebbero lo scopo di reindirizzare le risorse del paese dai costosi impegni militari relativi alla guerra fredda a zone più produttive nel settore civile.
Nonostante lo scetticismo iniziale riscontrabile in Occidente, il nuovo leader sovietico si rivelò intenzionato a invertire il deterioramento della condizione economica dell'Unione Sovietica piuttosto che continuare con la corsa agli armamenti. In parte anche per contrastare l'opposizione di partito alle sue riforme, Gorbačëv introdusse simultaneamente la glasnost', o apertura, con cui venne aumentata la libertà di stampa e la trasparenza delle istituzioni statali. Con la glasnost' si intendeva ridurre la corruzione dei vertici del PCUS e moderare l'abuso di potere che caratterizzava il Comitato centrale. La glasnost' permise anche un maggiore contatto tra i cittadini sovietici e il mondo occidentale, in particolare con gli Stati Uniti, contribuendo a un'accelerazione nella distensione tra i due paesi.

### Miglioramento nelle relazioni verso la fine della guerra fredda

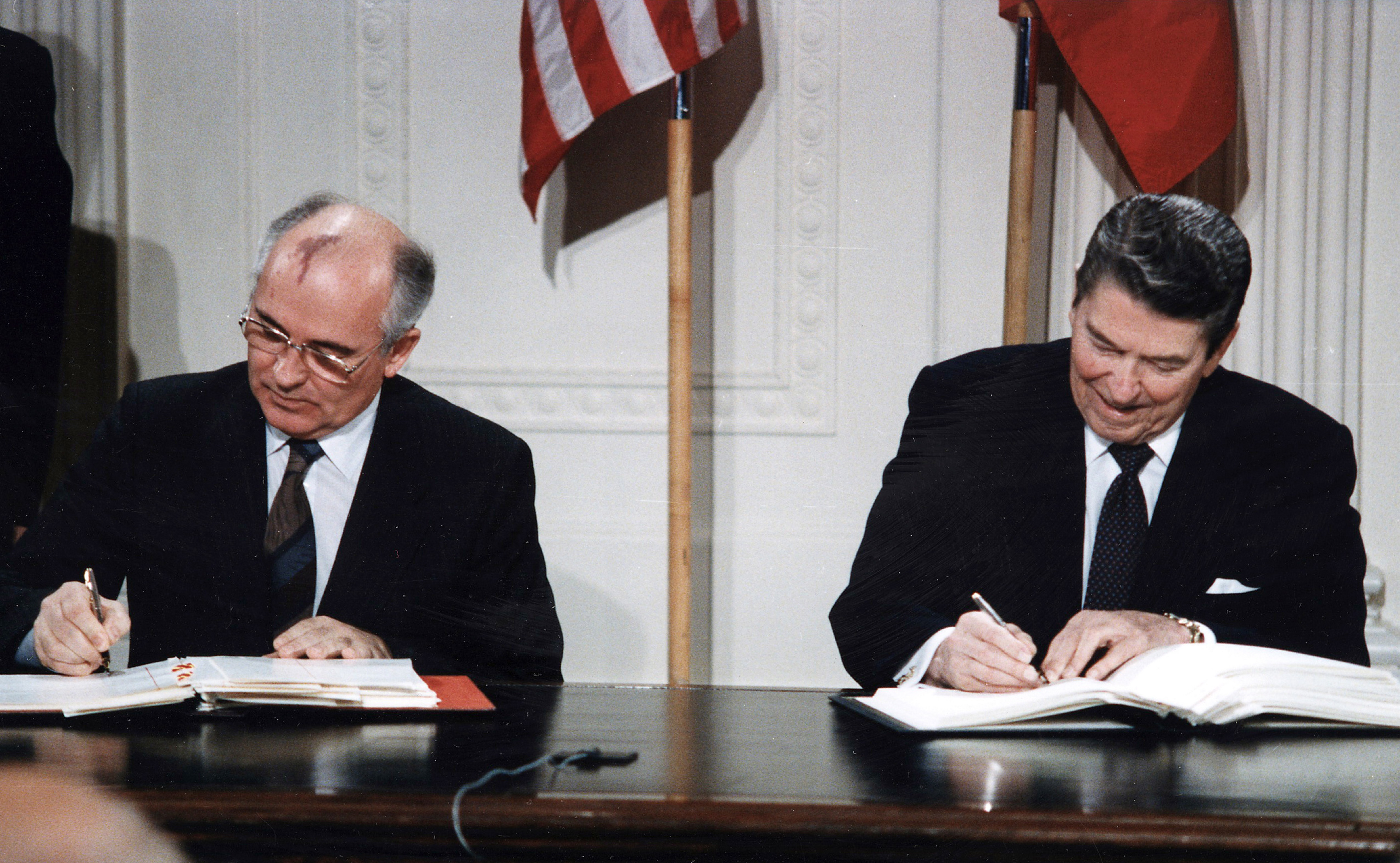
Michail Gorbačëv e Ronald Reagan firmano il trattato INF alla Casa Bianca, 8 dicembre 1987

In risposta alle concessioni militari e politiche del Cremlino, Reagan accettò di riprendere i colloqui relativi alle questioni economiche e il ridimensionamento della corsa agli armamenti. Il primo summit si tenne nel novembre 1985 a Ginevra, in Svizzera. Il vertice si rivelò un successo non solo di pubbliche relazioni tanto che i due capi di Stato concordarono in linea di principio di ridurre il proprio arsenale nucleare del 50%. Un secondo summit si tenne nell'ottobre del 1986 a Reykjavík, in Islanda, a metà strada tra Washington e Mosca. I colloqui inizialmente progredirono positivamente fino a quando l'attenzione non si spostò sulla proposta da parte di Gorbačëv di eliminare lo Scudo Spaziale a cui gli statunitensi lavoravano da anni e a cui Reagan rispose con un netto rifiuto. I negoziati quindi fallirono, ma il terzo vertice tenutosi nel 1987 a Washington portò a una svolta con la firma del trattato INF con cui si decise l'eliminazione entro tre anni di tutti i missili balistici e da crociera lanciati da terra con armi nucleari con gittate tra i 500 e i 5500 chilometri e le loro relative infrastrutture dall'Europa. Il trattato INF fu visto come un «enorme successo in pubbliche relazione e un enorme miglioramento nei rapporti tra le due superpotenze». Per Gorbačëv fu «un'altra pietra miliare che segnava la fine della guerra fredda».

Il discorso "Tear down this wall!" di Reagan che tenne davanti alla Porta di Brandeburgo, il 12 giugno 1987

Nel corso dell'anno successivo divenne chiaro ai sovietici che i sussidi per il petrolio e il gas, insieme al costo per il mantenimento di ingenti truppe, rappresentavano un sostanziale dissanguamento economico. Inoltre, il vantaggio in termini di sicurezza di una zona cuscinetto venne riconosciuto come irrilevante e così i rappresentanti dell'Unione Sovietica dichiararono ufficialmente che non sarebbero più intervenuti negli affari interni degli stati alleati dell'Europa centrale e orientale.
Nel 1989 le forze sovietiche si ritirarono dall'Afghanistan e il 3 dicembre dello stesso anno Gorbačëv e il successore di Reagan, George H. W. Bush, in occasione del vertice di Malta dichiararono la fine della guerra fredda. Culmine della pacificazione fu il vertice finale tenutosi a Mosca del 1991, quando i due leader firmarono il 31 luglio il trattato di controllo degli armamenti START I con il quale venne impedito alle potenze firmatarie di disporre di più di 6000 testate nucleari, distribuite su un massimo di 1600 vettori tra missili balistici intercontinentali (ICBM) e bombardieri strategici.

### L'Europa dell'Est si separa

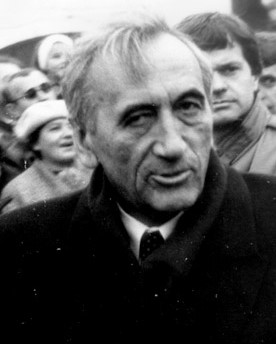
Tadeusz Mazowiecki

Le riforme di perestrojka e di glasnost, accompagnate dalla decisione di rifiutarsi di interferire negli affari interni degli stati satellite, aprirono la strada alle rivoluzioni del 1989. Il sistema di alleanze sovietiche si trovava già da tempo sull'orlo del collasso e, quando vennero privati del sostegno militare sovietico, i partiti comunisti degli stati del Patto di Varsavia persero rapidamente potere. Gorbaciov non intendeva certamente giungere allo scioglimento dell'Unione ma più che altro considerava la possibilità di ricondurre le istanze di indipendenza all'interno del socialismo in una chiave riformata e modernizzata. Pertanto escluse fin dal principio di intervenire con la forza militare per stroncare i movimenti come era stato fatto dai suoi predecessori.
Il processo ebbe inizio in Polonia dove il sindacato Solidarność, fino allora illegale, colse una clamorosa e schiacciante vittoria alle relativamente libere elezioni del 1989 che portarono ad un governo di coalizione guidato da Tadeusz Mazowiecki, il primo non comunista in Europa orientale da oltre quarant'anni.

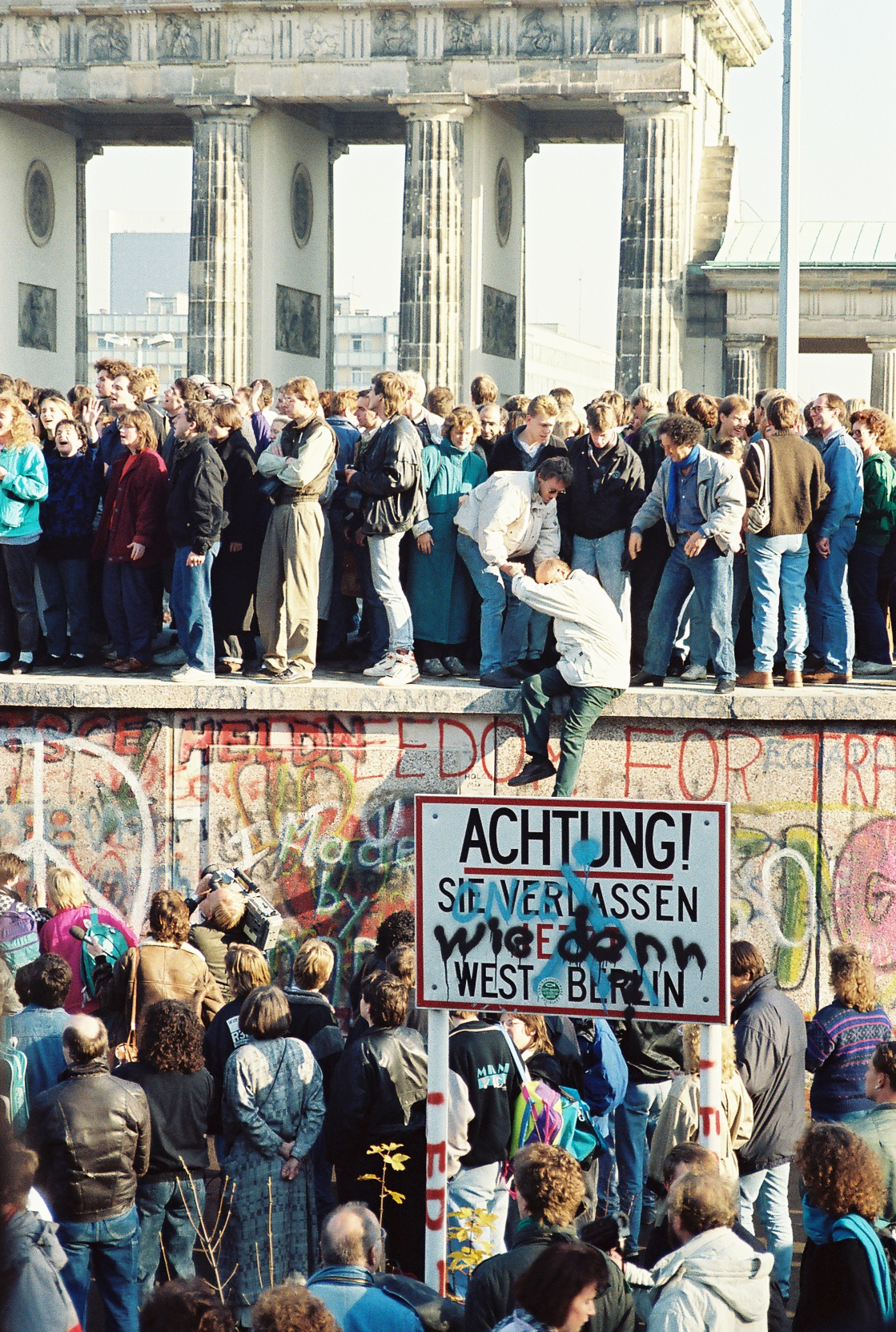
Tedeschi sul muro di Berlino nei giorni successivi alla sua apertura

Seguendo la spinta della Polonia, anche l'Ungheria si avvicinò all'indipendenza. Le riforme più sostanziali vennero intraprese già a seguito della sostituzione di János Kádár come Segretario generale del Partito comunista nel 1988 ma fu con nell'anno successivo che il Parlamento adottò un "pacchetto democratico", che includeva il pluralismo nei commerci, libertà di associazione, assemblea e stampa, una nuova legge elettorale e una radicale revisione della Costituzione, insieme ad altre novità. Ma l'iniziativa più feconda di conseguenze fu la rimozione della barriera al confine tra Ungheria e Austria suggellata dall'evento noto come "picnic paneuropeo" del 19 agosto 1989 in cui, simbolicamente, alcuni ungheresi attraversarono il confine aprendo per la prima volta «una breccia nella cortina di ferro che da quasi mezzo secolo impediva la libera circolazione delle persone fra le due Europe».
Nelle settimane seguenti, decine di migliaia di tedeschi dell'est iniziarono a recarsi in Ungheria e da qui in Austria per raggiungere l'occidente. Allo stesso tempo manifestazioni spontanee a Berlino est spinsero Erich Honecker a dimettersi; i dirigenti che lo sostituirono avviarono un processo di riforme che venne poi travolto dagli eventi oramai incontrollabili. La sera del 9 novembre, in un clima di forte confusione, venne annunciato l ripristino della libera circolazione tra Berlino est e ovest, allorché una folla di berlinesi dell'est iniziò a riversarsi ai varchi del muro che aveva diviso la città in due quasi quarant'anni. Le guardie di frontiera, colte impreparate, non riuscirono a mettere un freno e la fiumana iniziò ad attraversare il confine e in breve tempo a smantellare anche fisicamente il muro stesso. Fu questo, probabilmente, l'evento che più di altri, simboleggiò il crollo dei governi comunisti europei e la fine della cortina di ferro. Le elezioni parlamentari in Germania Est del 1990 decretarono la vittoria dei partiti favorevoli alla riunificazione tedesca che - conseguito il consenso internazionale con il Trattato sullo stato finale della Germania - venne così portata a termine il 3 ottobre dello stesso anno.
Sempre nel 1989 anche i regimi comunisti di Cecoslovacchia, Bulgaria e Romania si sgretolarono a seguito di manifestazioni popolari. La Romania fu l'unico paese del blocco orientale a rovesciare violentemente il suo regime comunista arrivando a mettere a morte il suo capo di Stato e leader politico, Nicolae Ceaușescu.

### Dissoluzione dell'Unione Sovietica

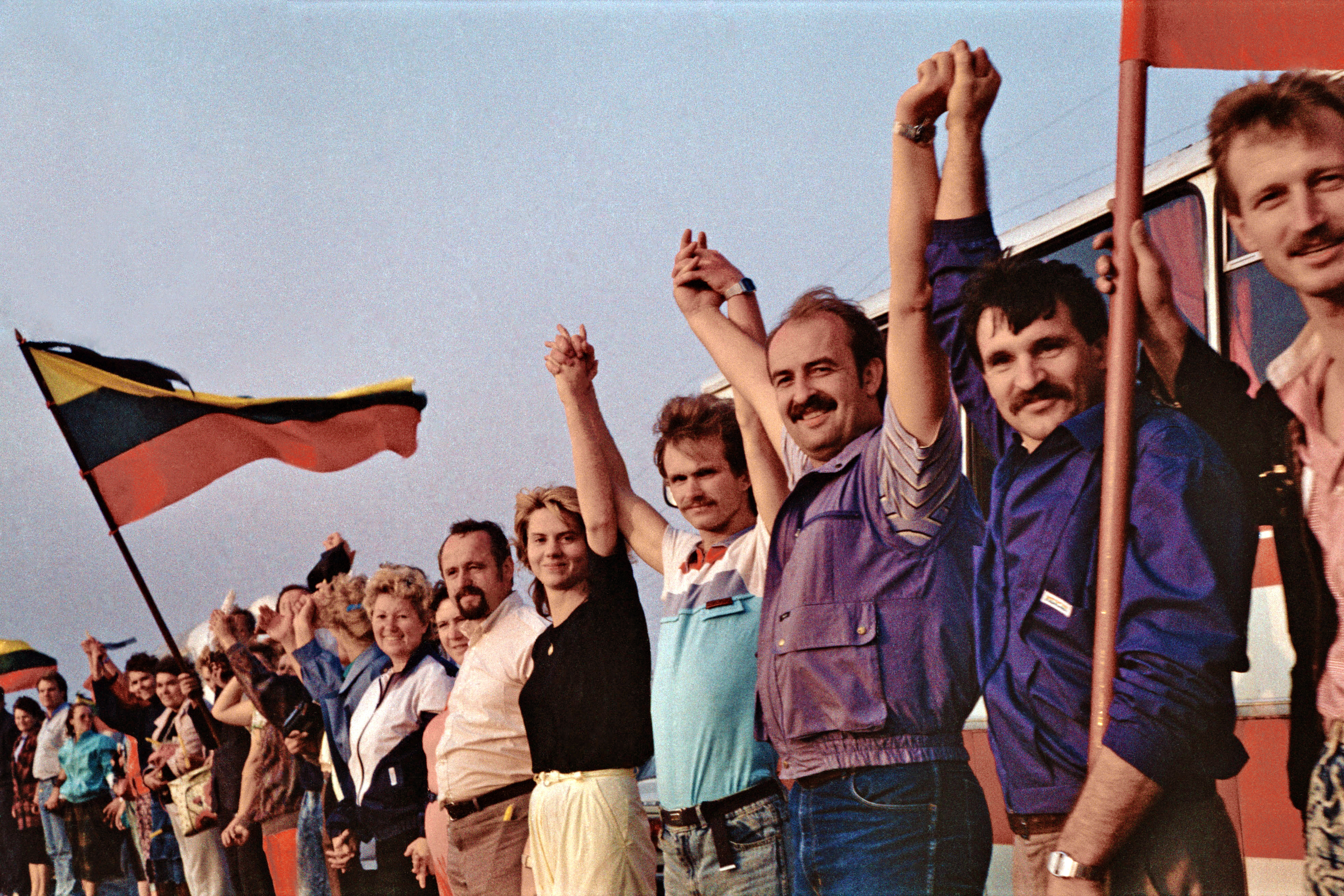
La catena baltica in Lituania, 23 agosto 1989

Mentre gli Stati Satellite slegavano i lacci con Mosca, nelle plurietniche Repubbliche dell'Unione Sovietica iniziò a farsi sempre più sentire la "questione delle nazionalità". I primi a rivendicare la propria indipendenza in termini nazionalistici furono i tre Paesi Baltici (prima la Lituania, seguita da Lettonia e Estonia), inglobati nell'URSS prima nel 1940, a seguito della firma del patto Molotov-Ribbentrop, e poi nel 1944, durante l'avanzata dell'Armata Rossa verso ovest. Le rivendicazioni nazionaliste dei Paesi Baltici, i quali dichiararono la propria autonomia da Mosca, furono di esempio e così, tra il 1990 e il 1991, unilateralmente dichiararono la propria indipendenza le Repubbliche del Caucaso (Georgia, Azerbaigian) e quelle musulmane dell'Asia Centrale (Kazakistan, Turkmenistan, Uzbekistan, Tagikistan e Kirghizistan). Il 24 agosto 1991 l'Ucraina si era dichiarata indipendente, seguita tre giorni più tardi dalla Moldavia e, il giorno successivo ancora, dalla Bielorussia.

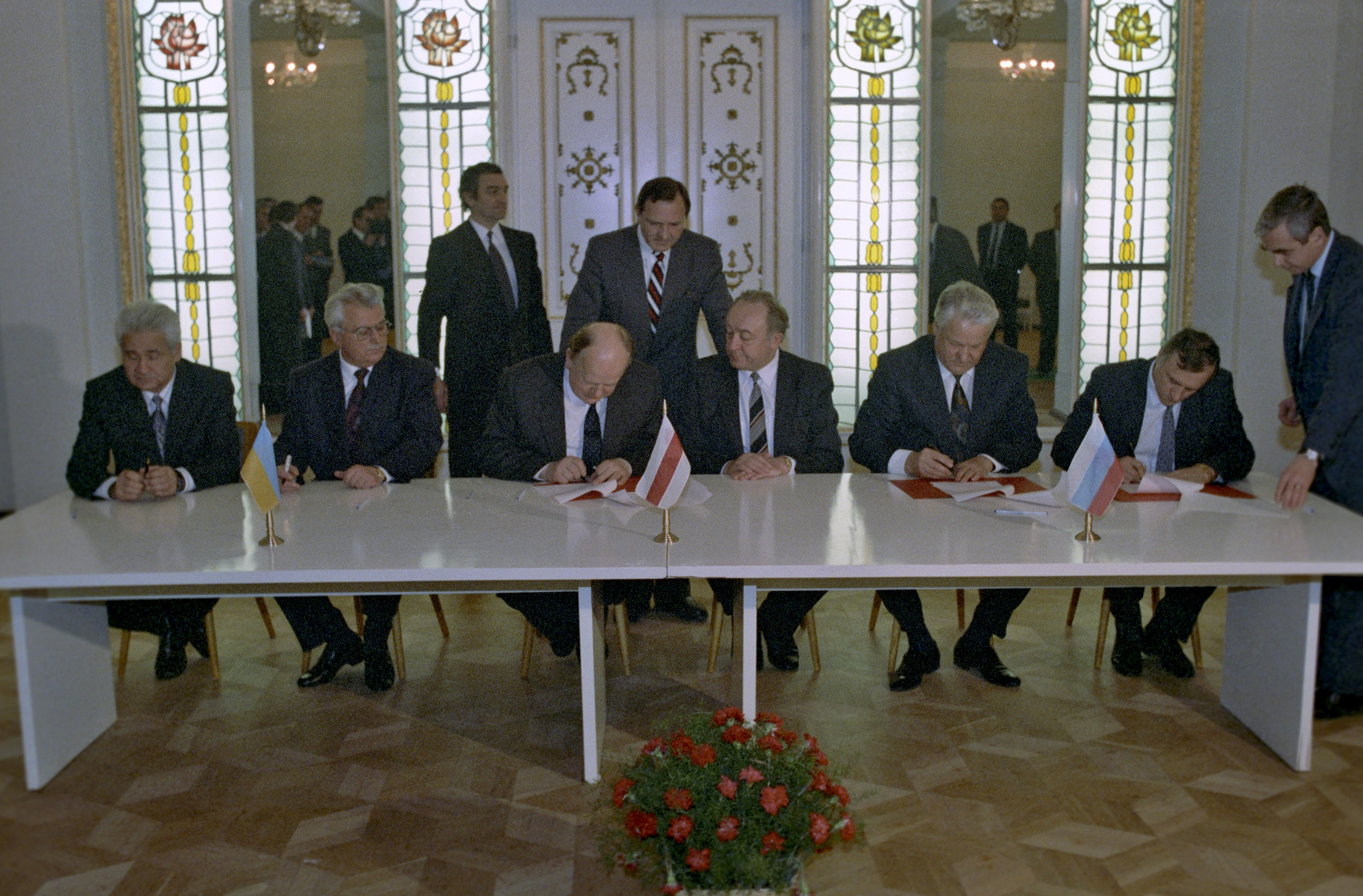
Firma dell'accordo di Belaveža

Gorbačëv fece un estremo tentativo per bloccare il processo di disgregazione proponendo di mantenere l'Unione Sovietica come entità militare e soggetto giuridico nei rapporti di politica internazionale ma senza successo. L'8 dicembre 1991 con la firma dell'Accordo di Belaveža, sottoscritto dai Capi di Stato di Bielorussia, Russia e Ucraina, nacque la Comunità degli Stati Indipendenti e il 25 dicembre successivo non restò a Gorbačëv che rassegnare le dimissioni. Il giorno seguente (il 26 dicembre 1991) l'Unione Sovietica fu ufficialmente dichiarata sciolta.

## Dopo la fine della guerra fredda
Dopo lo scioglimento dell'URSS, la Russia ne conservò gran parte dell'eredità subentrandole al consiglio di sicurezza dell'ONU. Tuttavia gli anni successivi furono contrassegnati da scontri interni e da una gravissima crisi economica e sociale. Il processo di passaggio verso una economia di mercato stentava a causa della mancanza di un ceto imprenditoriale e di una mentalità non aperta a tale cambiamento. Nel 1998 una pesantissima svalutazione del rublo rese precaria la presidenza di Boris El'cin tanto che l'anno successivo sarà costretto a rassegnare le dimissioni. Le elezioni presidenziali del 2000 vennero vinte con largo margine da Vladimir Putin che dette inizio ad una ristrutturazione del paese all'insegna dell'efficienza ma anche da un marcato autoritarismo.
Nonostante gli Stati Uniti fossero usciti dalla guerra fredda come vincitori, ebbero difficoltà a gestire questo nuovo ruolo di unica superpotenza mondiale, complice anche una non rosea situazione economica, fatta di aumento della disoccupazione e del divario sociale, che li accompagnò per la prima metà degli anni 1990.
Grazie alla massiccia disponibilità di materie prime e idrocarburi, la Russia di Putin uscì velocemente dalla crisi finanziaria del 2007-2008 accreditandosi come uno dei paesi di punta dei cosiddetti BRICS. La sua apertura verso l'Occidente, in particolare nelle esportazioni, non ha nascosto il suo obiettivo di tornare a «rappresentare una potenza in grado di controbilanciare e limitare l'egemonia degli Stati Uniti». L'allargamento della NATO a paesi ex satelliti sovietici e alle repubbliche baltiche ha causato dure frizioni tra la Russia e l'Occidente. I rapporti si sono poi pesantemente deteriorati nel 2014 con l'inizio del conflitto russo-ucraino, per poi compromettersi totalmente con l'invasione del 2022, tanto da far parlare di un ritorno alla guerra fredda.

## Storiografia

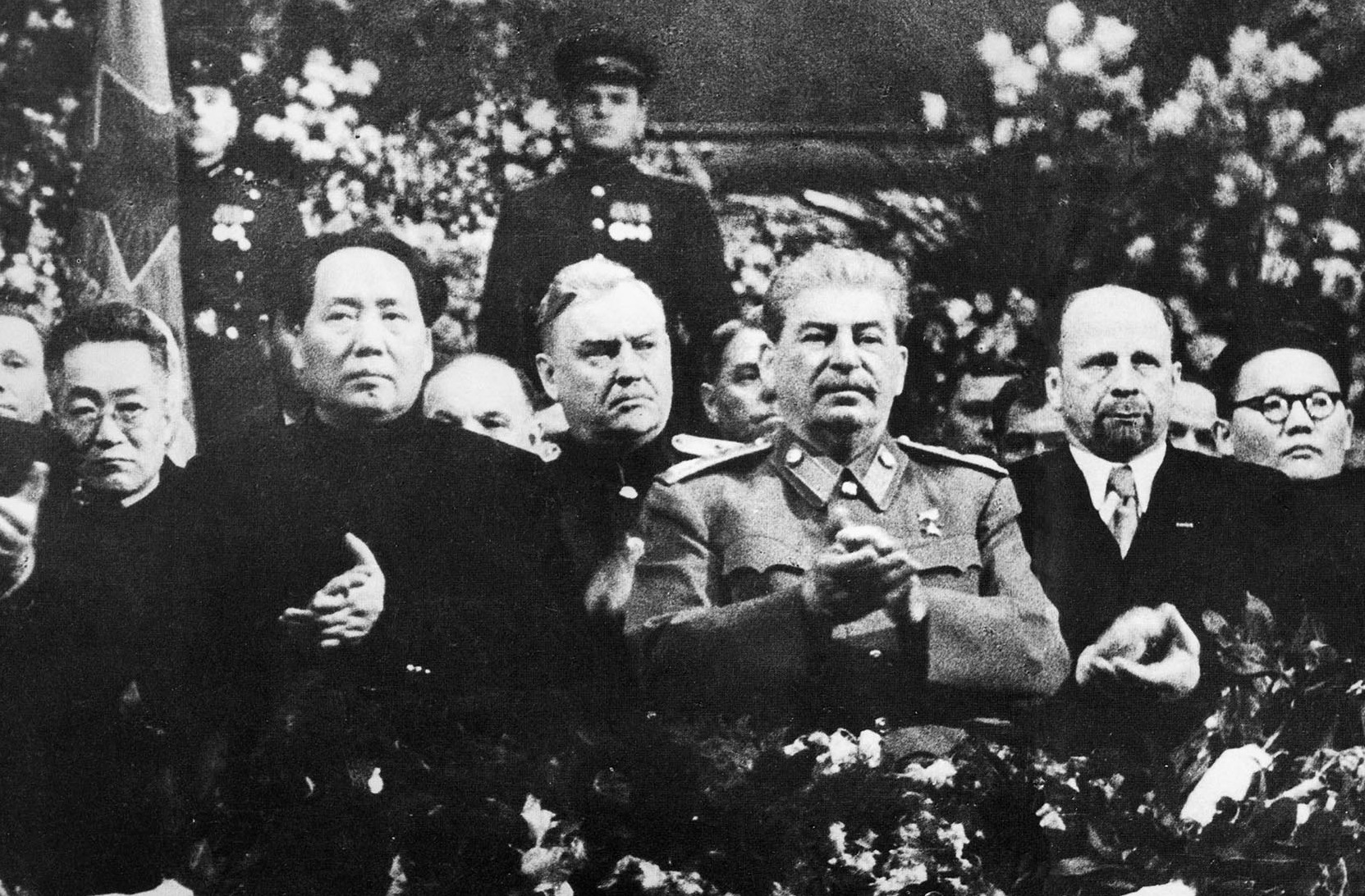
Joseph Stalin insieme a (da sinistra a destra) Mao Zedong, Nikolai Bulganin, Walter Ulbricht e Yumjaagiin Tsedenbal

Non appena il termine "guerra fredda" divenne popolare per riferirsi alle tensioni tra Stati Uniti e Unione Sovietica, l'interpretazione del corso e delle origini del conflitto è stata fonte di accese controversie tra storici, politologi e giornalisti. In particolare, vi è stato un ampio dibattito con posizioni contrastanti su chi fosse responsabile della rottura delle relazioni tra le due potenze dopo la seconda guerra mondiale e se il conflitto derivato fosse inevitabile o meno. Sebbene le spiegazioni delle origini del conflitto nelle discussioni accademiche siano complesse e diverse, si possono identificare diverse scuole di pensiero generali sull'argomento. Gli storici parlano comunemente di quattro diversi approcci allo studio della guerra fredda: "ortodosso", "revisionista", "realista" e "post-revisionista".
Secondo la "scuola ortodossa" il deterioramento dei rapporti era da attribuirsi alla violazione da parte di Stalin degli accordi di Jalta, dell'imposizione di governi dominati dai sovietici su un'Europa Orientale riluttante e di un aggressivo espansionismo sovietico. Tale teoria trovò successo negli ambienti liberali e conservatori statunitensi degli anni 1950. Il rinnovato clima sociale degli anni 1960, impregnato di contestazione all'autorità e rigetto dei dogmi tradizionali, contribuì all'emergere della "scuola revisionista" secondo la quale la responsabilità è da ricercarsi nel capitalismo statunitense alla continua ricerca di nuovi mercati. Il comportamento dei sovietici era quindi teso solo a difendersi dall'aggressività occidentale iniziata ben prima della fine della seconda guerra mondiale. Propria delle correnti della New Left, la scuola revisionista finì per «sostituire una versione stereotipata dell'Unione Sovietica con un'altra opposta».

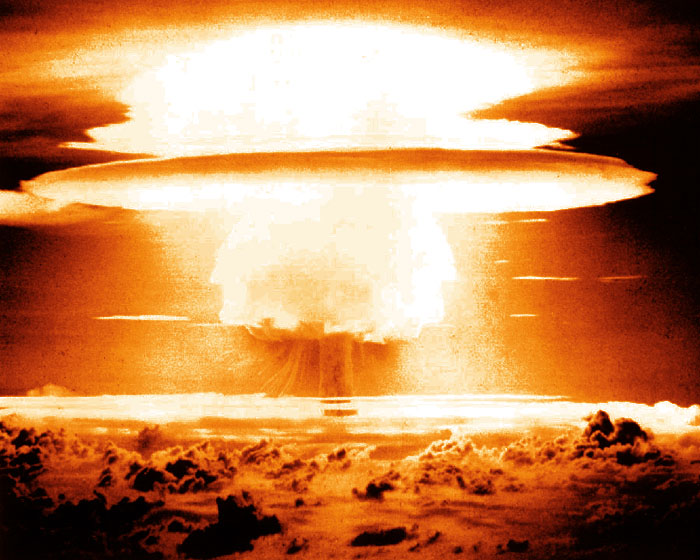
Test nucleare statunitense nel 1954

Accanto alle scuole ortodosse e revisioniste, la "scuola realista" poneva l'accento sull'inevitabilità di un conflitto tra le due potenze che cercavano di occupare il vuoto di potere lasciato in Europa dagli esiti del conflitto. I sostenitori di tali posizioni consideravano la guerra fredda come solo l'ultimo dei capitoli delle guerre che da secoli avevano imperversato nel Vecchio Continente; taluni si sono spinti a dei parallelismi con le guerre di religione del XVI e XVII secolo sottolineandone il carattere ideologico come similitudine.
Gli storici "post-revisionisti", John Lewis Gaddis e Robert Grogin ne sono stati i maggiori esponenti, hanno descritto gli eventi e le cause della guerra fredda con toni più sfumati ed equilibrati, fondendo insieme le precedenti teorie. Essi, piuttosto che attribuire l'inizio della guerra fredda a una delle due superpotenze, si concentrano sulla mutua errata percezione, sulla mutua reattività e sulla responsabilità condivisa. Da una parte, essi hanno riconosciuto che gli Stati Uniti avessero fomentato una opinione pubblica fortemente antisovietica ma che il loro agire fosse prettamente difensivo giustificato da una concreta minaccia comunista; dall'altra hanno concordato che Stalin non perseguisse una strategia di conquista dell'Eurasia ma che fosse colpevole non aver rispettato i patti e di aver costituito un allarme per gli occidentali. Dal 1989 il dibattito storiografico si è potuto arricchire del contributo di storici del blocco orientale e documenti sovietici che fino ad allora erano segretati che hanno confermato la mancanza in Stalin di un piano per la conquista dell'Europa e di una sua reale intenzione nella ricerca di una collaborazione pacifica con l'Occidente; tuttavia questi hanno anche evidenziato di come la sua intransigenza ideologica e la ferrea convinzione nel successo mondiale del comunismo avessero guidato le azioni del leader sovietico contribuendo a determinare un clima di reciproco sospetto. In definitiva, tutti i più recenti studi concordano che entrambi i blocchi avessero «agito in modo provocatorio fornendo alla parte avversa abbondanti ragioni di allarme».

## La guerra fredda e la cultura statunitense

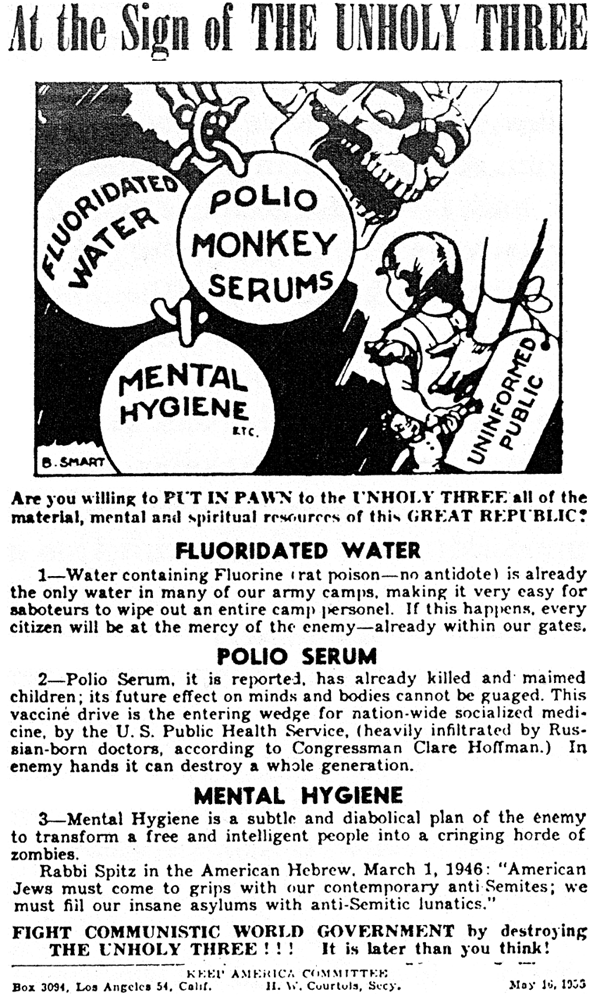
Durante il maccartismo i servizi di sanità pubblica (vaccinazione, assistenza psicologica, fluorizzazione dell'acqua) vennero bollati come strumenti "comunisti" per il lavaggio del cervello

Assieme alla guerra del Vietnam, la guerra fredda ha segnato profondamente la cultura e l'immaginario collettivo degli Stati Uniti e oltre.
Negli anni cinquanta, la popolazione civile in America venne costretta a esercitazioni contro i raid aerei e incoraggiata a costruirsi dei rifugi antiatomici personali. Questo atteggiamento di paura raggiunse i livelli più alti durante la crisi missilistica di Cuba, risolta in extremis da Kennedy (poi assassinato) e Chruščëv (successivamente sostituito e ritiratosi a vita privata) e col passare degli anni svanì; comunque, la consapevolezza della guerra e delle sue potenziali conseguenze fu una costante. Le indicazioni per i rifugi nei grossi edifici, le proteste sul posizionamento di missili nucleari a corto raggio in Germania, Cuba e Turchia, lo spesso citato orologio dell'apocalisse nucleare, le fotografie di cadaveri impigliati nel filo spinato del Muro di Berlino, così come film tipo A prova di errore, Wargames - Giochi di guerra, Alba rossa e The Day After - Il giorno dopo mantennero alta la consapevolezza.
La principale conseguenza diretta del particolare clima creatosi negli Stati Uniti con la guerra fredda fu il maccartismo, una serie di inchieste politico-giudiziarie svoltesi fra gli anni quaranta e cinquanta, tese a colpire qualunque possibile "influenza comunista" negli apparati dello Stato, e persino nei comportamenti di singoli individui. Tali inchieste, condotte spesso anche in palese contrasto con i principi costituzionali e giuridici statunitensi, colpirono numerosi soggetti, in molti casi soltanto sulla base di un semplice sospetto.
Fra di essi vi furono anche famosi personaggi della cultura e dello spettacolo, tanto che la paura di incappare nelle maglie delle inchieste anticomuniste finì per condizionare anche le scelte artistiche di scrittori, registi e produttori cinematografici che, salvo eccezioni, dovettero sempre tenersi, in quegli anni, su una linea "politicamente corretta". Il maccartismo fu figlio del clima di tensione e paura creatosi a partire dai tardi anni quaranta, ma certamente, con i suoi processi accusatori e la sua caccia spesso immotivata al traditore, finì per essere al tempo stesso moltiplicatore di tale clima di paura, grazie anche alla risonanza che tali vicende avevano presso i mass media.
La guerra fredda ispirò molte case cinematografiche e molti scrittori, risultando in un enorme numero di libri e film, alcuni più fantasiosi (come la serie dedicata a James Bond), altri più realistici e dettagliati; in particolare John Le Carré e più tardi Tom Clancy furono maestri nel descrivere vividamente gli agenti segreti e la guerra di spionaggio che avveniva sotto la superficie. Anche Rocky IV ebbe la sua valenza simbolica, circa la rappresentazione vittoriosa e buona degli Stati Uniti.